# Novemberrevolution

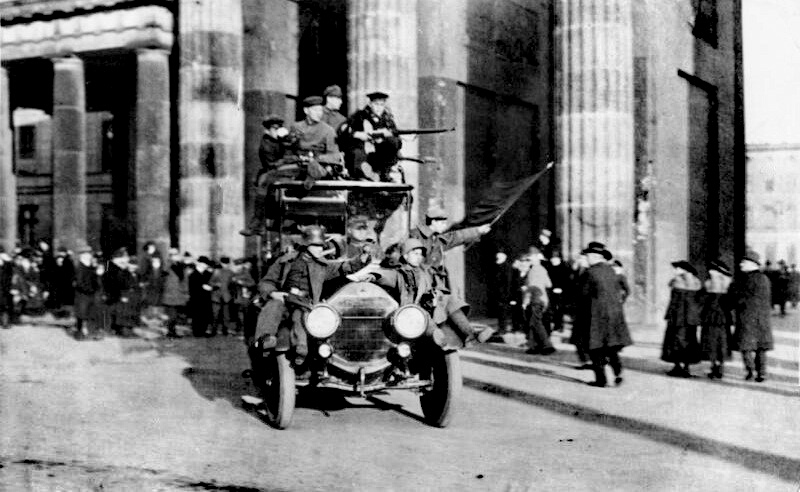
Revolutionäre Soldaten mit der Roten Fahne am 9. November 1918 vor dem Brandenburger Tor in Berlin

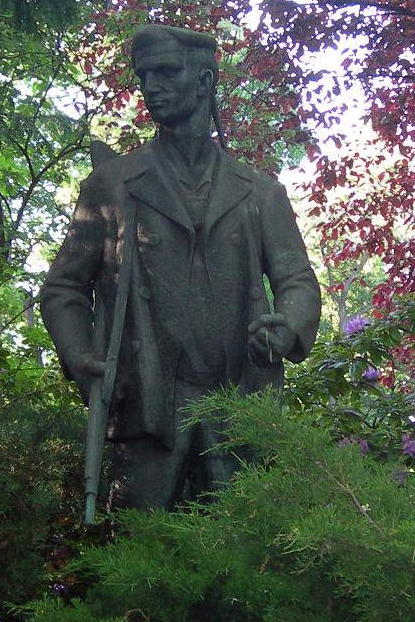
„Roter Matrose“ am Friedhof der Märzgefallenen in Berlin, Statue von Hans Kies

Die Novemberrevolution von 1918/19 führte in der Endphase des Ersten Weltkriegs zum Sturz der Monarchie im Deutschen Reich und zu dessen Umwandlung in eine parlamentarische Demokratie, die Weimarer Republik.
Die tieferen Ursachen der Revolution lagen in den extremen Belastungen durch den mehr als vier Jahre währenden Krieg, im allgemeinen Schock über die Niederlage des deutschen Kaiserreichs, in dessen vordemokratischen Strukturen und sozialen Spannungen sowie in der Politik seiner reformunwilligen Eliten. Ihr unmittelbarer Auslöser aber war der Flottenbefehl der Seekriegsleitung vom 24. Oktober 1918. Er sah vor, die deutsche Hochseeflotte trotz der bereits feststehenden Kriegsniederlage Deutschlands in eine letzte Schlacht gegen die britische Royal Navy zu entsenden. Gegen diesen militärisch sinnlosen und den Friedensbemühungen der Reichsleitung zuwiderlaufenden Plan richtete sich die Meuterei einiger Schiffsbesatzungen, die am 3. November 1918 in den Kieler Matrosenaufstand mündete. Dieser wiederum entwickelte sich innerhalb weniger Tage zur Revolution, die ganz Deutschland erfasste. Sie führte am 9. November 1918 in Berlin zur Ausrufung der Republik und zur Machtübernahme der Mehrheitssozialisten unter Friedrich Ebert. Wenig später folgten die Abdankungen Kaiser Wilhelms II. und aller anderen Bundesfürsten.
Der Rat der Volksbeauftragten, die provisorische Revolutionsregierung, schrieb Wahlen zu einer verfassunggebenden Nationalversammlung aus, die am 19. Januar 1919 stattfanden und für die erstmals auch das Frauenwahlrecht galt. Die in Weimar tagende Nationalversammlung verabschiedete am 11. August 1919 die neue, demokratische Reichsverfassung, mit der die Revolution formell ihren Abschluss fand.
Über die Parlamentarisierung hinausgehende, von rätedemokratischen Vorstellungen geleitete Ziele des linken Flügels der Revolutionäre scheiterten unter anderem am Widerstand der SPD-Führung. Aus Furcht vor einem Bürgerkrieg wollte sie in Zusammenarbeit mit den bürgerlichen Parteien die alten kaiserlichen Eliten nicht vollständig entmachten, sondern sie mit den neuen demokratischen Verhältnissen versöhnen. Dazu ging sie ein Bündnis mit der Obersten Heeresleitung (OHL) ein und ließ im Januar 1919 den sogenannten Spartakusaufstand gewaltsam niederschlagen, unter anderem mit Hilfe irregulärer, rechtsgerichteter Freikorpstruppen. In gleicher Weise ging die provisorische Regierung gegen weitere rätedemokratische Versuche vor, etwa gegen die Münchner Räterepublik.
Bei den Kämpfen in Berlin und München kamen zwischen November 1918 und Mai 1919 mindestens 2400 Menschen ums Leben.

## Vorgeschichte

### Kaiserreich und Sozialdemokratie

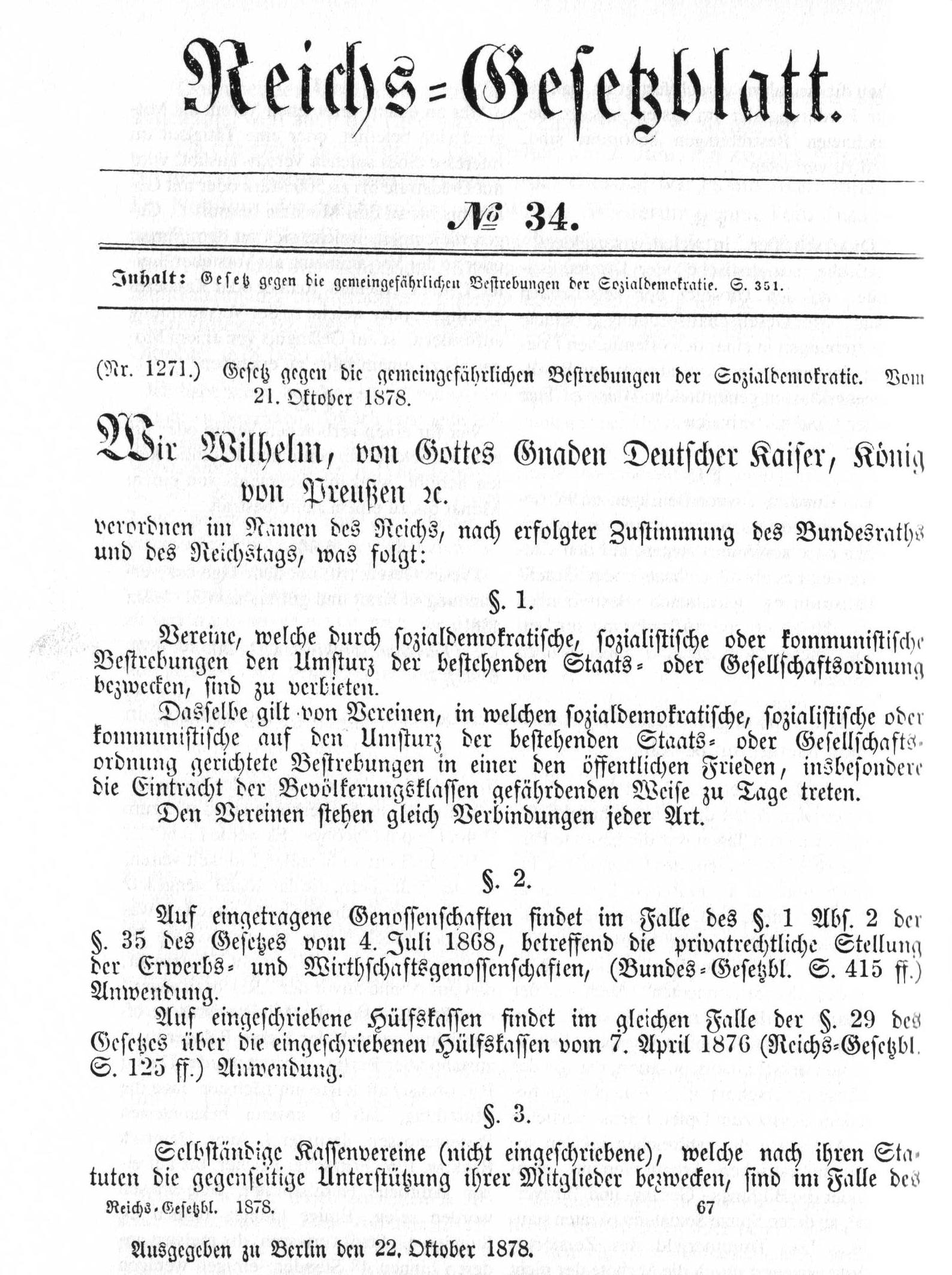
Gesetz gegen die gemeingefährlichen Bestrebungen der Sozialdemokratie (Reichsgesetzblatt 34/1878)

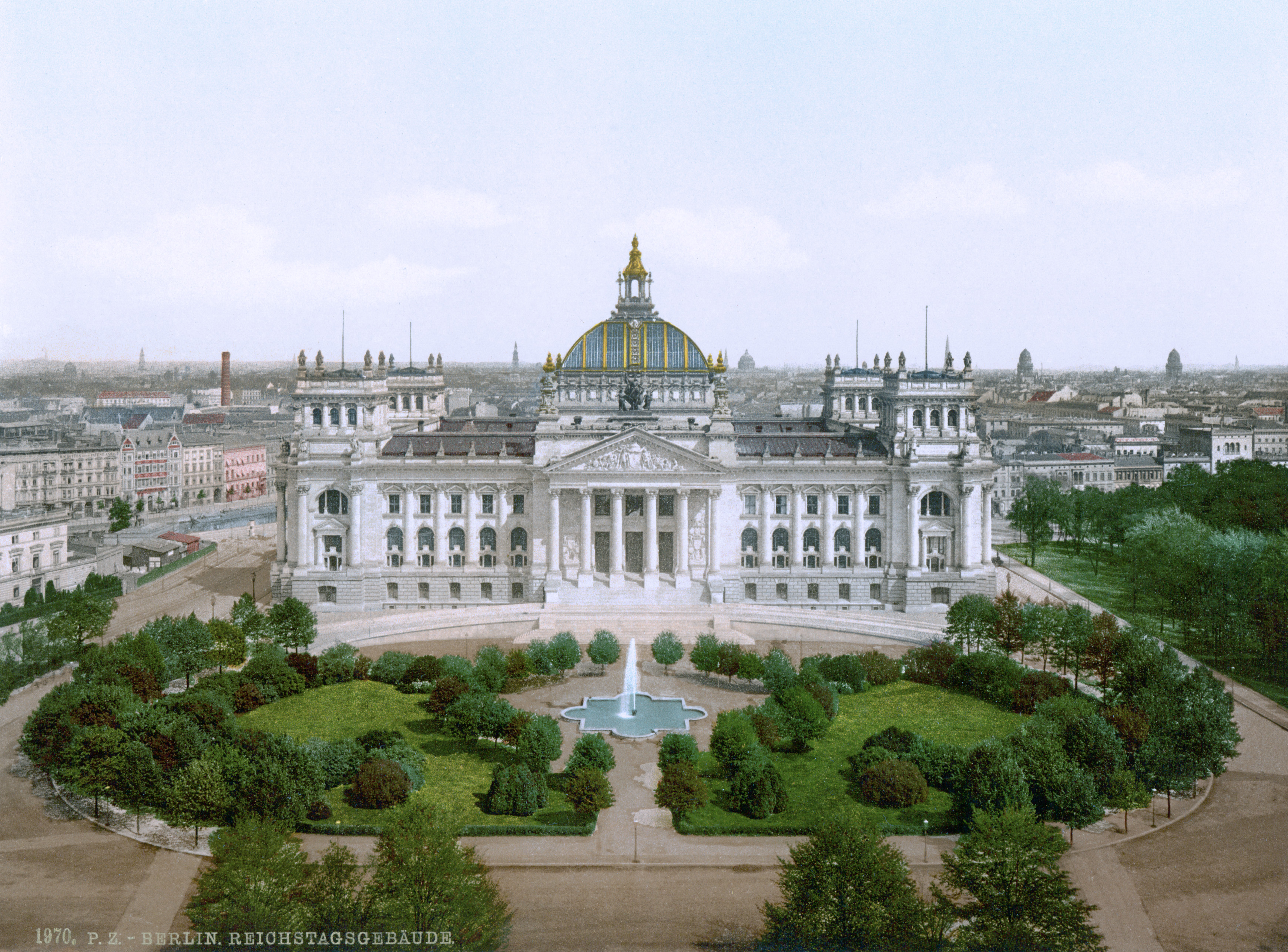
Das Reichstagsgebäude vor 1900

Die bürgerliche Märzrevolution von 1848/49 war vor allem an dem Problem gescheitert, nationale Einigung und Demokratisierung Deutschlands zugleich erreichen zu müssen. Nachdem die staatliche Einheit in Form der Kleindeutschen Lösung unter preußischer Führung 1871 doch noch zustande gekommen war, arrangierten sich weite Teile des Bürgertums mit dem Obrigkeitsstaat und neigten verstärkt nationalistischen Ideen zu.
Das neu gegründete Deutsche Reich war eine konstitutionelle Monarchie. Für den Reichstag galt das allgemeine, gleiche und geheime Männerwahlrecht, aber sein Einfluss auf die Politik war begrenzt. Gesetze konnten nur mit Zustimmung des Bundesrates in Kraft treten, und dieser konnte das Parlament jederzeit auflösen und Neuwahlen anberaumen. Die wichtigste Befugnis des Reichstags war die Bewilligung des Staatshaushalts. Über dessen größten Posten, den Militäretat, durfte er aber im Rahmen des sogenannten Septennats nur pauschal und für eine Gesamtperiode von sieben Jahren abstimmen. Auch die Reichsleitung, das heißt: der Reichskanzler und die seiner Direktive unterstellten Staatssekretäre, war nicht ihm, sondern allein dem Kaiser verantwortlich.
Im Reichstag waren von Beginn an auch Sozialdemokraten vertreten, deren Parteien sich 1875 zur SPD zusammenschlossen. Als einzige politische Partei im Deutschen Kaiserreich trat diese offen für eine republikanische Staatsform ein. Reichskanzler Otto von Bismarck ließ sie daher von 1878 bis zu seiner Entlassung 1890 auf der Grundlage der Sozialistengesetze verfolgen. Dennoch konnten die Sozialdemokraten ihren Stimmenanteil bei fast jeder Wahl steigern. Seit der Reichstagswahl 1912, in der sie 28 Prozent der Stimmen erhielten, stellten sie mit 110 Abgeordneten die stärkste Fraktion.
In den 43 Jahren von der Reichsgründung bis zum Ersten Weltkrieg nahm die SPD nicht nur an Bedeutung zu, sondern veränderte auch ihren Charakter. In dem seit 1898 geführten Revisionismusstreit wollten die so genannten Revisionisten das Ziel der Revolution aus dem Parteiprogramm streichen. Sie traten stattdessen für soziale Reformen auf der Basis der bestehenden Wirtschaftsordnung ein. Dagegen setzte sich die am Marxismus orientierte Parteimehrheit noch einmal durch. Doch die weiterhin revolutionäre Rhetorik verdeckte nur mühsam, dass die SPD seit der Aufhebung der Sozialistengesetze 1890 praktisch reformistisch geworden war. Die lange als „Reichsfeinde“ und „vaterlandslose Gesellen“ diffamierten Sozialdemokraten verstanden sich als deutsche Patrioten. Zu Beginn des Ersten Weltkrieges wurde offensichtlich, dass die SPD zu einem integralen – wenn auch oppositionellen – Bestandteil des Kaiserreichs geworden war.

### Zustimmung der SPD zu den Kriegskrediten

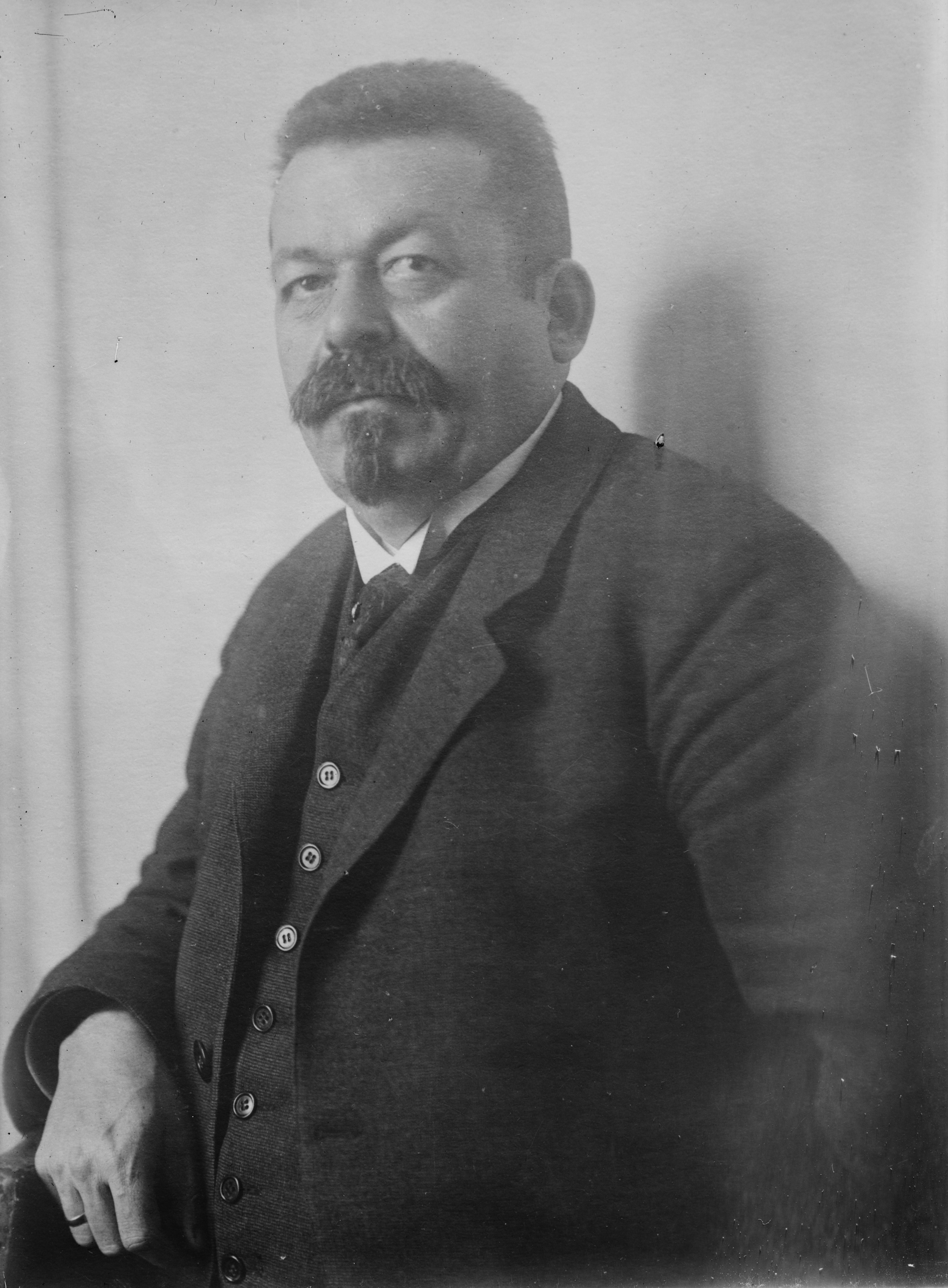
Friedrich Ebert (SPD-Vorsitzender von 1913 bis 1919) war einer der maßgeblichen Vertreter der mehrheitssozialdemokratischen Burgfriedenspolitik während des Ersten Weltkriegs.

Um 1900 galt die deutsche Sozialdemokratie als stärkste Kraft der internationalen Arbeiterbewegung. Auf den gesamteuropäischen Kongressen der Zweiten Sozialistischen Internationale hatte die SPD stets Resolutionen zugestimmt, die ein gemeinsames Handeln der Sozialisten im Falle eines Kriegs vorsahen. Wie auch andere sozialistische Parteien in Europa organisierte sie 1914 noch während der Julikrise, die auf das Attentat von Sarajevo folgte, große Antikriegsdemonstrationen. In einer Rede in Frankfurt am Main rief Rosa Luxemburg, die Wortführerin der Parteilinken, im Namen der gesamten SPD zu Kriegs- und Gehorsamsverweigerung auf. Sie wurde deshalb 1915 zu einer mehrjährigen Gefängnisstrafe verurteilt. Die Reichsregierung plante, die Parteiführer sofort nach Beginn der Kampfhandlungen zu verhaften. Friedrich Ebert, seit 1913 einer der beiden SPD-Vorsitzenden, und Otto Braun brachten die Parteikasse am 30. Juli 1914 nach Zürich, da sie Repressionen des Staates befürchteten.
Als jedoch am 1. August 1914 die deutsche Kriegserklärung an das zaristische Russland erfolgte, das als Hort der Reaktion galt, ließ sich die Mehrheit der SPD-Parteizeitungen von der allgemeinen Kriegsbegeisterung anstecken. Ihre Berichterstattung wurde von der Parteiführung zwar scharf kritisiert, die Redakteure glaubten in den ersten Augusttagen jedoch, der Linie des 1913 verstorbenen SPD-Vorsitzenden August Bebel zu folgen. Er hatte 1904 im Reichstag gesagt, die SPD werde sich an der bewaffneten Verteidigung Deutschlands im Falle eines ausländischen Angriffskriegs beteiligen. 1907 hatte er auf dem Essener Parteitag bekräftigt, er selbst werde dazu noch „die Flinte auf den Buckel nehmen“, wenn es gegen Russland, den „Feind aller Kultur und aller Unterdrückten“ gehe.
Angesichts der kriegsbereiten Stimmung in der Bevölkerung, die an einen Angriff durch die Entente-Mächte glaubte, fürchteten viele SPD-Abgeordnete, sich durch konsequenten Pazifismus ihren Wählern zu entfremden. Darüber hinaus drohte ein von Reichskanzler Theobald von Bethmann Hollweg für den Kriegsfall geplantes Parteiverbot. Andererseits nutzte der Reichskanzler die antizaristische Haltung der SPD geschickt, um ihre Zustimmung zum Krieg zu erreichen.

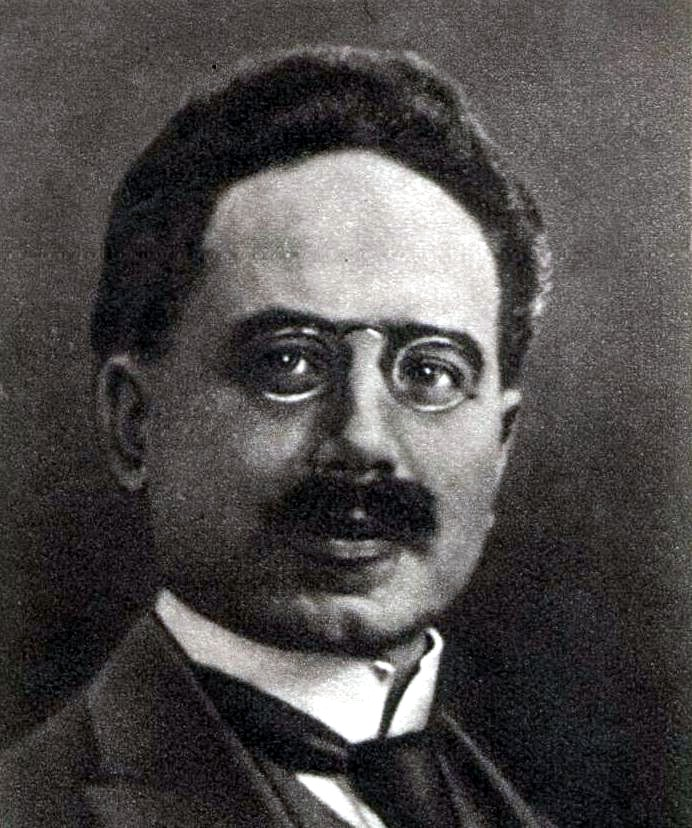
Karl Liebknecht verweigerte als erster SPD-Abgeordneter die Bewilligung der Kriegskredite.

Parteiführung und Reichstagsfraktion waren in ihrer Haltung zum Krieg gespalten: Mit Friedrich Ebert votierten 96 Abgeordnete für die von der Reichsregierung geforderten Kriegskredite. 14 Parlamentarier, an der Spitze der zweite Vorsitzende Hugo Haase, sprachen sich dagegen aus, stimmten aber wegen der Fraktionsdisziplin dennoch dafür. So bewilligte die gesamte SPD-Fraktion am 4. August die Kriegskredite. Zwei Tage zuvor hatten die Freien Gewerkschaften bereits einen Streik- und Lohnverzicht für die Kriegszeit beschlossen. Mit dem Gewerkschafts- und dem Parteibeschluss wurde die volle Mobilisierung des deutschen Heeres möglich. Haase begründete den Beschluss im Reichstag  mit der Gefahr des „russischen Despotismus“, der die Freiheit des deutschen Volkes bedrohe, und schloss mit den Worten: „Wir lassen das Vaterland in der Stunde der Gefahr nicht im Stich […] Von diesen Grundsätzen geleitet bewilligen wir die geforderten Kriegskredite“. Der Kaiser begrüßte den so genannten Burgfrieden der deutschen Innenpolitik am Ende seiner Thronrede mit dem berühmt gewordenen Satz: „Ich kenne keine Parteien mehr, ich kenne nur noch Deutsche!“
Auch Karl Liebknecht, der später zu einer Symbolfigur der entschiedenen Kriegsgegner wurde, beugte sich anfangs der Parteiräson: Er blieb der Abstimmung fern, um nicht gegen die eigene Fraktion stimmen zu müssen. Wenige Tage darauf trat er jedoch in die Gruppe Internationale ein, die Rosa Luxemburg am 5. August 1914 mit sechs weiteren Parteilinken gegründet hatte und die an den Vorkriegsbeschlüssen der SPD festhielt. Daraus ging am 1. Januar 1916 der reichsweite Spartakusbund hervor. Am 2. Dezember 1914 stimmte Liebknecht, zunächst als einziger Reichstagsabgeordneter, gegen weitere Kriegskredite. Dieser offene Verstoß gegen die Fraktionsdisziplin galt als Tabubruch und isolierte ihn auch unter denjenigen SPD-Abgeordneten um Haase, die fraktionsintern für eine Ablehnung der Kredite warben. Liebknecht wurde 1915 auf Betreiben der Parteiführung als einziges SPD-Fraktionsmitglied zum Militär eingezogen. Wegen seiner Versuche, die Kriegsgegner zu organisieren, wurde er aus der SPD ausgeschlossen und im Juni 1916 wegen Hochverrats zu vier Jahren Gefängnis verurteilt. Auch Rosa Luxemburg wurde nach vorübergehender Freilassung bis zum Kriegsende inhaftiert.

### Spaltung der SPD

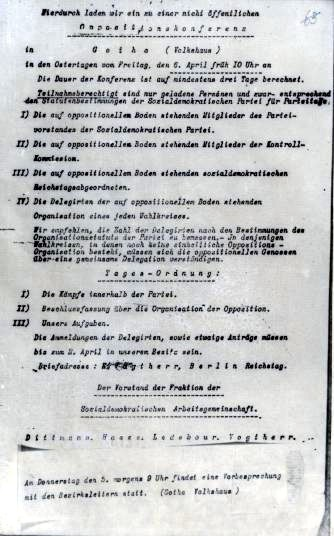
Einladung zur Konferenz in Gotha, auf der die USPD gegründet wurde

Je länger der Krieg dauerte und je mehr Opfer er forderte, desto mehr SPD-Mitglieder neigten zu einer Aufkündigung des „Burgfriedens“ von 1914, zumal, da seit 1916 nicht mehr Kaiser und zivile Reichsleitung die Richtlinien der deutschen Politik bestimmten, sondern die – mittlerweile dritte – Oberste Heeresleitung unter den Generälen Paul von Hindenburg und Erich Ludendorff. Sie regierten faktisch als Militärdiktatoren, wobei Ludendorff die wesentlichen Entscheidungen traf. Sie verfolgten expansionistische und offensive Kriegsziele und unterwarfen auch das zivile Leben ganz den Bedürfnissen der Kriegsführung und -wirtschaft. Für die Arbeiterschaft bedeutete dies unter anderem einen Zwölf-Stunden-Tag bei minimalem Lohn und mangelhafter Versorgung.
Nach Ausbruch der russischen Februarrevolution 1917 kam es auch in Deutschland zu ersten organisierten Streiks. Im März und April 1917 beteiligten sich daran etwa 300.000 Rüstungsarbeiter. Da der Kriegseintritt der USA am 6. April eine weitere Verschlechterung der Lage wahrscheinlich machte, versuchte Kaiser Wilhelm II., die Streikenden mit seiner Osterbotschaft vom 7. April zu beschwichtigen: Er versprach für die Zeit nach dem Kriegsende allgemeine, gleiche Wahlen auch für Preußen, wo bis dahin das Dreiklassenwahlrecht galt.
Nach dem Ausschluss der Kriegsgegner aus der SPD reagierten außer den Spartakisten auch sogenannte Revisionisten wie Eduard Bernstein und Zentristen wie Karl Kautsky auf den wachsenden Unmut in der Arbeiterschaft. Auf einer Konferenz vom 6. bis 8. April 1917 gründeten sie in Gotha die Unabhängige Sozialdemokratische Partei Deutschlands (USPD) unter Hugo Haase. Sie verlangte die sofortige Beendigung des Krieges und die weitere Demokratisierung Deutschlands, hatte aber kein einheitliches sozialpolitisches Programm. Die Spartakusgruppe, die eine Parteispaltung bis dahin abgelehnt hatte, bildete nun den linken Flügel der USPD. Um sich von der USPD abzugrenzen, nannte sich die SPD fortan bis 1919 Mehrheitssozialdemokratische Partei Deutschlands (MSPD).

### Auswirkungen der Oktoberrevolution

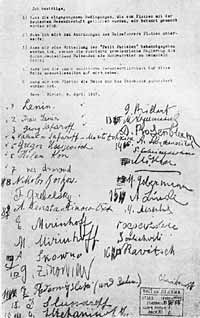
Unterschriften Lenins und seiner Mitreisenden unter dem Dokument, das ihre Reise durch Deutschland regelte

Im Verlauf der russischen Februarrevolution musste Zar Nikolaus II. am 15. März 1917 abdanken. Die Macht übernahm eine Regierung unter Fürst Georgi Lwow, die sich aus Konstitutionellen Demokraten und Menschewiki zusammensetzte. Obwohl diese den Krieg an der Seite der Ententemächte fortsetzte, sahen OHL und deutsche Reichsleitung in der neuen Situation eine Chance für einen Sieg im Osten. Um die Antikriegsstimmung in Russland zu verstärken, ließen sie Lenin, den Führer der russischen Bolschewiki, der für ein sofortiges Ende der Kampfhandlungen eintrat, von seinem Exil in der Schweiz nach Sankt Petersburg schleusen. Im April reisten er und eine Gruppe weiterer Bolschewiki in einem versiegelten, für exterritorial erklärten Eisenbahnwaggon über Deutschland und Schweden ins revolutionäre Russland.
In der Oktoberrevolution setzte sich die Kaderpartei Lenins, die von Deutschland auch mit beträchtlichen Geldmitteln unterstützt wurde, gegen die gemäßigten Sozialisten und Bürgerlichen durch und eroberte die Macht in Russland. Die neue bolschewistische Regierung nahm im Dezember 1917 in Brest-Litowsk Friedensverhandlungen mit dem Deutschen Reich auf. Gleichwohl verstärkte Lenins Erfolg im deutschen Bürgertum die Furcht vor einer Revolution nach russischem Vorbild.
Auch die SPD-Führung wollte eine vergleichbare Entwicklung in Deutschland verhindern. Dies bestimmte ihr Verhalten während der Novemberrevolution. Vorstandsmitglied Otto Braun verdeutlichte die Haltung seiner Partei im Januar 1918 im Parteiorgan Vorwärts in dem Leitartikel Die Bolschewiki und wir:

„Der Sozialismus kann nicht auf Bajonetten und Maschinengewehren aufgerichtet werden. Soll er auf Dauer Bestand haben, muß er auf demokratischem Wege verwirklicht werden. Dazu ist freilich Vorbedingung, daß die wirtschaftlichen und sozialen Verhältnisse für die Sozialisierung der Gesellschaft reif sind. Wäre das in Russland der Fall, würden sich die Bolschewiki zweifellos auf eine Mehrheit im Volke stützen können. Da dem nicht so ist, haben sie eine Säbelherrschaft etabliert, wie sie brutaler und rücksichtsloser unter dem Schandregiment des Zaren nicht bestand. (…) Deshalb müssen wir zwischen den Bolschewiki und uns einen dicken, sichtbaren Trennungsstrich ziehen.“

Im selben Monat kam es zu den so genannten Januarstreiks, an denen sich im ganzen Reich über eine Million Arbeiter beteiligten. Organisiert wurde diese Bewegung von den Revolutionären Obleuten unter ihrem Vorsitzenden Richard Müller von der USPD, die schon 1916 und 1917 erfolgreich Massenstreiks gegen den Krieg organisiert hatten und später eine wichtige Rolle spielen sollten. Die Berliner Streikleitung im Januar 1918 nannte sich „Arbeiterrat“ in Anlehnung an die russischen „Sowjets“ und stand Pate für die spätere Rätebewegung. Um ihren Einfluss zu schwächen, trat Ebert in die Berliner Streikleitung ein und erreichte ein vorzeitiges Streikende.

### Siegfrieden oder Verständigungsfrieden?

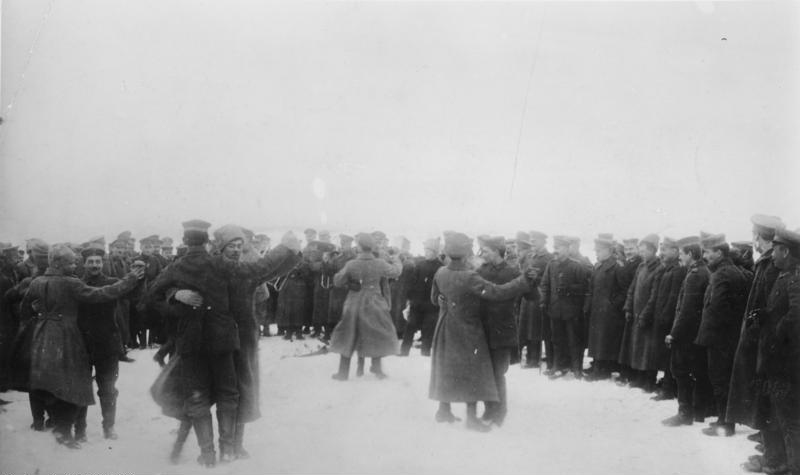
Verbrüderungsszene: Russische und deutsche Soldaten feiern das Ende des Krieges an der Ostfront.

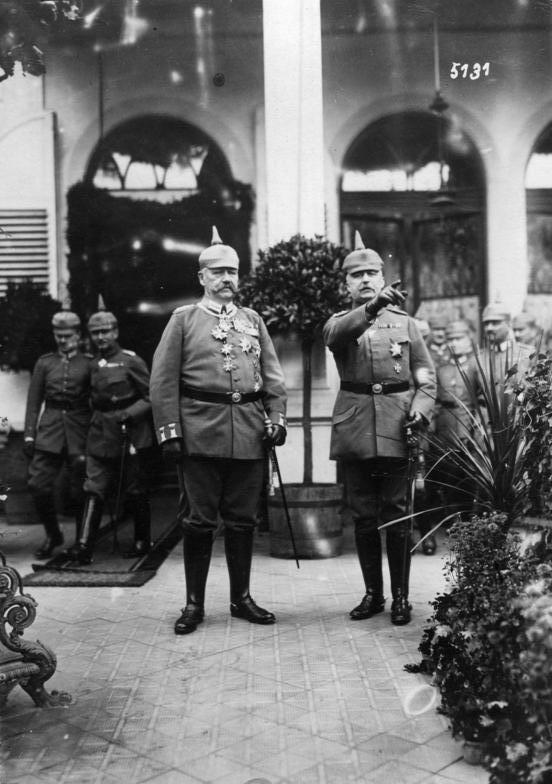
Die Generäle Hindenburg (l.) und Ludendorff (r.), die seit 1916 die Politik des Deutschen Kaiserreichs bestimmten, lehnten einen Verständigungsfrieden ab.

Seit dem Kriegseintritt der USA 1917 wurde die Lage an der Westfront für das Reich immer prekärer. Daher – und um der USPD den Wind aus den Segeln zu nehmen – bildeten MSPD, katholische Zentrumspartei und liberale Fortschrittliche Volkspartei den Interfraktionellen Ausschuss. Sie verabschiedeten im Reichstag im Sommer 1917 eine Friedensresolution, die einen Verständigungsfrieden ohne Annexionen und Kontributionen verlangte.
Die OHL ignorierte die Resolution jedoch und erzwang in den Friedensverhandlungen mit Russland einen so genannten „Siegfrieden“. Militärisch von Deutschland unter Druck gesetzt, stimmte die neue Sowjetregierung im März 1918 dem von Leo Trotzki ausgehandelten Friedensvertrag von Brest-Litowsk zu. Dieser Vertrag erlegte Russland wesentlich härtere Friedensbedingungen auf als später der Versailler Vertrag dem Deutschen Reich. Dies sollte sich schon wenig später als schwere Hypothek erweisen. Denn durch sein Vorgehen setzte sich Deutschland dem Vorwurf aus, Macht über Recht zu setzen. Folgerichtig nutzten die Westmächte den Vertrag, um den Widerstandswillen der eigenen Soldaten zu stärken, da sie nun darauf verweisen konnten, was ein deutscher Sieg für die unterlegene Seite bedeuten würde.
Zudem stellte Brest-Litowsk faktisch eine Ablehnung des 14-Punkte-Programms dar, das US-Präsident Woodrow Wilson am 8. Januar 1918 bekanntgegeben hatte. Darin proklamierte er das „Selbstbestimmungsrecht der Völker“ und sah einen Frieden „ohne Sieger und Besiegte“ vor. Hindenburg und Ludendorff ignorierten das Angebot, da sie nach dem Sieg über Russland glaubten, auch die verbliebenen Kriegsgegner zu einem „Siegfrieden“ mit weitreichenden Annexionen zwingen zu können. Dieser Illusion gaben sich im Frühjahr auch viele deutsche Politiker bis weit hinein ins demokratische Lager hin. Da die OHL die im Osten frei gewordenen Truppen nun zum Teil an der Westfront einsetzen konnte, glaubten die meisten Deutschen, damit sei nun auch im Westen ein siegreiches Kriegsende in greifbare Nähe gerückt.
Die Deutsche Frühjahrsoffensive im Westen begann im März, kam aber nach anfänglichen Erfolgen schon bald zum Stehen. Am 24. Juni sprach sich daher Richard von Kühlmann, der Staatssekretär des Äußeren, der noch im Frühjahr deutscher Verhandlungsführer in Brest-Litowsk gewesen war, für einen Verständigungsfrieden aus. Danach sollten die Staatsgebiete Deutschlands und seiner Verbündeten unangetastet bleiben und diese wiederum auf Annexionen im Westen verzichten. Obwohl ein militärischer Sieg nach dem Scheitern der letzten Offensive nicht mehr möglich war, lehnten Ludendorff und Hindenburg auch Kühlmanns Vorstoß ab. Ludendorff beschuldigte den Außenstaatssekretär sogar, die „siegreiche Beendigung des Krieges“ gefährdet zu haben und legte damit den Grundstein zur späteren Dolchstoßlegende, nach der das Heer am mangelnden Rückhalt in der Heimat gescheitert sei. Kühlmann erhielt weder die Unterstützung der zivilen Reichsleitung, noch der Reichstagsmehrheit, und musste am 8. Juli zugunsten Paul von Hintzes, eines Admirals, zurücktreten. Damit hatte die OHL noch einmal die Oberhand in der deutschen Politik gewonnen, die letzte Möglichkeit eines Verständigungsfriedens jedoch verspielt.

### Militärische Niederlage und Verfassungsreform
Im Sommer 1918 zeigte sich, dass die neu an die Westfront verlegten deutschen Soldaten nicht die Verstärkungen aufzuwiegen vermochten, die Großbritannien und Frankreich durch die frisch eingetroffenen US-Truppen erhalten hatten. Bereits wenige Tage nach Kühlmanns Rücktritt, am 18. Juli 1918,  kam es zur endgültigen Wende des Krieges: Bei einem Gegenangriff in der zweiten Schlacht an der Marne gewannen die Alliierten die Initiative, die sie bis Ende des Krieges nicht wieder verloren. Ende Juli waren die letzten deutschen Reserven verbraucht. Die Zahl der Frontsoldaten, die sich den Alliierten ergaben oder desertierten, schoss ab August in die Höhe, die Moral der Truppe war gebrochen und die militärische Niederlage Deutschlands unausweichlich. Dies wurde für alle Militärs erkennbar beim Durchbruch der Alliierten in der Schlacht bei Amiens am 8. August, dem sogenannten „Schwarzen Tag des deutschen Heeres“. Mitte September zerbrach auch die Balkan-Front. Am 29. September kapitulierte Bulgarien, das mit den Mittelmächten verbündet war. Auch Österreich-Ungarn stand vor dem Zusammenbruch, was einen alliierten Angriff auf Süddeutschland in den Bereich des Möglichen rückte.

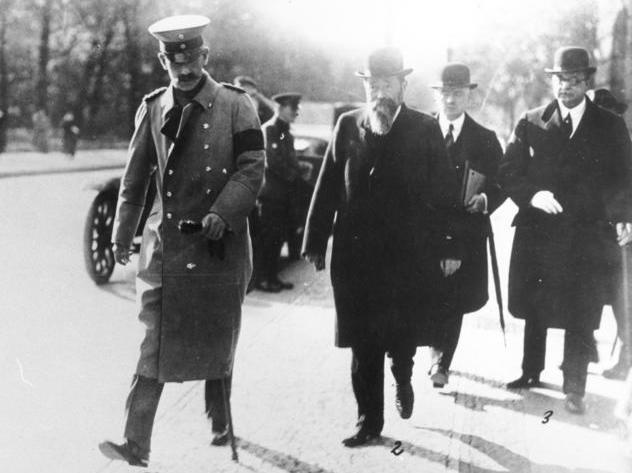
Berlin, 3. Oktober 1918: Der neu ernannte (bis 9. November amtierende) Reichskanzler Max von Baden (1), Vizekanzler von Payer (2) und der Chef der Reichskanzlei, Freiherr von Radowitz (3) beim Verlassen des Reichstagsgebäudes.

Am 29. September informierte die OHL den Kaiser und den Reichskanzler Georg von Hertling im belgischen Spa über die aussichtslose militärische Lage. Ludendorff forderte ultimativ, die Entente um einen Waffenstillstand zu bitten, da er nicht garantieren könne, die Front länger als 24 Stunden zu halten. Er empfahl ferner, eine zentrale Forderung Wilsons zu erfüllen und die Reichsregierung auf eine parlamentarische Basis zu stellen, um günstigere Friedensbedingungen zu erlangen. Damit schob er den demokratischen Parteien die Verantwortung für die bevorstehende Kapitulation und deren Folgen zu: „Sie sollen die Suppe jetzt essen, die sie uns eingebrockt haben“, erklärte er am 1. Oktober gegenüber Offizieren seines Stabes.
Damit legte Ludendorff erneut einen Keim zur späteren Dolchstoßlegende, nach der die Revolutionäre dem „im Felde unbesiegten“ Heer in den Rücken gefallen seien und erst damit den fast sicheren Sieg in eine Niederlage verwandelt hätten. Diese Geschichtsfälschung verbreitete Ludendorff aktiv nach dem Krieg, auch um seine eigenen militärischen und politischen Fehlentscheidungen zu kaschieren. Sie fiel in nationalistischen und völkischen Kreisen auf fruchtbaren Boden. Sie diffamierten später nicht nur die Revolutionäre, sondern sogar Politiker wie Ebert, der die Revolution gar nicht gewollt und alles getan hatte, um sie zu kanalisieren und einzudämmen, als „Novemberverbrecher“. Im weiteren Verlauf schreckte die extreme Rechte selbst vor politischen Morden, etwa an Rosa Luxemburg, Matthias Erzberger, Karl Liebknecht und Walter Rathenau, nicht zurück, und es war eine bewusste Symbolik, dass der Hitlerputsch von 1923 ebenfalls an einem 9. November stattfand.
Trotz des Schocks über Ludendorffs Lagebericht waren die Mehrheitsparteien, vor allem die SPD, bereit, in letzter Minute die Regierungsverantwortung zu übernehmen. Da der Monarchist Hertling die Parlamentarisierung ablehnte, ernannte Wilhelm II. am 3. Oktober den als liberal geltenden Prinzen Max von Baden zum neuen Reichskanzler. In dessen Kabinett traten auch Sozialdemokraten ein, darunter Philipp Scheidemann als Staatssekretär ohne Geschäftsbereich. Am Folgetag bot die neue Regierung den Alliierten den von Ludendorff geforderten Waffenstillstand an.
Die deutsche Öffentlichkeit erfuhr erst am 5. Oktober davon. Im allgemeinen Schock über die nun offenkundige Kriegsniederlage blieben die Verfassungsänderungen fast unbeachtet. Diese beschloss der Reichstag am 28. Oktober auch formell. Fortan war der Kanzler vom Vertrauen des Reichstags abhängig. Der Reichstag erhielt die Kontrolle über die Militärverwaltung, jedoch nicht über Kommandosachen. Damit war das Deutsche Reich auch formell eine parlamentarische Monarchie geworden. Aus Sicht der SPD-Führung erfüllten die Oktoberreformen alle ihr wichtigen verfassungsrechtlichen Ziele. Ebert betrachtete den 5. Oktober daher als „Geburt der deutschen Demokratie“ und hielt eine Revolution nach dem freiwilligen Machtverzicht des Kaisers für überflüssig.

### Die Folgen des Waffenstillstandsgesuchs

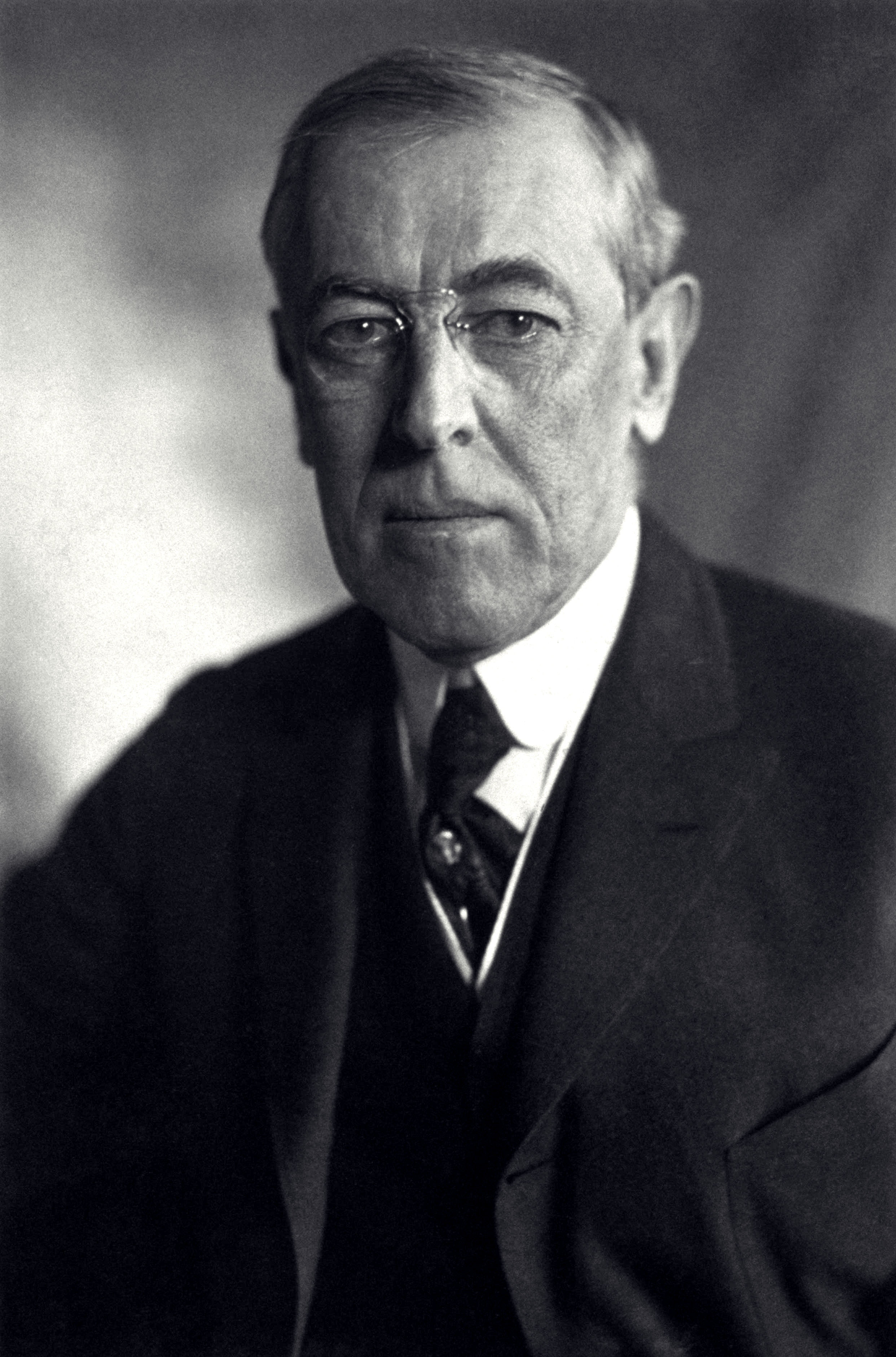
US-Präsident Woodrow Wilson forderte als Vorbedingung eines Waffenstillstands indirekt die Abdankung des Kaisers

Auf das deutsche Waffenstillstandsgesuch vom 4. Oktober antwortete US-Präsident Wilson in den drei darauf folgenden Wochen mit drei diplomatischen Noten. Als Vorbedingungen für Verhandlungen forderte er darin den Rückzug Deutschlands aus allen besetzten Gebieten, die Einstellung des U-Boot-Kriegs und – wenn auch verklausuliert – die Abdankung des Kaisers. Wilson ging es darum, dem Reich die Wiederaufnahme des Kriegs auch nach einem möglichen Scheitern der Verhandlungen unmöglich und den demokratischen Prozess in Deutschland unumkehrbar zu machen.
In seiner dritten Note, die am 24. Oktober in Berlin eintraf, erklärte der Präsident, dass „… die Regierung der Vereinigten Staaten mit keinen anderen als wahrhaftigen Vertretern des deutschen Volkes verhandeln kann, denen eine echte konstitutionelle Stellung als den wirklichen Beherrschern Deutschlands gesichert ist. Wenn sie mit den militärischen Beherrschern und monarchischen Autokraten jetzt verhandeln muss, […] dann muss sie nicht Friedensverhandlungen, sondern Übergabe fordern.“ Ludendorff erklärte diese Bedingungen für unannehmbar und verlangte, den Krieg wieder aufzunehmen, den er einen Monat zuvor für verloren erklärt hatte. Dabei hatte erst das auf sein Verlangen abgegebene Waffenstillstandsgesuch der Entente die ganze militärische Schwäche des Reichs enthüllt und dessen Regierung nahezu jedes Verhandlungsspielraums beraubt. Die deutschen Truppen hatten sich auf das nahe Kriegsende eingestellt und drängten darauf, nach Hause zu kommen. Ihre Kampfbereitschaft war kaum neu zu wecken, und Desertionen häuften sich.
Daher blieb die Reichsregierung auf dem von Ludendorff selbst eingeschlagenen Weg und ersetzte ihn am 26. Oktober als 1. Generalquartiermeister durch General Wilhelm Groener. Ludendorff floh daraufhin mit falschem Pass in das neutrale Schweden. Die dritte Wilson-Note hatte viele Soldaten, aber auch einen Großteil der Zivilbevölkerung und der Vertreter der Mehrheitsparteien im Reichstag davon überzeugt, dass der Kaiser abdanken müsse, um Frieden zu erreichen. Am 28. Oktober forderte Philipp Scheidemann in einem Schreiben an Max von Baden den Thronverzicht Wilhelms II. Gegen den Willen des Reichskanzlers flüchtete sich der Kaiser daraufhin ins Große Hauptquartier nach Spa, da er sich bei der Armee sicherer fühlte. Dem Drängen der Sozialdemokraten folgend, schickte der Reichskanzler ihm am 1. November Bill Drews, den Staatssekretär des Inneren, hinterher, um ihn von der Notwendigkeit der Abdankung zu überzeugen.
Die Alliierten stimmten am 5. November der Aufnahme von Waffenstillstandsverhandlungen zu. Die Deutsche Waffenstillstandskommission traf am 8. November am Verhandlungsort im Wald von Compiègne ein. Als schwere Hypothek für die Zukunft Deutschlands sollte es sich erweisen, dass die Reichsregierung wegen der Forderungen aus der 3. Wilson-Note die Leitung der Kommission nicht einem Vertreter der OHL, sondern einem Zivilisten übertragen hatte, dem Staatssekretär und Parlamentarier Matthias Erzberger von der Zentrumspartei. Dies erleichterte es Hindenburg und Ludendorff, ihre Verantwortung für die Liquidierung des Krieges abzustreiten und die Lüge vom „Dolchstoß“ in die Welt zu setzen, der zufolge demokratische Politiker dem „im Felde unbesiegten“ Heer in den Rücken gefallen seien.

## Verlauf

### Kieler Matrosenaufstand

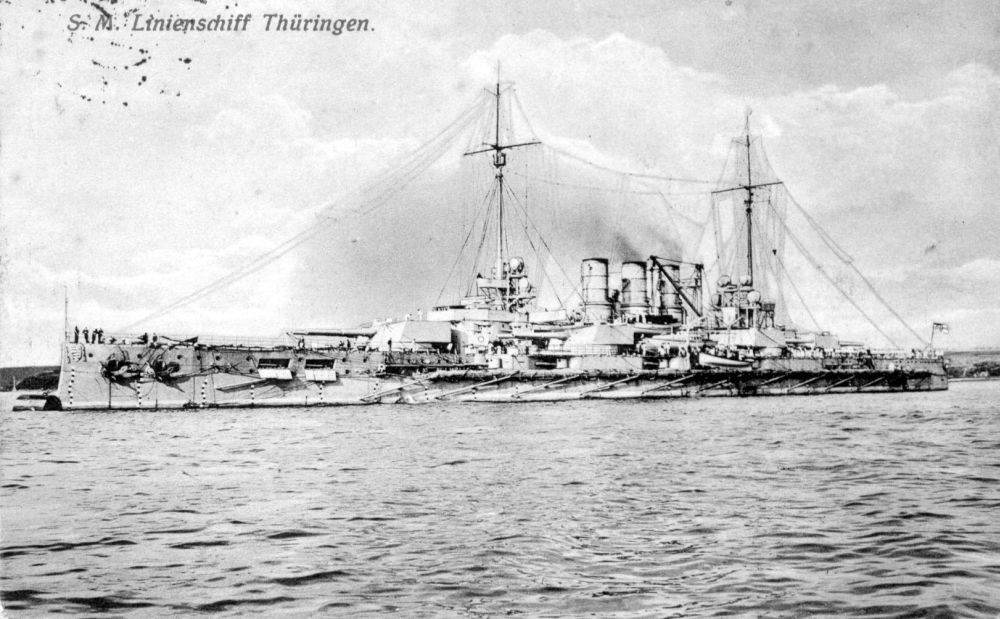
Die „Thüringen“ war eines der ersten Schlachtschiffe, dessen Matrosen meuterten.

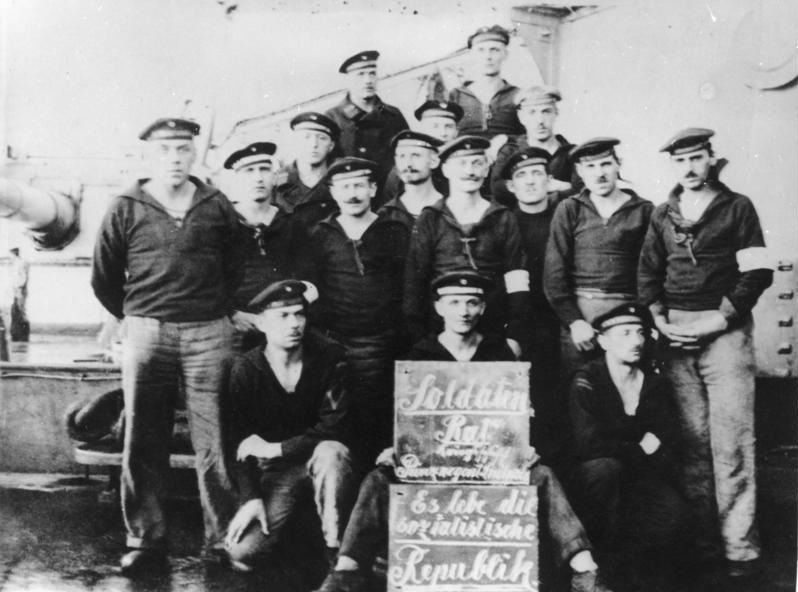
Matrosen an Deck des Linienschiffs Prinzregent Luitpold mit einer Tafel: „Soldatenrat Kriegsschiff Prinzregent Luitpold. Es lebe die sozialistische Republik.“

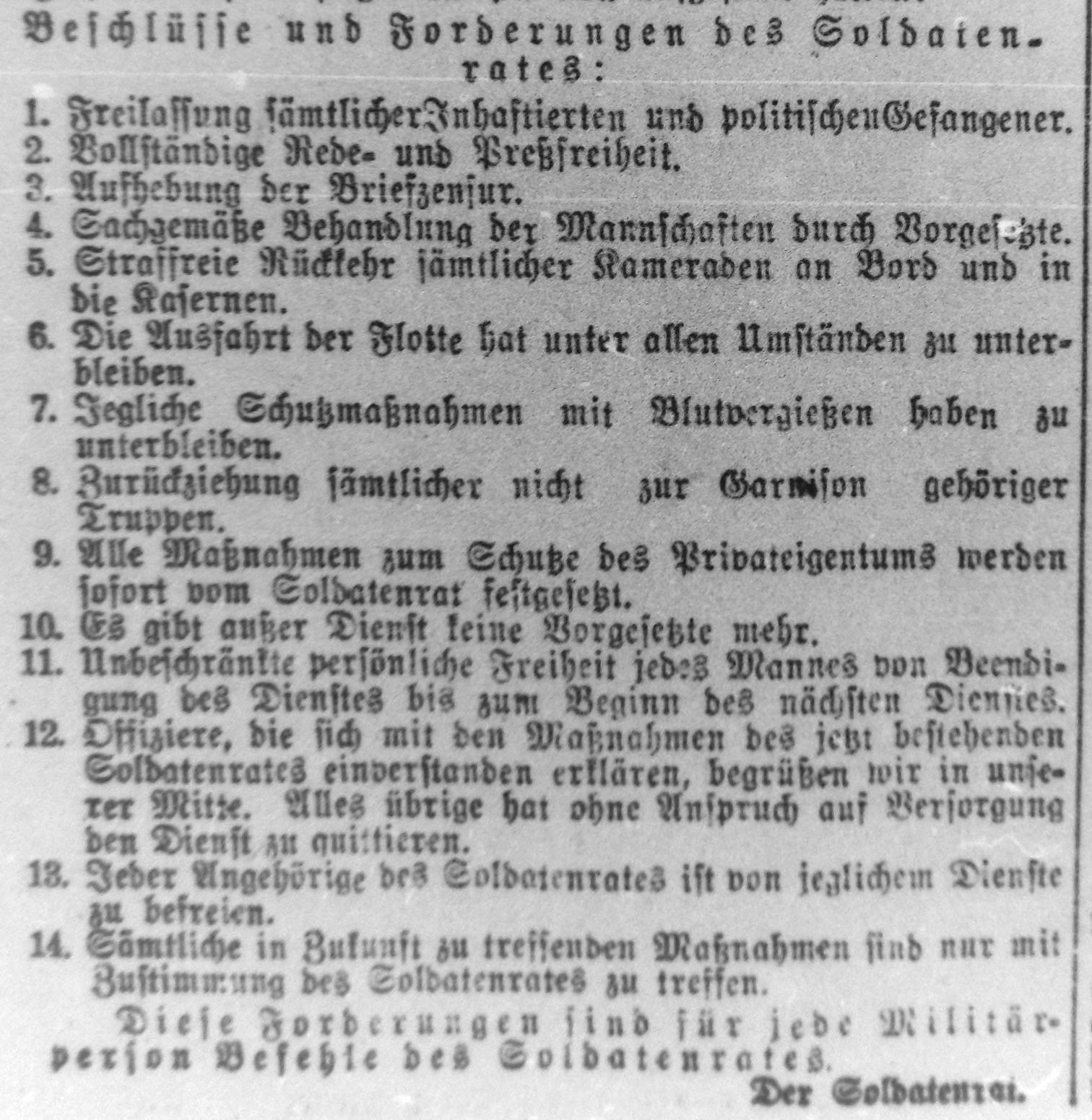
Die 14 Kieler Punkte des Kieler Soldatenrates vom 5. November, die von vielen Soldatenräten übernommen wurde

Gedenktafel für den ersten Arbeiter- und Soldatenrat am Kieler Gewerkschaftshaus in der Legienstraße

Während die kriegsmüden Truppen und die über die kaiserliche Regierung desillusionierte Bevölkerung das baldige Kriegsende erwarteten, plante in Kiel die deutsche Marineleitung unter Admiral Franz von Hipper, die gesamte Hochseeflotte am 30. Oktober zu einem Nachtvorstoß in die Southern Bight zu entsenden. Dies hätte zu einer Seeschlacht mit der etwa doppelt so starken und durch amerikanische Schlachtschiffe verstärkten Royal Navy geführt und Tausende von Todesopfern gefordert, ohne am Kriegsausgang etwas zu ändern. Weder der Kaiser noch der Reichskanzler wurden informiert, sehr wohl jedoch Ludendorff, der seit dem 23. Oktober die Wiederaufnahme des Krieges forderte. Der Flottenbefehl vom 24. Oktober 1918 und die Vorbereitungen zum Auslaufen lösten zunächst eine Meuterei unter den betroffenen Matrosen und dann eine allgemeine Revolution aus, die in wenigen Tagen die Monarchie im Reich beseitigte. Die meuternden Matrosen wollten nicht im bereits verlorenen Krieg sinnlos geopfert werden. Zudem waren sie überzeugt, im Sinne der neuen Regierung zu handeln, die Friedensverhandlungen mit der Entente anstrebte. Deren Glaubwürdigkeit hätte ein gleichzeitiger Angriff der Flotte vollends zunichtegemacht. Bei den Alliierten bestanden ohnehin bereits Zweifel an der Ehrlichkeit des deutschen Waffenstillstandsangebots. Sie verschärften sich noch, nachdem das deutsche U-Boot UB-123 am 10. Oktober in der Irischen See die Fähre RMS Leinster versenkt hatte, wobei 500 Menschen den Tod gefunden hatten.
Der Historiker Michael Salewski sah daher nicht in den Matrosen die eigentlichen Meuterer; vielmehr habe es „eine Meuterei der Flottenführung gegen die Regierung und ihre Politik“ gegeben, der „binnenlogisch konsequent“, die „Revolution der Matrosen“ gefolgt sei.
Der Matrosenaufstand begann auf Schillig-Reede vor Wilhelmshaven, wo die deutsche Hochseeflotte in Erwartung der geplanten Seeschlacht vor Anker gegangen war. In der Nacht vom 29. zum 30. Oktober 1918 kam es zu ersten Befehlsverweigerungen einiger Schiffsbesatzungen. Auf drei Schiffen des III. Geschwaders weigerten sich die Matrosen, die Anker zu lichten. Auf den Schlachtschiffen des I. Geschwaders Thüringen und Helgoland gingen Teile der Besatzungen zu offener Meuterei und Sabotageakten über. Als aber am 31. Oktober einige Torpedoboote ihre Geschütze auf diese Schiffe richteten, verschanzten sich rund 200 Meuterer zunächst unter Deck, ließen sich dann aber widerstandslos verhaften.
Da die Marineleitung sich des Gehorsams der Mannschaften nicht mehr sicher war, ließ sie ihren Schlachtplan fallen und beorderte das Geschwader nach Kiel zurück. Nach einer störungsfreien Übung in der Helgoländer Bucht ließ Geschwaderkommandeur Vizeadmiral Kraft während der Fahrt durch den Nord-Ostsee-Kanal 47 Matrosen der Markgraf, die als Haupträdelsführer galten, verhaften, am 1. November an der Holtenauer Schleuse von Bord bringen und in der Kieler Innenstadt arrestieren.
Die Matrosen und Heizer versuchten nun, ein erneutes Auslaufen zu verhindern und die Freilassung ihrer Kameraden zu erreichen. Etwa 250 von ihnen trafen sich dazu am Abend des 1. November im Kieler Gewerkschaftshaus. Sie schickten Delegationen zu den Offizieren, die aber nicht angehört wurden. Daraufhin suchten sie verstärkt Kontakt zu Gewerkschaften, USPD und SPD. Diese waren gut organisiert und hatten zahlreiche Anhänger in Kiel, da die Bevölkerung der Stadt wegen der großen Werften zu einem Großteil aus Arbeitern bestand.
Nachdem die Polizei das Gewerkschaftshaus für den 2. November gesperrt hatte, versammelten sich am Folgetag mehrere tausend Matrosen und Arbeiter nachmittags auf dem Großen Exerzierplatz. Sie waren einem Aufruf des Matrosen Karl Artelt und des Werftarbeiters Lothar Popp, beide USPD-Mitglieder, gefolgt. Die Menge forderte unter der Losung Frieden und Brot die Freilassung der Meuterer, die Beendigung des Krieges und eine bessere Lebensmittelversorgung. Zuletzt zogen die Teilnehmer zur Arrestanstalt, um die verhafteten Matrosen zu befreien.
Um die Demonstranten kurz vor ihrem Ziel am weiteren Vordringen zu hindern, befahl ein Leutnant namens Oskar Steinhäuser seiner Patrouille, zunächst Warnschüsse, dann gezielte Schüsse in die Menge abzugeben. Dabei wurden sieben Personen getötet und 29 schwer verletzt. Auch aus der Demonstration heraus wurde geschossen. Steinhäuser und zwei weitere Offiziere wurden durch Kolbenhiebe und Schüsse schwer verletzt, aber entgegen später verbreiteter Aussagen nicht getötet. Dieses kurze Gefecht gilt als der Beginn der Revolution.
Nach dem Gewaltausbruch zogen sich sowohl die Demonstranten als auch die Patrouille zunächst zurück. Dennoch wurde aus dem Massenprotest nun ein organisierter, allgemeiner Aufstand. Am nächsten Tag, dem 4. November, durchstreiften Gruppen Aufständischer die Stadt. In der großen Kasernenanlage im Norden Kiels kam es zu Demonstrationen. Karl Artelt organisierte den ersten Soldatenrat, dem bald weitere folgten. Soldaten und Arbeiter brachten die öffentlichen und militärischen Einrichtungen Kiels unter ihre Kontrolle. Der Gouverneur der Marinebasis, Wilhelm Souchon, sah sich gezwungen, zu verhandeln und die inhaftierten Matrosen freizulassen. Entgegen seiner Absprache mit Artelt rückten zwar Truppen an, um die Bewegung niederzuschlagen, aber die Aufständischen fingen diese ab und bewegten sie dazu, umzukehren oder sich ihnen anzuschließen. Damit war Kiel am Abend des 4. November fest in der Hand von etwa 40.000 revoltierenden Matrosen, Soldaten und Arbeitern. Diese forderten nun auch die Abdankung der Hohenzollern sowie das freie und gleiche Wahlrecht für Männer und Frauen.
Noch am selben Abend trafen der SPD-Reichstagsabgeordnete Gustav Noske und das Kabinettsmitglied Conrad Haußmann in Kiel ein. Gouverneur Souchon hatte telegrafisch um die Entsendung eines SPD-Abgeordneten gebeten, der den Aufstand im Auftrag der neuen Reichsregierung und der Parteiführung unter Kontrolle bringen sollte. Die Machtverhältnisse waren unübersichtlich. Die Aufständischen, die Noske für einen Verbündeten hielten, bestimmten ihn auf Zuruf zum Führer der Bewegung, und der am 5. November gebildete Arbeiter- und Soldatenrat wählte ihn zum Vorsitzenden. Zwei Tage später übernahm er Souchons Posten als Gouverneur und ließ alle Planungen für ein militärisches Vorgehen gegen die Kieler Matrosen einstellen. Nach seinen eigenen Worten strebte er jedoch vor allem danach, „der Meuterei, die ich persönlich aufs Schärfste verurteile, ein Ende zu machen“. Noske drängte in der Folgezeit den Einfluss der Räte in Kiel zurück, konnte die Ausweitung der Revolution auf ganz Deutschland jedoch nicht verhindern.

### Ausweitung auf das ganze Reich

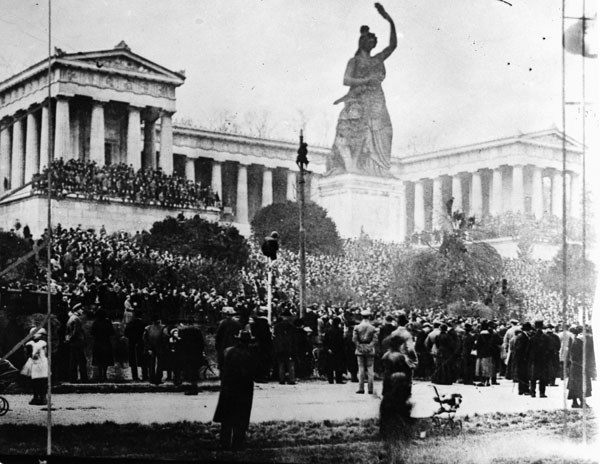
Kundgebung auf der Münchner Theresienwiese am 7. November 1918, die den Ausgangspunkt der Novemberrevolution in Bayern markiert

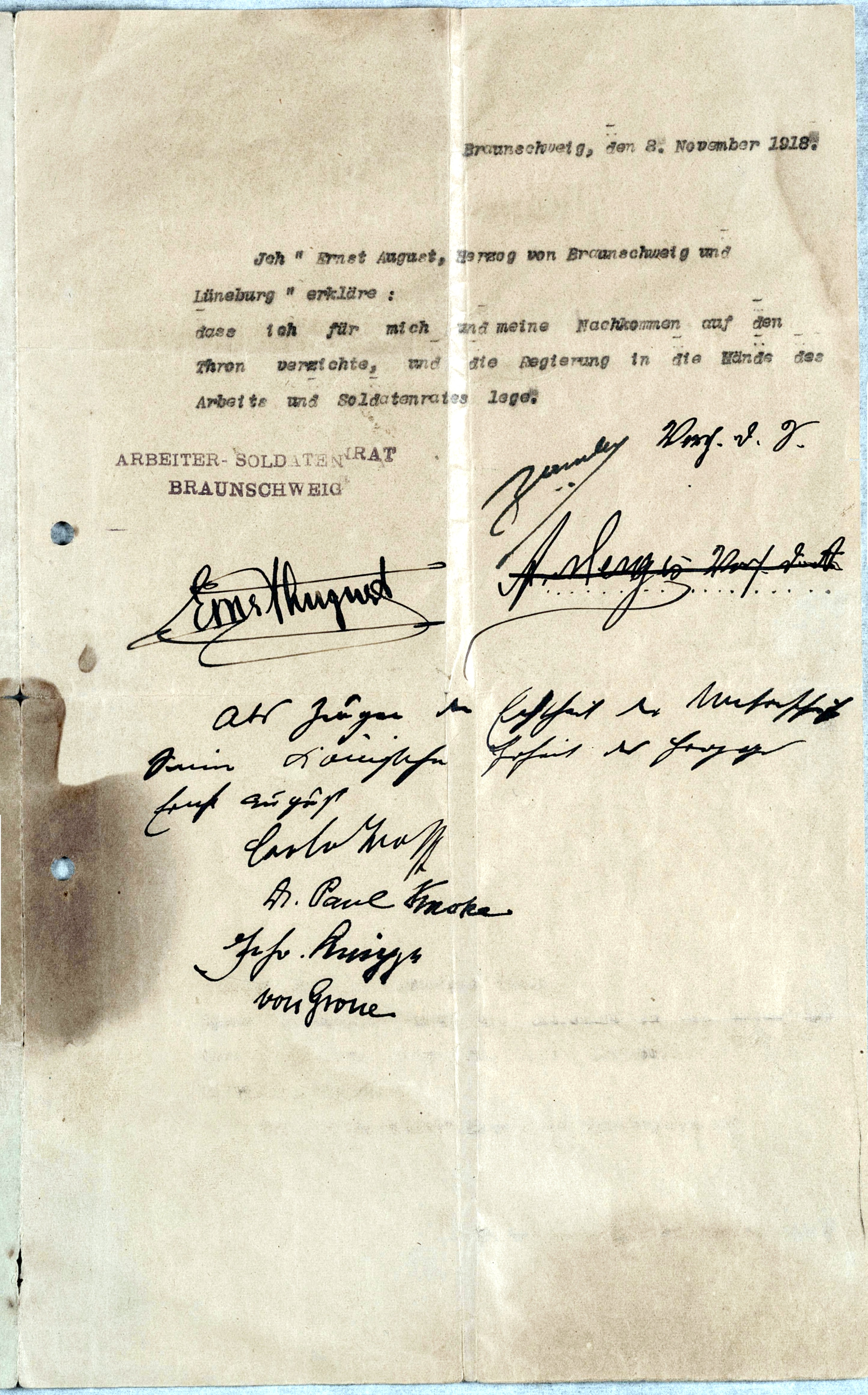
Novemberrevolution in Braunschweig, 8. November 1918: Abdankungserklärung Herzog Ernst Augusts von Braunschweig

Abordnungen der revolutionären Matrosen schwärmten seit dem 4. November in alle größeren deutschen Städte aus. Sie stießen bei der Übernahme der zivilen und militärischen Macht fast nirgendwo auf Widerstand; nur in Lübeck und Hannover versuchten zwei örtliche Kommandeure, die militärische Disziplin mit Waffengewalt aufrechtzuerhalten. Am 6. November war Wilhelmshaven in der Hand eines Arbeiter- und Soldatenrats, am 7. November alle größeren Küstenstädte sowie Braunschweig, Frankfurt am Main, Hannover, Stuttgart und München. Dort wurde am selben Tag König Ludwig III. von Bayern gestürzt, als erster deutscher Bundesfürst. Nach einer Großdemonstration von Soldaten und Arbeitern floh er aus der Stadt. Kurt Eisner von der USPD rief in Bayern als erstem Land des Reiches die Republik aus und wurde vom Münchner Arbeiter- und Soldatenrat zum bayerischen Ministerpräsidenten gewählt. Bis zum 25. November sahen sich auch die übrigen deutschen Monarchen zur Abdankung gezwungen, als letzter Fürst Günther Victor von Schwarzburg Rudolstadt.
Die Arbeiter- und Soldatenräte bestanden zum weitaus größten Teil aus Anhängern von SPD und USPD. Ihre Stoßrichtung war demokratisch, pazifistisch und antimilitaristisch. Sie entmachteten neben den Fürsten nur die bis dahin allmächtigen militärischen Generalkommandos. Alle zivilen Behörden und Amtsträger des Kaiserreichs – Polizei, Stadtverwaltungen, Gerichte – blieben unangetastet. Auch Beschlagnahmungen von Eigentum oder Betriebsbesetzungen fanden kaum statt, da man solche Maßnahmen von einer neuen Reichsregierung erwartete. Um eine der Revolution und der künftigen Regierung verpflichtete Exekutive zu schaffen, beanspruchten die Räte zunächst nur die Oberaufsicht über die Behörden, die zuvor in den Händen der Generalkommandos gelegen hatte.
Die SPD erhielt dadurch eine reale Machtbasis auf lokaler Ebene. Doch während die Räte glaubten, damit im Interesse der neuen Ordnung zu handeln, sahen die Parteiführer der SPD in ihnen störende Elemente für einen friedlichen Machtwechsel, den sie schon vollzogen wähnten. Wie die bürgerlichen Parteien forderten sie möglichst rasche Wahlen zu einer Nationalversammlung, die über die endgültige Staatsform befinden sollte. Dies brachte sie bald darauf in einen Gegensatz zu einem großen Teil der Revolutionäre. Deren Forderungen versuchte vor allem die USPD aufzugreifen. Auch sie war für möglichst späte Wahlen zu einer Nationalversammlung, um schon vor deren Zusammentritt Fakten schaffen zu können, die den Erwartungen eines Großteils der Arbeiterschaft entsprachen.

### Reaktionen in Berlin

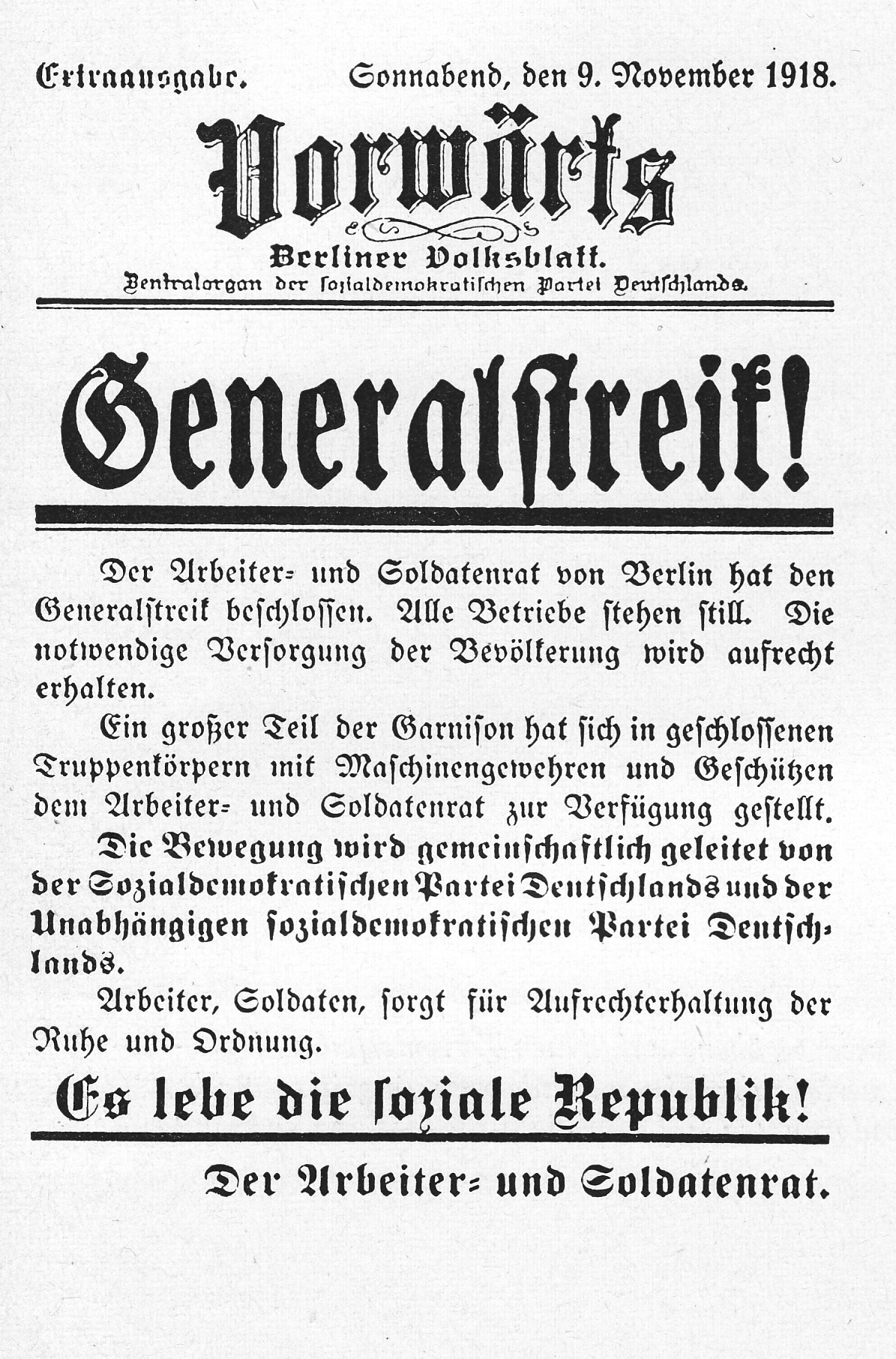
Extra-Ausgabe des „Vorwärts“ vom 9. November 1918

Ebert war sich mit Max von Baden darin einig, dass eine soziale Revolution verhindert und die staatliche Ordnung unter allen Umständen aufrechterhalten bleiben müsse. Er wollte die bürgerlichen Parteien, die schon 1917 im Reichstag mit der SPD zusammengearbeitet hatten, sowie die alten Eliten des Kaiserreichs für den Staatsumbau gewinnen und eine befürchtete Radikalisierung der Revolution nach russischem Vorbild vermeiden. Dazu kam seine Furcht, die ohnehin prekäre Versorgungslage könne zusammenbrechen, wenn die Verwaltung von darin unerfahrenen Revolutionären übernommen würde. Er glaubte, die SPD werde in Zukunft zwangsläufig parlamentarische Mehrheiten erringen, die sie in die Lage versetzen würden, ihre Reformvorhaben umzusetzen. Aus diesen Gründen handelte er möglichst übereinstimmend mit den alten Mächten.
Um seinen Anhängern einen Erfolg vorweisen zu können, zugleich aber die Monarchie zu retten, forderte Ebert seit dem 6. November den Thronverzicht des Kaisers. Nach dem Zeugnis Max von Badens sagte er am 7. November: „Wenn der Kaiser nicht abdankt, dann ist die soziale Revolution unvermeidlich. Ich aber will sie nicht, ja, ich hasse sie wie die Sünde.“ Am selben Tag versuchte Scheidemann vergeblich, dem Kriegskabinett irgendwelche vorzeigbaren Konzessionen abzuringen, mit denen man „die Massen auch jetzt noch im Zaum halten“ könne. Die sozialdemokratischen Staatssekretäre drohten mit Rücktritt, sollte Wilhelm II. nicht zurücktreten. Der Kaiser aber, der sich weiterhin im Hauptquartier der Obersten Heeresleitung im belgischen Spa aufhielt, spielte auf Zeit. Nachdem die Entente am 6. November Waffenstillstandsverhandlungen zugesagt hatte, hoffte er, an der Spitze der bald frei werdenden Fronttruppen ins Reich zurückkehren und die Revolution gewaltsam niederschlagen zu können. Max von Baden wollte nach Spa reisen, um den Kaiser persönlich von der notwendigen Abdankung zu überzeugen. Doch dazu kam es nicht mehr, da sich die Lage in Berlin rasch weiter zuspitzte.

### 9. November 1918: Ende der Monarchie

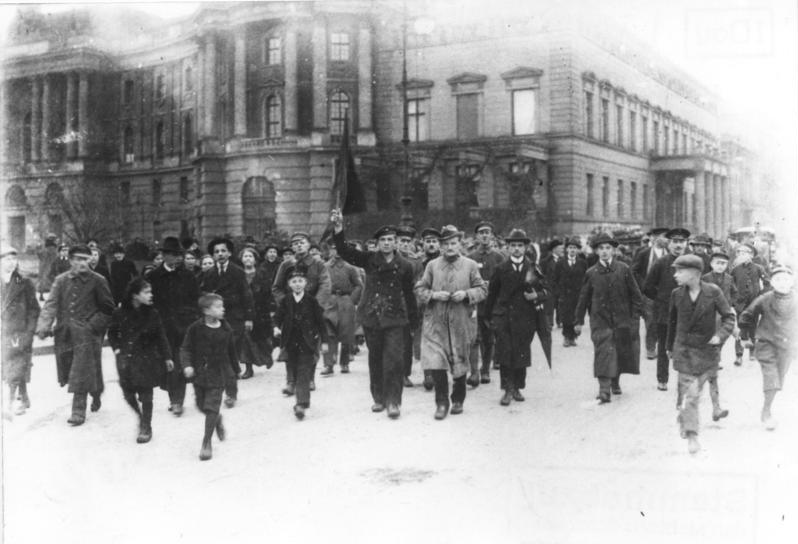
Revolutionäre Demonstranten am 9. November 1918 in Berlin, Unter den Linden

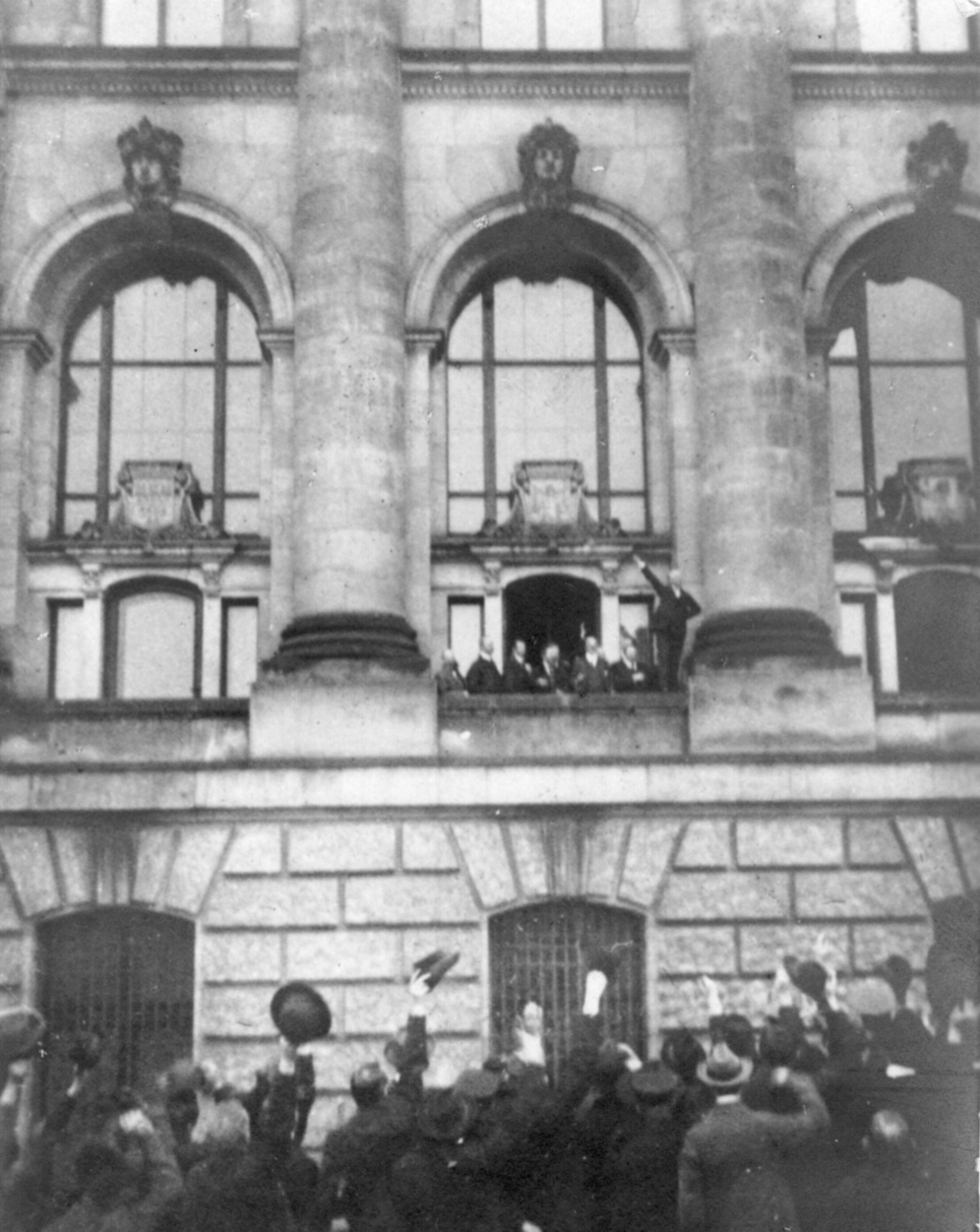
Ausrufung der Republik am 9. November 1918 durch den SPD-Politiker Philipp Scheidemann, der vom Westbalkon des Reichstagsgebäudes aus spricht

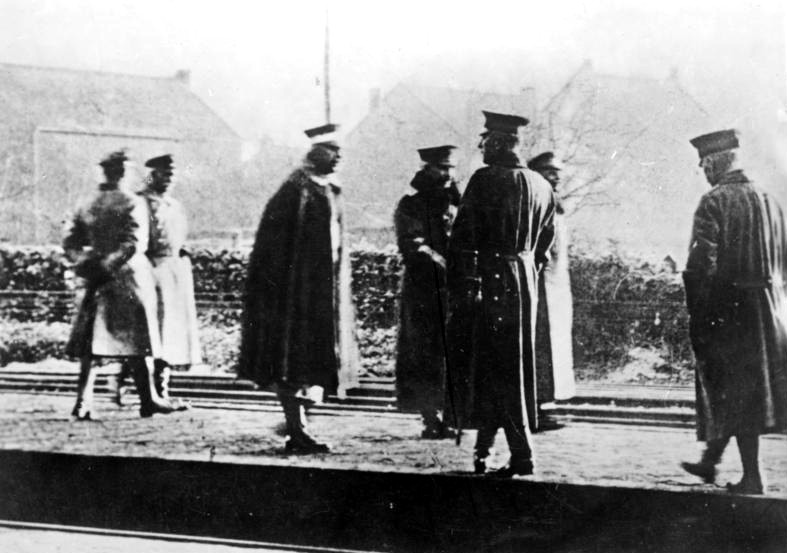
Flucht Wilhelms II. am 10. November 1918: Der vormalige Kaiser (Bildmitte bzw. vierter von links) auf dem Bahnsteig des belgisch-niederländischen Grenzübergangs Eijsden kurz vor seiner Abreise ins niederländische Exil

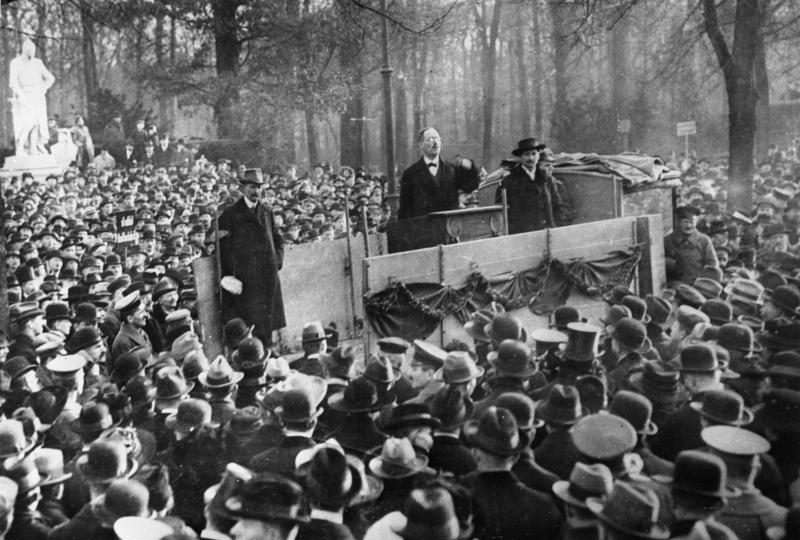
Karl Liebknecht während einer Rede im Berliner Tiergarten, Dezember 1918

Am Abend des 8. November hatte die USPD 26 Versammlungen in Berlin einberufen, auf denen ein Generalstreik und Massendemonstrationen für den nächsten Tag angekündigt wurden. Ebert hatte daraufhin noch einmal ultimativ die Abdankung des Kaisers gefordert und wollte diesen Schritt auf den Versammlungen als Erfolg der SPD verkünden. Um möglichen Unruhen entgegenzutreten, ließ Prinz Max von Baden am Abend das als besonders zuverlässig geltende 4. Jägerregiment aus Naumburg an der Saale nach Berlin verlegen.
Doch selbst die Soldaten dieses Regiments waren nicht gewillt, auf Landsleute zu schießen. Als ihre Offiziere ihnen am frühen Samstagmorgen des 9. November Handgranaten aushändigten, schickten sie eine Abordnung zur Redaktion des sozialdemokratischen Parteiorgans Vorwärts, um Aufklärung über die Situation zu verlangen. Dort trafen sie auf den SPD-Reichstagsabgeordneten Otto Wels. Er konnte die Soldaten davon überzeugen, die Führung der SPD und ihre Politik zu unterstützen. Anschließend gewann er weitere Regimenter dafür, sich Ebert zu unterstellen.
Damit war die militärische Kontrolle über die Hauptstadt den Sozialdemokraten zugefallen. Doch Ebert fürchtete, sie könne ihnen rasch wieder entgleiten, wenn USPD und Spartakisten die Arbeiter bei den angekündigten Demonstrationen auf ihre Seite ziehen würden. Denn vormittags zogen Hunderttausende Menschen in mehreren Demonstrationszügen ins Zentrum von Berlin. Auf ihren Plakaten und Spruchbändern standen Parolen wie „Einigkeit“, „Recht und Freiheit“ und „Brüder, nicht schießen!“
Am Morgen des 9. November forderte die Regierung daher den sofortigen Thronverzicht des Kaisers, um Revolution und Bürgerkrieg noch verhindern und die Volksmassen besänftigen zu können. Max von Baden telegrafierte nach Spa, es gehe bei dieser Entscheidung nicht mehr um Stunden, sondern um Minuten. Dennoch blieb Wilhelm II. weiter unschlüssig. In Beratungen mit den Militärs erwog er, als Deutscher Kaiser abzudanken, nicht aber als König von Preußen. Auf diese Weise hoffte er, den Oberbefehl über die preußische Armee behalten und an ihrer Spitze die Revolution niederschlagen zu können. Eine solche Teilabdankung wäre schon rechtlich unmöglich gewesen, da das deutsche Kaisertum nach der Bismarckschen Reichsverfassung fest mit der preußischen Krone verbunden war. All diesen Überlegungen setzte schließlich Generalquartiermeister Groener ein Ende. Er machte dem Kaiser unmissverständlich klar, dass das Heer nicht mehr hinter ihm stehe. Eine Befragung unter 39 Kommandeuren hatte ergeben, dass die Frontsoldaten nicht mehr bereit waren, seinen Befehlen zu folgen.
Laut einer Gesprächsnotiz, die der Stabsoffizier Otto Wagener 1920 aufzeichnete, teilte Groener dem Reichskanzler telefonisch mit, die formelle Abdankung stünde unmittelbar bevor, er könne diese „ruhig bekannt geben“. Nach Einschätzung des Historikers Lothar Machtan ging es Groener darum, Wilhelm von dem seiner Ansicht nach wirklichkeitsfremden Vorhaben einer Teilabdankung abzubringen und ihn vor vollendete Tatsachen zu stellen. Jedenfalls gab Max von Baden, ohne noch länger auf eine formelle Antwort des Kaisers zu warten, am späten Vormittag des 9. Novembers folgende Erklärung heraus:

„Der Kaiser und König hat sich entschlossen, dem Throne zu entsagen. Der Reichskanzler bleibt noch solange im Amte, bis die mit der Abdankung des Kaisers, dem Thronverzicht des Kronprinzen des Deutschen Reiches und von Preußen und der Einsetzung der Regentschaft verbundenen Fragen geregelt sind. Er beabsichtigt, dem Regenten die Ernennung des Abgeordneten Ebert zum Reichskanzler und die Vorlage eines Gesetzentwurfes wegen der sofortigen Ausschreibung allgemeiner Wahlen für eine verfassunggebende Deutsche Nationalversammlung vorzuschlagen, der es obliegen würde, die künftige Staatsform des deutschen Volkes einschließlich der Volksteile, die ihren Eintritt in die Reichsgrenzen wünschen sollten, endgültig festzustellen.“

Tatsächlich lehnte Wilhelm II. einen Thronverzicht weiterhin ab. Einen Tag nach der Erklärung des Reichskanzlers, am Morgen des 10. Novembers 1918, floh er aus dem besetzten Belgien ins niederländische Exil, zunächst nach Amerongen, dann nach Doorn, wo er bis zu seinem Tod im Jahr 1941 lebte. Da er die Abdankungsurkunde erst am 28. November in Amerongen unterzeichnete, kam der Grenzübertritt des Oberbefehlshabers einer Fahnenflucht gleich. Dies kostete ihn nun auch die Sympathien seiner Militärs und vieler Befürworter der Monarchie.
Um weiter Herr der Lage bleiben zu können, forderte Ebert am Mittag des 9. November das Amt des Reichskanzlers für sich und bat Max von Baden, das Amt eines Reichsverwesers zu übernehmen. Dieser übergab ihm daraufhin das Kanzleramt, die Staatssekretäre blieben im Amt. Damit glaubte Ebert, eine Übergangsregelung bis zur Bestellung eines Regenten gefunden zu haben und unter den Bedingungen der Oktoberverfassung regieren und die Monarchie erhalten zu können.
Die Nachrichten vom Thronverzicht des Kaisers und der Regierungsübernahme durch Ebert kamen jedoch zu spät, um auf die Demonstranten noch Eindruck zu machen. Niemand befolgte die in Sonderausgaben des Vorwärts veröffentlichten Aufrufe, nach Hause oder in die Kasernen zurückzukehren. Immer mehr Demonstranten forderten die vollständige Abschaffung der Monarchie. Karl Liebknecht, erst kurz zuvor aus dem Gefängnis entlassen, war sofort nach Berlin gereist und hatte am Vortag den Spartakusbund neu gegründet. Nun plante er die Ausrufung der sozialistischen Republik.
Beim Mittagessen im Reichstag erfuhr der stellvertretende SPD-Vorsitzende Philipp Scheidemann davon. Er wollte den Spartakisten nicht die Initiative überlassen und trat kurz entschlossen auf einen Balkon des Reichstagsgebäudes. Von dort aus rief er seinerseits – gegen Eberts erklärten Willen – vor einer demonstrierenden Menschenmenge die Republik aus. Der genaue Wortlaut seiner Proklamation ist umstritten. Scheidemann selbst gab ihn zwei Jahre später so wieder:

„Der Kaiser hat abgedankt. Er und seine Freunde sind verschwunden, über sie alle hat das Volk auf der ganzen Linie gesiegt. Prinz Max von Baden hat sein Reichskanzleramt dem Abgeordneten Ebert übergeben. Unser Freund wird eine Arbeiterregierung bilden, der alle sozialistischen Parteien angehören werden. Die neue Regierung darf nicht gestört werden in ihrer Arbeit für den Frieden und der Sorge um Arbeit und Brot. Arbeiter und Soldaten, seid euch der geschichtlichen Bedeutung dieses Tages bewußt: Unerhörtes ist geschehen. Große und unübersehbare Arbeit steht uns bevor. Alles für das Volk. Alles durch das Volk. Nichts darf geschehen, was der Arbeiterbewegung zur Unehre gereicht. Seid einig, treu und pflichtbewusst. Das alte und morsche, die Monarchie ist zusammengebrochen. Es lebe das Neue. Es lebe die deutsche Republik!“

Diese Erklärung eines einzelnen, nicht dazu befugten Politikers, war zwar staatsrechtlich ohne Bedeutung, der Applaus, mit dem sie aufgenommen worden war, zeigte aber, dass die Massen einen klaren Bruch mit dem alten Regime erwarteten.
Erst Stunden später veröffentlichten Berliner Zeitungen, dass Liebknecht im Berliner Lustgarten – wahrscheinlich fast gleichzeitig – die sozialistische Republik ausgerufen hatte, auf die er gegen 16 Uhr eine im Hof des Berliner Stadtschlosses versammelte Menschenmenge nochmals einschwor:

„Parteigenossen, ich proklamiere die freie sozialistische Republik Deutschland, die alle Stämme umfassen soll. In der es keine Knechte mehr geben wird, in der jeder ehrliche Arbeiter den ehrlichen Lohn seiner Arbeit finden wird. Die Herrschaft des Kapitalismus, der Europa in ein Leichenfeld verwandelt hat, ist gebrochen.“

Liebknechts Ziele, die mit den Forderungen des Spartakusbundes vom 7. Oktober übereinstimmten, waren bis dahin noch kaum öffentlich bekannt geworden. Dazu gehörten vor allem die Umgestaltung der Wirtschaft, des Militärs und der Justiz, u. a. die Abschaffung der Todesstrafe. Zum größten Streitpunkt mit der MSPD wurde die Forderung, schon vor der Wahl einer verfassunggebenden Nationalversammlung einige kriegswichtige Wirtschaftsbereiche zu sozialisieren, d. h. der direkten Kontrolle von Arbeitervertretern zu unterstellen. Die MSPD dagegen wollte die zukünftige Wirtschaftsordnung Deutschlands der Nationalversammlung überlassen.
Um der revolutionären Stimmung die Spitze zu nehmen und die Forderung der Demonstranten nach Einigkeit der Arbeiterparteien zu erfüllen, bot Ebert der USPD nun den Eintritt in die Regierung an und erklärte sich bereit, Liebknecht als Minister zu akzeptieren. Dieser forderte die Kontrolle der Arbeiterräte über die Soldaten und machte seine Regierungsbeteiligung davon abhängig. Wegen der Debatten darüber und weil sich der Parteivorsitzende Hugo Haase in Kiel aufhielt, konnten sich die USPD-Vertreter an diesem Tag nicht mehr über Eberts Angebot einigen.
Weder die vorzeitige Verkündung des kaiserlichen Thronverzichts durch Max von Baden und seine Übergabe des Kanzleramts an Ebert noch die Ausrufung der Republik durch Scheidemann waren verfassungsrechtlich gedeckt. All dies waren revolutionäre Handlungen von Akteuren, welche die Revolution nicht wollten, die aber dennoch dauerhafte Fakten schufen. Noch am selben Abend fand dagegen eine bewusst revolutionäre Aktion statt, die sich jedoch am Ende als vergeblich erweisen sollte.
Gegen 20 Uhr besetzte eine Gruppe von 100 Revolutionären Obleuten aus Berliner Großbetrieben den Reichstag und bildete ein Revolutionsparlament. Bei den Obleuten handelte es sich weitgehend um dieselben Personen, die schon im Januarstreik als Streikführer aufgetreten waren. Sie misstrauten der SPD-Führung und hatten im Bündnis mit der USPD-Linken und der Spartakusgruppe bereits seit Wochen auf eine Revolution hingearbeitet. Vom Matrosenaufstand überrascht, hatten sie zunächst den 11. November als Termin für den Umsturz vorgesehen. Nachdem aber am 8. November der Militärexperte der Gruppe, Ernst Däumig, der alle Aufstandspläne bei sich trug, verhaftet worden war, entschloss sich das Bündnis zu sofortigem Handeln. Um Ebert die Initiative zu entreißen, beschloss das Revolutionsparlament, Wahlen für den nächsten Tag auszurufen: Jeder Berliner Betrieb und jedes Regiment sollte an diesem Sonntag Arbeiter- und Soldatenräte bestimmen, die dann eine aus beiden Arbeiterparteien bestehende Revolutionsregierung wählen sollten. Dieser Rat der Volksbeauftragten sollte nach dem Willen der Obleute die Beschlüsse des Revolutionsparlaments ausführen und Eberts Funktion als Reichskanzler ersetzen.

### 10. November 1918: SPD-Führung gegen Revolutionäre Obleute

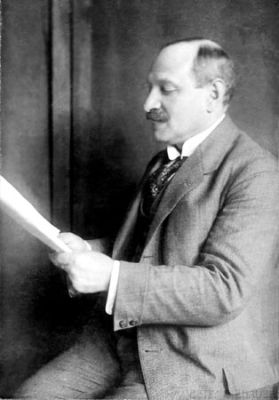
Hugo Haase und zwei weitere USPD-Mitglieder traten am 10. November in den Rat der Volksbeauftragten ein.

Die SPD-Führung erfuhr noch am Samstagabend von den Plänen der Revolutionären Obleute. Da die Wahlen zur Räteversammlung und diese selbst nicht mehr zu verhindern waren, schickte Ebert noch in der Nacht und am folgenden frühen Morgen Redner zu allen Berliner Regimentern und in die Betriebe. Sie sollten die Wahlen zu seinen Gunsten beeinflussen und die ohnehin geplante Regierungsbeteiligung der USPD bekannt geben.
Diese Aktivitäten entgingen wiederum den Obleuten nicht. Als absehbar war, dass Ebert auch in der neuen Regierung den Ton angeben würde, planten sie, der Räteversammlung außer der Wahl einer Regierung auch die Einsetzung eines Aktionsausschusses vorzuschlagen. Dieser sollte die Tätigkeit der Arbeiter- und Soldatenräte koordinieren. Die Obleute hatten für diese Wahl schon eine Namensliste vorbereitet, auf der die SPD nicht vertreten war. So hofften sie, eine ihnen genehme Kontrollinstanz über der Regierung installieren zu können.
In der Versammlung, die am Nachmittag des 10. November im Circus Busch zusammentrat, stand die Mehrheit auf Seiten der SPD: fast alle Soldatenräte und ein Großteil der Arbeitervertreter. Sie wiederholten nun die Forderung nach „Einigkeit der Arbeiterklasse“, die am Vortag von den Revolutionären aufgestellt worden war und nutzten die Parole jetzt, um Eberts Linie durchzusetzen. In den sechsköpfigen „Rat der Volksbeauftragten“, der nun gewählt wurde, entsandte die USPD wie geplant drei ihrer Vertreter: ihren Vorsitzenden Haase, den Reichstagsabgeordneten Wilhelm Dittmann und Emil Barth für die Revolutionären Obleute. Die drei SPD-Vertreter waren Ebert, Scheidemann und der Magdeburger Reichstagsabgeordnete Otto Landsberg.

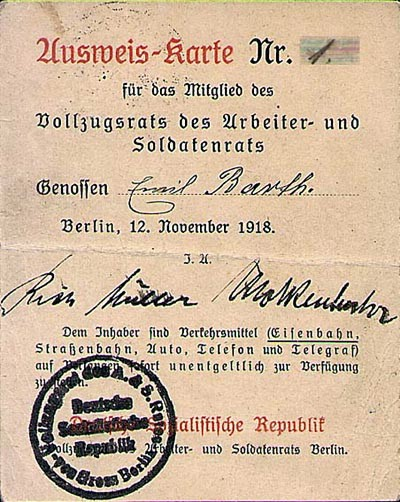
Ausweiskarte Emil Barths als Mitglied des Vollzugsrats des Arbeiter- und Soldatenrats, unterschrieben von Richard Müller und Brutus Molkenbuhr als Vorsitzenden des Rates

Der für die SPD-Führung überraschende Vorschlag der Obleute, zusätzlich einen Aktionsausschuss als Kontrollorgan zu wählen, löste hitzige Debatten aus. Ebert erreichte schließlich, dass auch dieser 24-köpfige Vollzugsrat der Arbeiter- und Soldatenräte Großberlin paritätisch mit SPD- und USPD-Mitgliedern besetzt wurde. Vorsitzender des Vollzugsrates wurde Richard Müller, der Sprecher der Revolutionären Obleute. Auch die USPD-Mandate des Rates wurden von den Obleuten besetzt. Der Vollzugsrat beschloss, für Dezember einen Reichsrätekongress nach Berlin einzuberufen.
Obwohl Ebert die bestimmende Rolle der SPD gewahrt hatte, war er mit den Ergebnissen unzufrieden. Er sah das Räteparlament und den Vollzugsrat nicht als Hilfen, sondern nur als Hindernisse auf dem Weg zu einer Staatsordnung, die nahtlos an das Kaiserreich anknüpfen sollte. Die gesamte SPD-Führung betrachtete hauptsächlich die Räte, nicht aber die alten Eliten aus Militär und Verwaltung als Gefahr. Sie überschätzte erheblich deren Loyalität zur neuen Republik. Ebert störte vor allem, dass er vor ihnen nun nicht mehr als Reichskanzler, sondern nur noch als Vorsitzender einer Revolutionsregierung auftreten konnte. Konservative betrachteten ihn in der Tat als Verräter, obwohl er nur deshalb an die Spitze der Revolution getreten war, um sie zu bremsen. Dem Vollzugsrat gelang es indes nicht, eigene Initiativen zu entfalten. Sein Vorsitzender Richard Müller attestierte ihm „unsicheres Tasten“, „ein ängstliches Wägen ohne entschlossenes Wagen. Ein Trieb zum Reden, eine Scheu vor jedem Handeln. So stand der Vollzugsrat bereits bei Beginn seiner Tätigkeit als schwankendes Rohr im Sturmwind der Revolution.“
In den folgenden Monaten war die Reichsregierung daher immer gegenüber dem Vollzugsrat dominant. Die Staatssekretäre und höheren Beamten, die formal der Aufsicht des Rats der Volksbeauftragten unterstanden, arbeiteten allein Ebert zu, obwohl Haase im Rat formal gleichberechtigter Vorsitzender war. Den Ausschlag in der Machtfrage gab noch am Abend des 10. November ein Telefonat Eberts mit General Wilhelm Groener, dem neuen 1. Generalquartiermeister im belgischen Spa. Dieser sicherte Ebert die Unterstützung des Heeres zu und erhielt dafür Eberts Zusage, die militärische Rangordnung wiederherzustellen und gegen die Räte vorzugehen.
Hinter dem Ebert-Groener-Pakt stand die Sorge der SPD-Führung, die Revolution könne in eine Räterepublik nach russischem Vorbild münden. Die Erwartung, das kaiserliche Offizierskorps damit für die Republik gewinnen zu können, sollte sich jedoch nicht erfüllen. Gleichzeitig wurde Eberts Verhalten für die revolutionären Arbeiter und Soldaten und ihre Vertreter zunehmend unverständlich. So büßte die SPD-Führung immer mehr Vertrauen bei ihren Anhängern ein, ohne an Sympathien bei den Gegnern der Revolution zu gewinnen.

### 11. November 1918: Waffenstillstand

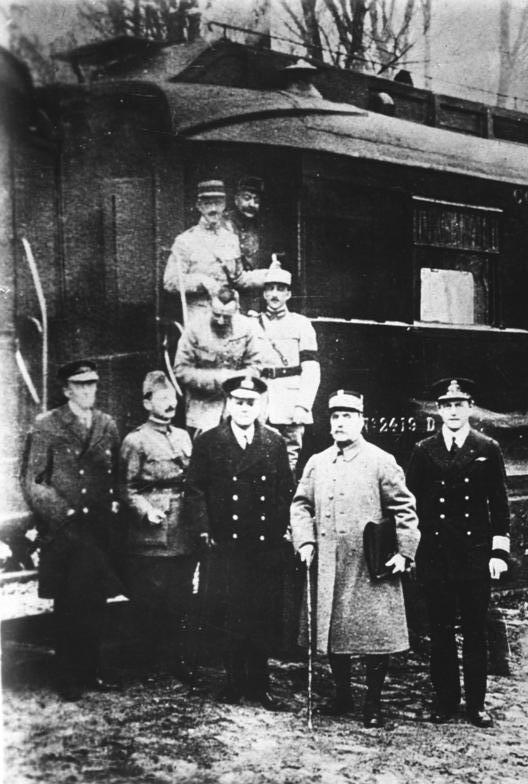
Delegation der Alliierten vor dem Salonwagen in Compiègne, in dem der Waffenstillstand unterzeichnet wurde, mit dem der Erste Weltkrieg endete. Zweiter von rechts in der vorderen Reihe: der französische Delegationsleiter Marschall Foch

In den Turbulenzen dieser Tages ging fast unter, dass die Regierung Ebert die Bedingungen der Entente für eine Waffenruhe akzeptiert hatte. Wegen der Härte dieser Bedingungen kamen der deutsche Delegation Bedenken, so dass sie telegraphisch nochmals in Berlin nachfragte. Ebert bat daraufhin seinerseits Hindenburg und die OHL um eine Stellungnahme. Diese forderte die deutschen Emissäre direkt zur Annahme der Bedingungen auf, ohne noch einmal Rücksprache mit der Regierung zu halten. Schließlich, kurz nach 5 Uhr am Morgen des 11. November unterzeichnete der Zentrumsabgeordnete Matthias Erzberger im Namen des Reichs das Waffenstillstandsabkommen von Compiègne. Es trat noch am selben Tag um 11 Uhr französischer, um 12 Uhr deutscher Zeit in Kraft und galt zunächst für 30 Tage. Damit endeten die Kampfhandlungen des Ersten Weltkriegs.

### Stinnes-Legien-Abkommen
Wie über die Staatsordnung, so hegten die Revolutionäre auch über die künftige Wirtschaftsordnung sehr unterschiedliche Vorstellungen. Sowohl in der SPD als auch in der USPD weit verbreitet war die Forderung, zumindest die kriegswichtige Schwerindustrie demokratischer Kontrolle zu unterstellen. Die linken Flügel beider Parteien und die Revolutionären Obleute wollten darüber hinaus eine direkte Demokratie im Produktionsbereich etablieren. Die dort gewählten Delegierten sollten auch die politische Macht kontrollieren. Diese Rätedemokratie zu verhindern, lag nicht nur im Interesse der SPD, sondern auch in dem der Gewerkschaften, die durch die Räte überflüssig zu werden drohten.
Parallel zu den Revolutionsereignissen trafen sich daher der Vorsitzende der Generalkommission der Gewerkschaften Deutschlands, Carl Legien, sowie weitere Gewerkschaftsführer vom 9. bis 12. November in Berlin mit den Vertretern der Großindustrie unter Hugo Stinnes und Carl Friedrich von Siemens. Am 15. November unterzeichneten sie ein Arbeitsgemeinschaftsabkommen, das beiden Seiten Vorteile brachte: Die Gewerkschaftsvertreter sagten zu, für einen geordneten Produktionsverlauf zu sorgen, wilde Streiks zu beenden, den Einfluss der Räte zurückzudrängen und eine Sozialisierung von Produktiveigentum zu verhindern. Die Arbeitgeber garantierten im Gegenzug die Einführung des 8-Stunden-Tages und erkannten den Alleinvertretungsanspruch der Gewerkschaften an. Beide Seiten bildeten eine Zentralarbeitsgemeinschaft mit einem paritätisch besetzten Zentralausschuss an der Spitze. Auf Verbandsebene sollten Schlichtungsausschüsse, die gleichfalls paritätisch besetzt wurden, bei künftigen Konflikten vermitteln. Außerdem wurde vereinbart, Arbeiterausschüsse in jedem Betrieb mit mehr als 50 Arbeitern zu bilden. Gemeinsam mit den Unternehmensleitungen sollten sie die Einhaltung von Tarifverträgen überwachen.
Damit hatten die Gewerkschaften einiges von dem erreicht, was sie seit Jahren vergeblich gefordert hatten. Zugleich hatten sie alle Bestrebungen nach Sozialisierung von Produktionsmitteln unterlaufen und die Räte weitgehend ausgeschaltet.

### Übergangsregierung und Rätebewegung

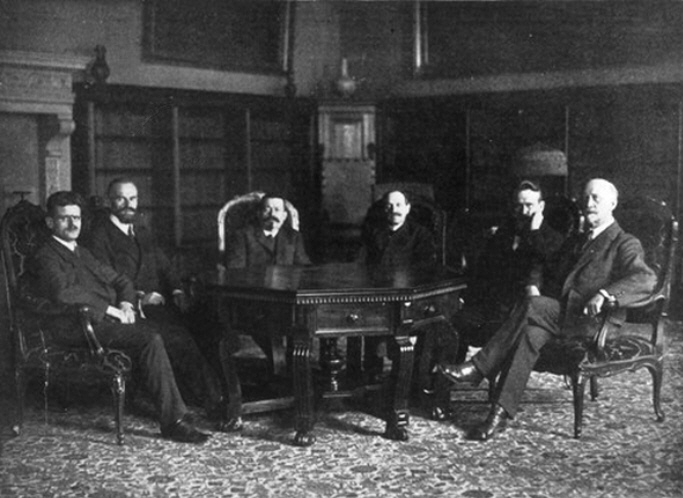
Rat der Volksbeauftragten vor dem Austritt der USPD-Mitglieder. Von links: Emil Barth (USPD), Otto Landsberg (MSPD), Friedrich Ebert (MSPD), Hugo Haase (USPD), Wilhelm Dittmann (USPD), Philipp Scheidemann (MSPD)

Der Reichstag wurde seit dem 9. November nicht mehr einberufen. Der Rat der Volksbeauftragten und der Vollzugsrat hatten die alte Regierung ersetzt. Vertreter von SPD und USPD wurden den bis dahin kaiserlichen Beamten beigeordnet, aber der alte Verwaltungsapparat bestand personell fast unverändert fort und behielt seine Funktionen.

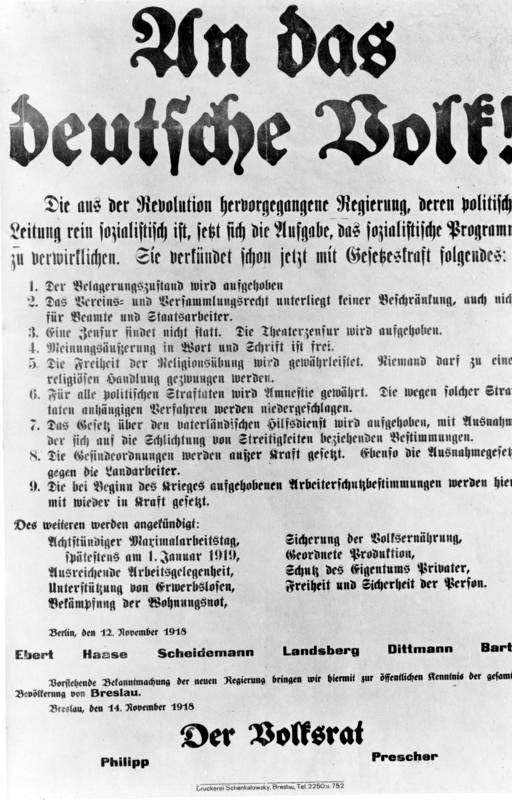
Bekanntmachungsplakat der Revolutionsregierung vom 12. November 1918

Am 12. November veröffentlichte der Rat der Volksbeauftragten sein demokratisches und soziales Regierungsprogramm. Er hob den Belagerungszustand und die Zensur auf, schaffte die Gesindeordnung ab und führte das allgemeine demokratische Wahlrecht ab 20 Jahren ein. Damit wurde in Preußen das Dreiklassenwahlrecht abgeschafft und in ganz Deutschland das aktive und passive Frauenwahlrecht eingeführt. Alle politisch Inhaftierten erhielten Amnestie. Bestimmungen zur Vereins-, Versammlungs- und Pressefreiheit wurden erlassen. Auf der Basis des Arbeitsgemeinschaftsabkommens wurde der 8-Stunden-Tag vorgeschrieben und Leistungen der Erwerbslosenfürsorge, der Sozial- und Unfallversicherung ausgeweitet.
Auf Druck der USPD-Vertreter setzte der Rat der Volksbeauftragten am 21. November eine Sozialisierungskommission ein. Ihr gehörten u. a. Karl Kautsky, Rudolf Hilferding und Otto Hue an. Sie sollte prüfen, welche Industrien „sozialisierungstauglich“ seien, und eine Verstaatlichung der Montanindustrie vorbereiten. Diese Kommission tagte bis zum 7. April 1919 ohne jedes greifbare Ergebnis. Nur im Kohle- und Kalibergbau sowie in der Stahlindustrie wurden „Selbstverwaltungskörperschaften“ eingesetzt, aus denen die heutigen Betriebsräte hervorgingen. Eine sozialistische Enteignung wurde nicht eingeleitet.
Die SPD-Führung arbeitete lieber mit der alten Verwaltung zusammen als mit den neuen Arbeiter- und Soldatenräten, da sie diesen keine geordnete Versorgung der Bevölkerung zutraute. Das führte seit Mitte November zu ständigen Konflikten mit dem Vollzugsrat. Dieser wechselte seine Position laufend, je nach den Interessen derer, die er gerade vertrat. Ebert entzog ihm daraufhin mehr und mehr Kompetenzen mit dem Ziel, das „Herum- und Hereinregieren der Räte in Deutschland“ endgültig zu beenden. Er und die SPD-Führung überschätzten allerdings nicht nur die Macht der Rätebewegung, sondern auch die des Spartakusbundes. So kontrollierten die Spartakisten beispielsweise nie die Rätebewegung, wie Konservative und Teile der SPD glaubten.

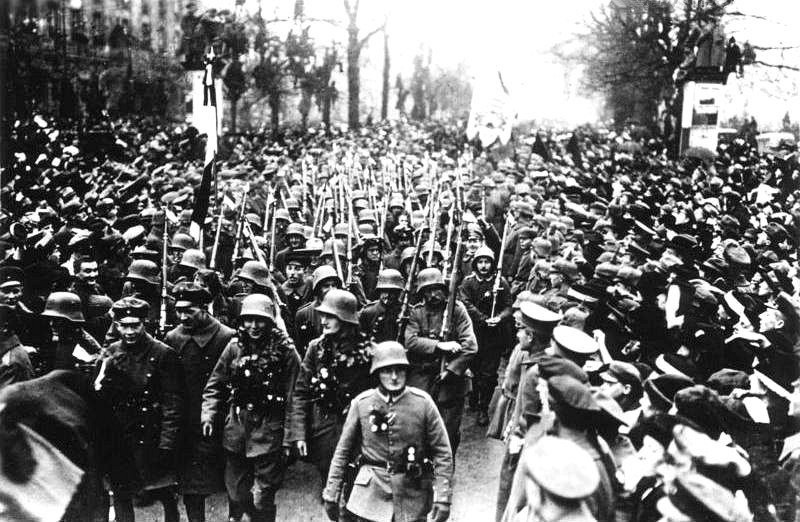
Rückkehrende Fronttruppen werden bei ihrem Einzug in Berlin begrüßt, Anfang Dezember 1918

Die Arbeiter- und Soldatenräte lösten u. a. in Leipzig, Hamburg, Bremen, Chemnitz und Gotha die Stadtverwaltungen auf und unterstellten sie ihrer Kontrolle. In Braunschweig, Düsseldorf, Mülheim an der Ruhr und Zwickau wurden außerdem alle kaisertreuen Beamten verhaftet. In Hamburg und Bremen wurden „Rote Garden“ gebildet, die die Revolution schützen sollten. In den Leunawerken bei Merseburg setzten Räte die Konzerndirektion ab. Häufig wurden die neuen Räte spontan und willkürlich bestimmt und besaßen keinerlei Führungserfahrung. Einige waren korrupt und handelten eigennützig. Den neu ernannten Räten stand eine große Mehrheit von gemäßigten Räten gegenüber, die sich mit der alten Verwaltung arrangierten und gemeinsam mit ihr dafür sorgten, dass in Betrieben und Städten schnell wieder Ruhe einkehrte. Sie übernahmen die Verteilung der Nahrungsmittel, die Polizeigewalt sowie die Unterbringung und Verpflegung der allmählich heimkehrenden Frontsoldaten. Verwaltung und Räte waren aufeinander angewiesen: Die einen verfügten über Wissen und Erfahrung, die anderen über politischen Einfluss.
Meist waren SPD-Mitglieder in die Räte gewählt worden, die ihre Tätigkeit als Übergangslösung betrachteten. Für sie wie für die Mehrheit der übrigen Bevölkerung stand 1918/19 die Einführung einer Räterepublik oder gar einer bolschewistischen Rätediktatur in Deutschland nie zur Debatte. Vielmehr unterstützte eine Mehrheit der Räte das parlamentarische System und die Wahl zu einer Verfassungsgebenden Nationalversammlung, da sich die jahrzehntelange Praxis der Reichstagswahlen und die parlamentarische Arbeit der SPD in ihren Augen bewährt hatten.
Viele wollten die neue Regierung stützen und erwarteten von ihr die Abschaffung des Militarismus und des Obrigkeitsstaates. Kriegsmüdigkeit und Not ließen einen Großteil der Menschen auf eine friedliche Lösung hoffen und führten dazu, dass sie die Stabilität des Erreichten teilweise überschätzten.

### Erste gegenrevolutionäre Gewalt und Reichsrätekongress

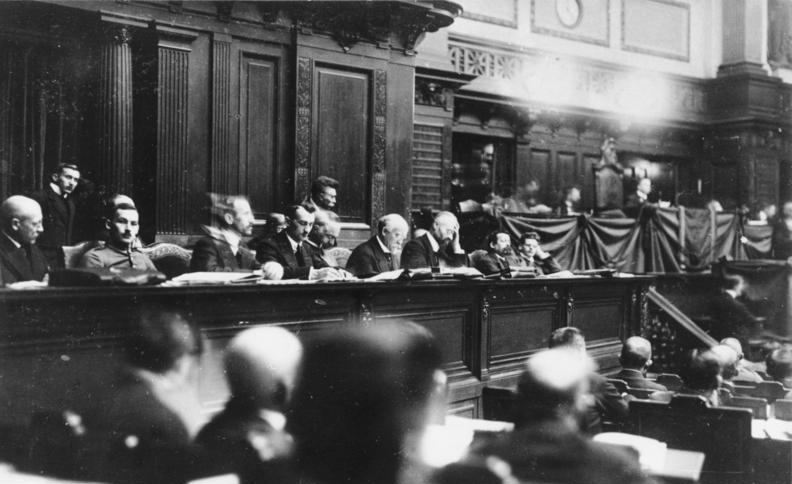
Reichskongress der Arbeiter- und Soldatenräte im Preußischen Abgeordnetenhaus in Berlin, 16.–20. Dezember 1918. Auf der Ministerbank die Volksbeauftragten Barth, Ebert, Landsberg, Scheidemann (v. r. n. l.)

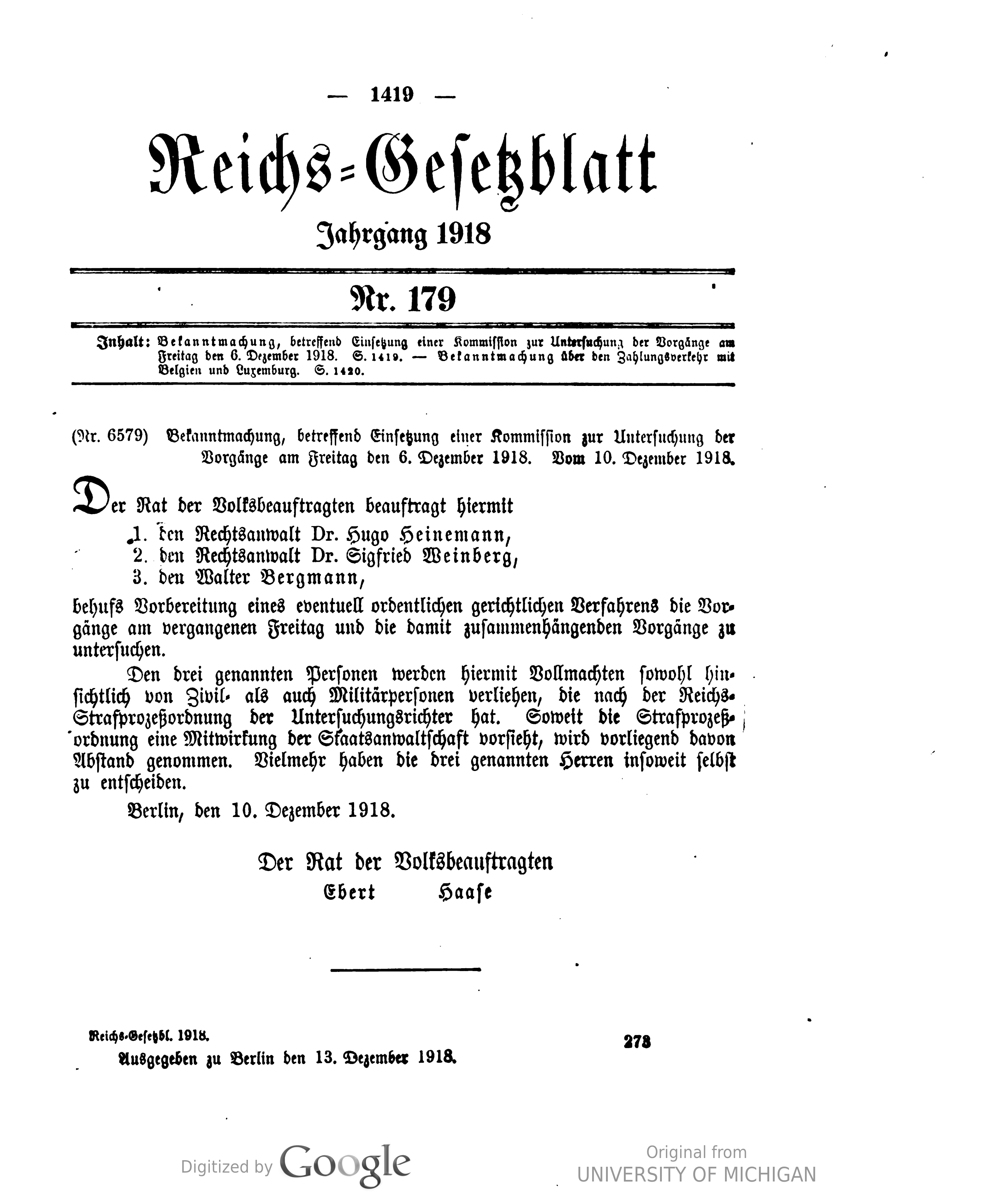
Bekanntmachung, betreffend Einsetzung einer Kommission zur Untersuchung der Vorgänge am Freitag, den 6. Dezember 1918 im Reichsgesetzblatt

Wie vom Vollzugsrat beschlossen, schickten die Arbeiter- und Soldatenräte aus dem ganzen Reich Abgeordnete nach Berlin, die am 16. Dezember im Circus Busch zum Ersten Allgemeinen Kongress der Arbeiter- und Soldatenräte zusammentreten sollten. Weil sie von dessen Zusammentritt eine Bolschewisierung Deutschlands befürchteten, unternahmen Teile der Berliner Garnison eine bewaffnete Aktion: Am Morgen des 6. Dezembers besetzte auf Betreiben von Oberleutnant Hermann Wolff-Metternich ein Trupp des Infanterieregiments „Kaiser Franz“ das Preußische Abgeordnetenhaus, in dem der Vollzugsrat tagte, und erklärte diesen für verhaftet. Zuvor hatte die von Wolff-Metternich geführte Volksmarinedivision einen entsprechenden Befehl verweigert.
Die Soldaten des „Franzer-Regiments“ hingegen glaubten, im Interesse des Rats der Volksbeauftragten zu handeln. Denn als dessen Mitglied Emil Barth von der USPD, der sich im Abgeordnetenhaus aufhielt, sie darauf hinwies, dass die Regierung keinen Haftbefehl gegen den Vollzugsrat erlassen hatte, zogen sie sich nach kurzer Debatte zurück. Zur gleichen Zeit versammelten sich weitere Soldaten desselben Regiments unter Führung eines Feldwebels namens Kurt Spiro vor der Reichskanzlei. Sie protestierten gegen die „Misswirtschaft“ des Vollzugsrats, forderten Wahlen zur Nationalversammlung noch im Dezember und riefen schließlich Friedrich Ebert zum Präsidenten aus. Dieser antwortete ausweichend, da er den Bruch mit dem Vollzugsrat scheute, so dass auch diese Truppe am Ende unverrichteter Dinge aufgab.  Wolff-Metternich musste als Hauptakteur des Putschversuches sein Kommando aufgeben und aus Deutschland fliehen.
Ob dieser Umsturzversuch eine spontane Aktion oder von Teilen des Regierungsapparats mit initiiert worden war, wurde nie untersucht und ist daher bis heute umstritten. Richard Müller vom Vollzugsrat tat die Aktion als bloßes „Possenspiel“ ab. Die tragischen Folgen dieses „tollen Spuks“, wie Philipp Scheidemann die Aktion nannte, zeigten sich erst am Nachmittag des 6. Dezember: Auf die Nachricht von dem Putschversuch hin formierten sich mehrere spartakistische Demonstrationszüge, die von Polizeipräsident Emil Eichhorn, einem USPD-Mitglied, genehmigt worden waren. Von dieser Genehmigung hatte der Stadtkommandant, Otto Wels von der SPD, jedoch nichts erfahren. Daher ließ er die Demonstrationsstrecke an der Ecke Chausseestraße/Invalidenstraße von einer Abteilung Gardefüsiliere abriegeln, die mit einem Maschinengewehr bewaffnet war. Aus bis heute ungeklärter Ursache eröffneten sie das Feuer auf die Demonstranten und trafen während des Feierabendverkehrs auch eine Straßenbahn. 16 Menschen starben.
Dieser Zwischenfall vergiftete nachhaltig die Atmosphäre zwischen USPD und Spartakisten einerseits sowie ihren Gegnern in MSPD und bürgerlichen Parteien andererseits, wie sich zwei Wochen später in der Weihnachtskrise zeigte. Beide Seiten machten sich gegenseitig für die Eskalation der Gewalt verantwortlich. Die spartakistische Rote Fahne schrieb am 7. Dezember: „Das blutige Verbrechen muß geahndet, die Verschwörung der Wels, Ebert, Scheidemann muß mit eiserner Faust niedergemacht, die Revolution gerettet werden.“ Auf der Gegenseite, im Bürgertum, wurde wiederum Liebknecht in einem Ausmaß zu einer Schreckfigur, das in keinem Verhältnis zu seinen realpolitischen Möglichkeiten stand. Zu einer spartakistischen Protestdemonstration versammelten sich laut dem Historiker Benjamin Ziemann bis zu 15.000 Mann zu einer Demonstration der Spartakisten, auf der auch Maschinengewehre und nach eigener Aussage auch Handgranaten mitgeführt wurden. Der Historiker Mark Jones dagegen schreibt, es seien nur 800 bis 1000 Spartakisten gewesen. Gleichwohl seien die Ängste ihrer Gegner dadurch weiter angestachelt worden. Laut
Am 10. Dezember begrüßte Ebert zusammen mit 25 000 Bürgern zehn von der Front heimkehrende Divisionen am Pariser Platz. In seiner Rede riefe er ihnen zu: „Kein Feind hat euch je überwunden!“, womit er ungewollt der Dolchstoßlegende Vorschub leistete. Gleichwohl war diese Veranstaltung ein großer Erfolg für die Mehrheitssozialdemokratie, die sich als Garant der deutschen Einheit und einer Überwindung der derzeitigen Wirren präsentierte.
Der Reichsrätekongress, der am 16. Dezember im Preußischen Abgeordnetenhaus seine Arbeit aufnahm, bestand in seiner Mehrheit aus Anhängern der SPD. Nicht einmal Karl Liebknecht war es gelungen, dort ein Mandat zu erringen. Seinem Spartakusbund wurde keine Einflussnahme zugebilligt. Mit 344 zu 98 Stimmen votierten am 19. Dezember die Räte selbst gegen die Schaffung eines Rätesystems als Grundlage einer neuen Verfassung. Vielmehr unterstützten sie den Regierungsbeschluss, so bald wie möglich Wahlen zu einer verfassunggebenden Nationalversammlung durchzuführen, die über die endgültige Staatsform entscheiden sollte.
Der einzige Streitpunkt zwischen Ebert und dem Kongress bestand in der Frage der Kontrolle über das Militär. Der Kongress verlangte in den so genannten Hamburger Punkten unter anderem ein Mitspracherecht des von ihm gewählten „Zentralrats der Deutschen Sozialistischen Republik“ im Oberbefehl über die Streitkräfte, die freie Offizierswahl und die Disziplinargewalt für die Soldatenräte. Dies aber lief der geheimen Abmachung zwischen Ebert und Wilhelm Groener zuwider. Beide setzten alles daran, den Beschluss ungeschehen zu machen. Die Oberste Heeresleitung, die inzwischen nach Kassel umgezogen war, begann mit der Aufstellung ihr loyal ergebener Freikorps, die sie gegen die vermeintlich drohende bolschewistische Gefahr einzusetzen gedachte. Bei diesen Truppen handelte es sich um monarchistisch gesinnte Offiziere und Mannschaften, die keinen Weg zurück ins Zivilleben fanden und die Republik ablehnten.
Der Historiker Heinrich August Winkler sieht die Hamburger Punkte als überzogene Reaktion auf Versäumnisse der Volksbeauftragten an, die dieser durch kleine Zugeständnisse hätte verhindern können. Auch habe die neue Regierung keinen Versuch unternommen eine republiktreue Truppe aufzubauen. Und obwohl sie die OHL für eine geordnete Demobilisierung der Fronttruppen benötigte habe, sei es nicht notwendig gewesen, sie zum gleichberechtigten Partner der Regierung zu machen. Das Versäumnis, über das Kriegsministerium selbst die Kontrolle über die Truppen zu übernehmen und stattdessen an der Partnerschaft mit der OHL festzuhalten, machte die Revolutionsregierung letztlich vom Schutz derer abhängig, die der Revolution zutiefst feindlich gegenüberstanden. Dies wird von Historikern wie  Winkler und Joachim Käppner als größte Fehlentscheidung der Regierung Ebert bewertet.

### Weihnachtskrise

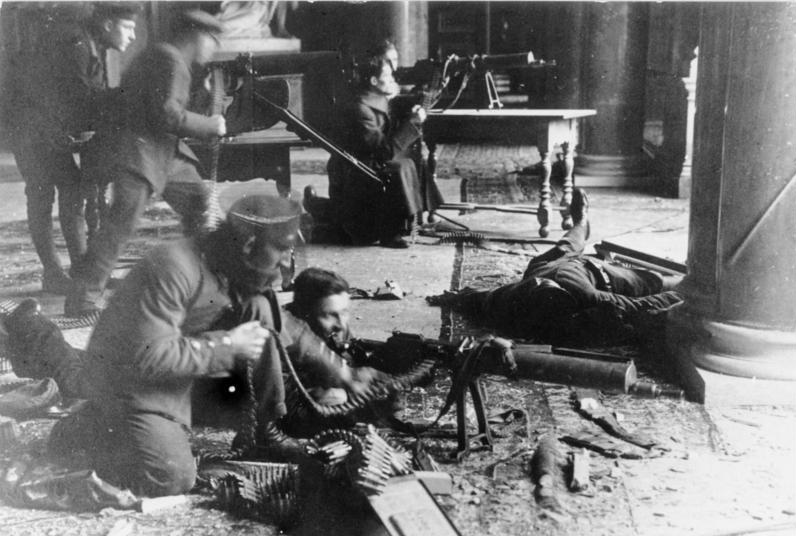
Meuternde Matrosen während der Weihnachtskämpfe im Pfeilersaal des Berliner Schlosses

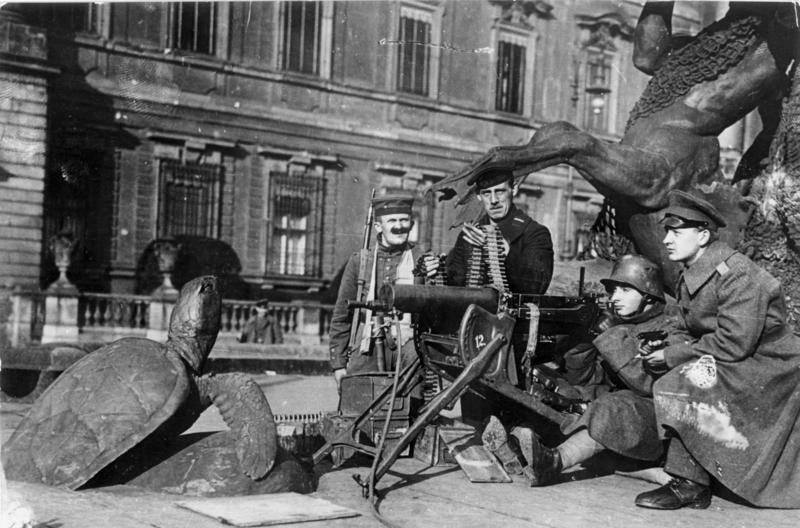
MG-Posten vor dem Berliner Stadtschloss 1918

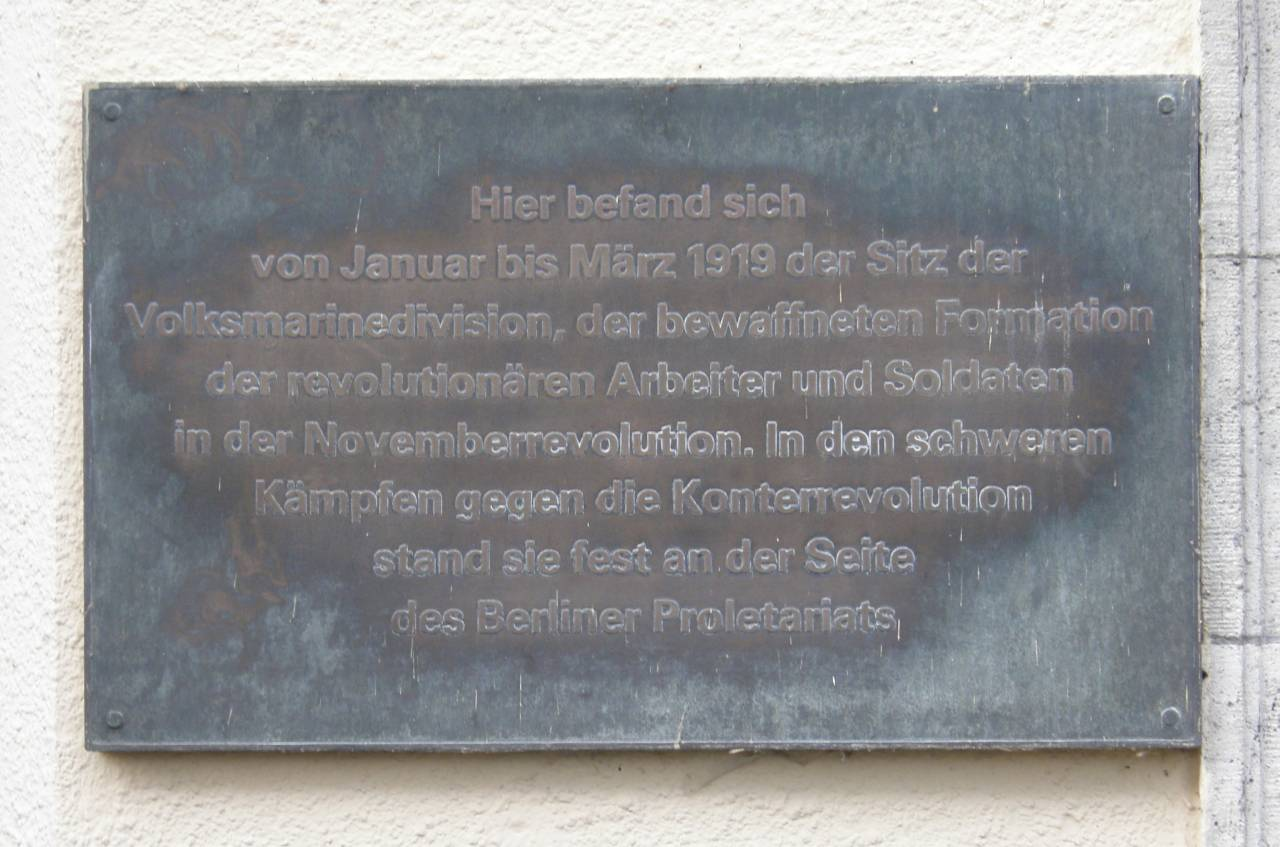
Gedenktafel für die Volksmarinedivision aus der DDR

Nach dem 9. November hatte die Regierung zu ihrem Schutz die neu gebildete Volksmarinedivision von Kiel nach Berlin beordert. Sie war im Stadtschloss und im Neuen Marstall stationiert und galt anfangs als absolut loyal gegenüber dem Rat der Volksbeauftragten und den Zielen der Revolution. In der Tat verweigerten die Matrosen die Teilnahme an dem Putschversuch vom 6. Dezember und setzten ihren Befehlshaber, Graf Wolff-Metternich, ab, den sie für die Affäre verantwortlich machten. Dennoch – oder gerade deswegen – bezweifelte die MSPD-Führung seither zunehmend die Zuverlässigkeit der Truppe. In den Augen der OHL war sie ohnehin nur eine bolschewistische „Liebknechtgarde“, wofür es allerdings keinerlei Anhaltspunkte gab. Den eigentlichen Grund für das wachsende Misstrauen gegenüber den Matrosen sieht der Historiker Joachim Käppner nicht in deren Verhalten, sondern im gestörten Verhältnis zwischen Otto Wels (MSPD), seit dem 9. November Stadtkommandant von Berlin, und dem Berliner Polizeipräsidenten Emil Eichhorn (USPD), dem die Division unterstand. Seit Mitte Dezember betrieb Wels deren Auflösung und nahm dafür Gerüchte über angebliche Diebstähle von Wertgegenständen aus dem Stadtschloss zum Anlass.
Wels wies die Division an, das Schloss zu räumen, und entgegen einer Anweisung des Rats der Volksbeauftragten, hielt er unmittelbar vor Weihnachten den Sold der Matrosen in Höhe von 80.000 Mark zurück. Der Streit eskalierte am 23. Dezember in den Weihnachtskämpfen. Gegen 16 Uhr dieses Tages erschien Leutnant Heinrich Dorrenbach mit einer Delegation der Matrosen bei Emil Barth, einem der USPD-Vertreter im Rat der Volksbeauftragten, um, wie von Wels gefordert, die Schlüssel zum Stadtschloss zu übergeben. Wels bestand aber darauf, dass die Schlüssel ihm persönlich ausgehändigt werden müssten. Daher begaben sich die Matrosen zur Stadtkommandantur, wo es aus ungeklärten Gründen zu einem Schusswechsel zwischen ihnen und Soldaten unter Wels' Kommando kam. Dabei verloren zwei Matrosen ihr Leben.
Ihre Kameraden, die sich betrogen sahen, besetzten daraufhin die Reichskanzlei, kappten die Telefonleitungen, stellten den Rat der Volksbeauftragten unter Hausarrest und nahmen Wels im Marstall als Geisel und misshandelten ihn. Anders als von spartakistischen Revolutionären zu erwarten gewesen wäre, nutzten sie die Situation aber nicht, um die Regierung Ebert auszuschalten, sondern bestanden weiterhin nur auf den ihnen zustehenden Sold. Nach einem Streitgespräch mit Friedrich Ebert und Otto Landsberg räumten sie die Reichskanzlei, sagten die Freilassung von Wels zu und vereinbarten weitere Verhandlungen für den nächsten Tag. Dazu kam es jedoch nicht, da die Verhandlungsführer der Matrosen sich bei ihren Männern nicht damit durchsetzen konnten, Wels gehen zu lassen.
Ebert, der über eine geheime Telefonleitung mit der Obersten Heeresleitung in Kassel in Kontakt stand, gab daher am Morgen des 24. Dezember den Befehl, das Schloss mit regierungstreuen Truppen anzugreifen. Dabei handelte es sich um Soldaten der Garde-Kavallerie-Schützen-Division und anderen regulären Truppen unter dem Kommando des Generals Arnold Lequis, verstärkt durch Freikorps, die erst kurz zuvor aus Finnland zurückgekehrt waren, wo sie auf Seiten der „Weißen“ gegen die „Roten“ gekämpft hatten. Letztere hatten von den revolutionären Veränderungen in Deutschland bis dahin wenig mitbekommen. Der Angriff dieser fronterfahrenen Truppen scheiterte jedoch: 56 Soldaten aus ihren Reihen, elf Matrosen und einige Zivilisten verloren dabei ihr Leben. Nach erneuten Verhandlungen räumten die Matrosen Schloss und Marstall und ließen Wels frei. Im Gegenzug verlor dieser sein Amt als Stadtkommandant, die Volksmarinedivision erhielt ihren Sold und blieb als militärische Einheit bestehen. Die Affäre zeigte die Schutzlosigkeit der gespaltenen Regierung, die über keine schlagkräftigen Truppen verfügte, die sowohl gegenüber der MSPD als auch gegenüber der USPD loyal waren. Somit vertiefte die Krise die Spaltung zwischen beiden Parteien und stärkte das Bündnis zwischen Ebert und Groener. Nach Ansicht des Historikers Ulrich Kluge kam dieses im eigentlichen Sinne erst durch die Weihnachtskämpfe zustande. Die geschlagenen Regierungstruppen wurden nun ihrerseits aufgelöst oder in die neu gebildeten Freikorps integriert. Um den Gesichtsverlust auszugleichen, besetzten sie vorübergehend die Redaktionsräume der Roten Fahne.
Die irrige Annahme, die Volksmarinedivision stünde unter dem Kommando Liebknechts und der Spartakisten, löste bei der SPD-Führung, der OHL sowie in der bürgerlichen und sozialdemokratischen Presse zeitweilig Ängste aus, diese könnten nun die Macht an sich reißen. Tatsächlich hatten weder Liebknecht noch die Matrosen entsprechende Pläne, und es blieb in den nächsten Tagen ruhig. Die Revolutionären Obleute riefen für den ersten Weihnachtstag zu Demonstrationen auf, und am 29. Dezember waren Hunderttausende auf den Berliner Straßen, um – wie die Anhänger von SPD und DDP – für die Demokratie zu demonstrieren, die sie durch die Spartakisten bedroht sahen oder um den in den Weihnachtkämpfen getöteten Matrosen das letzte Geleit zu geben. Aber auch an diesem Tag kam es zu keinerlei Gewaltausbrüchen. Am selben 29. Dezember verließen die USPD-Mitglieder unter Protest den Rat der Volksbeauftragten. So wurde innerhalb weniger Tage aus einer militärischen Niederlage der Regierung Ebert und der OHL ein politischer Sieg.
Nach Ansicht des Publizisten Sebastian Haffner hatten sich die Volksbeauftragten der USPD von Ebert ausmanövrieren lassen. Dem widerspricht der Historiker Henning Köhler, der den Vorwurf der Unabhängigen, Ebert und Noske hätten dem Kriegsminister eine „Blankovollmacht“ statt eines eng begrenzten militärischen Auftrags gegeben, nur „Haarspalterei“ sieht: Haase, Barth und Dittmann seien einfach nicht mehr bereit gewesen, Entscheidungen, die sich gegen einen Teil ihrer Anhänger richteten, mitzutragen, und deshalb einen Vorwand gesucht, aus dem Rat der Volksbeauftragten auszuscheiden. Die wichtigste Folge der Weihnachtskrise war nach Einschätzung des Historikers Mark Jones, ein Umdenken der SPD in der Gewaltfrage: Seit dem Jahresende 1918 sei die Regierung der jungen Republik bereit gewesen, „den Erfahrungsschatz der Westfront zur ‚Wiederherstellung der Ordnung‘ in deutschen Städten einzusetzen. Diese Normalisierung der Gewalt sollte schreckliche Folgen noch weit über das Jahr 1919 hinaus zeitigen.“

### Gründung der KPD und Januaraufstand

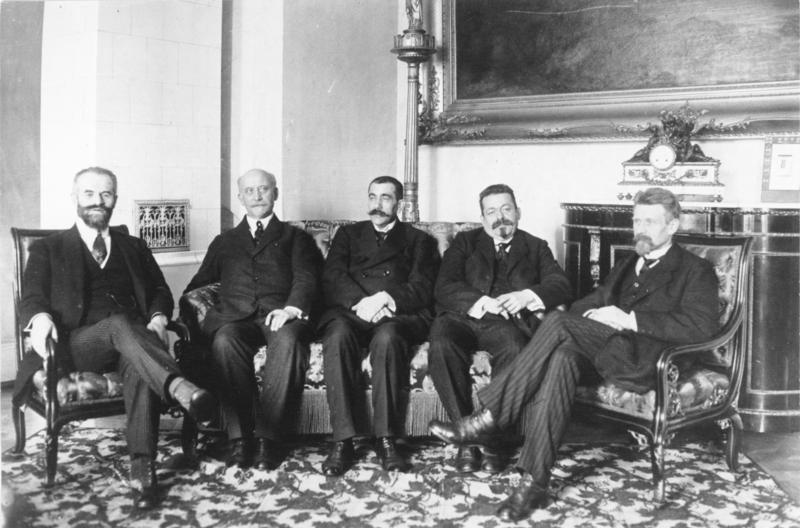
Die Volksbeauftragten nach dem Austritt der USPD (v. l. n. r.): Otto Landsberg, Philipp Scheidemann, Gustav Noske, Friedrich Ebert und Rudolf Wissell

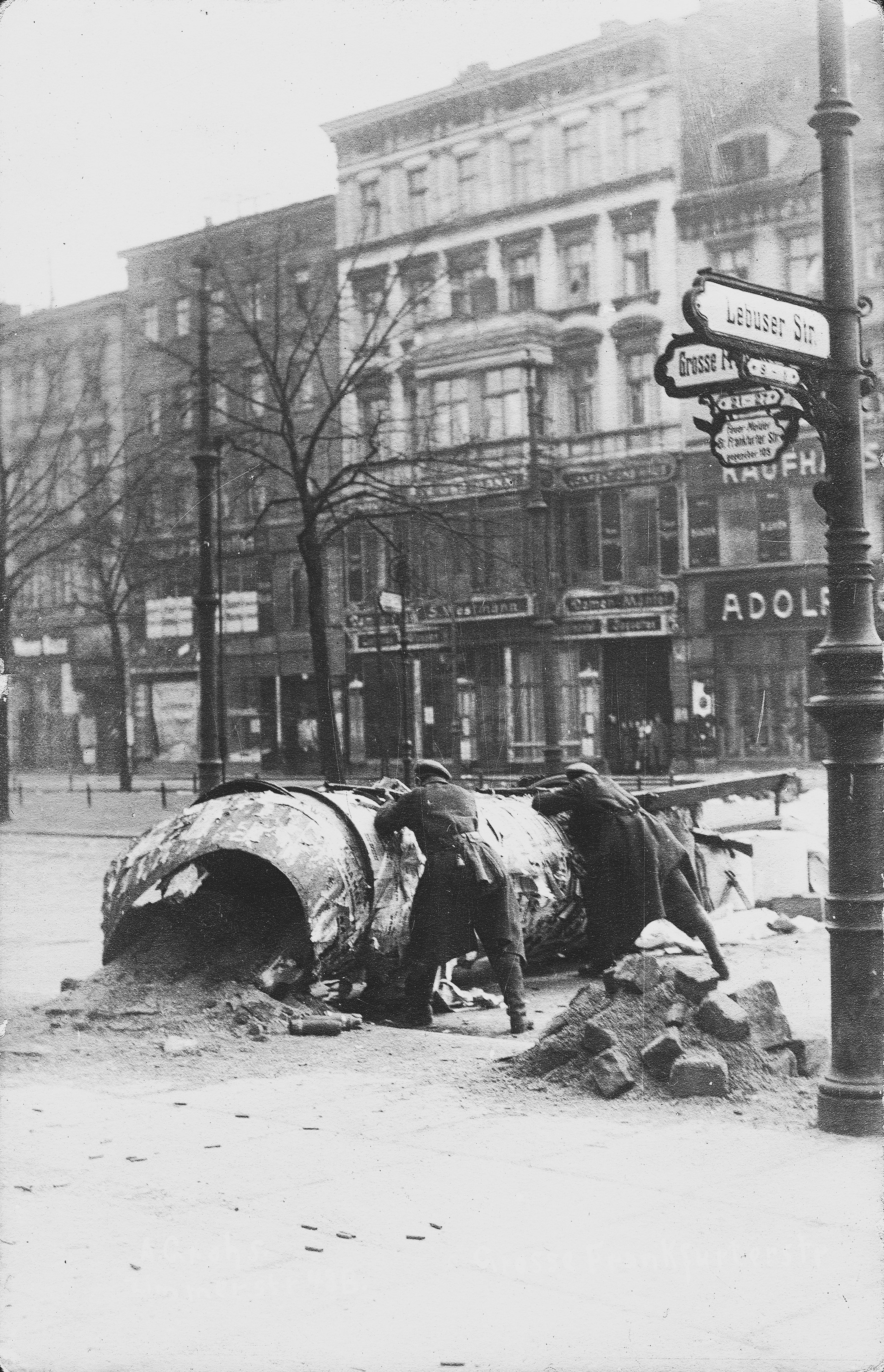
Spartakusaufstand, Januar 1919: Barrikadenkämpfe in Berlin

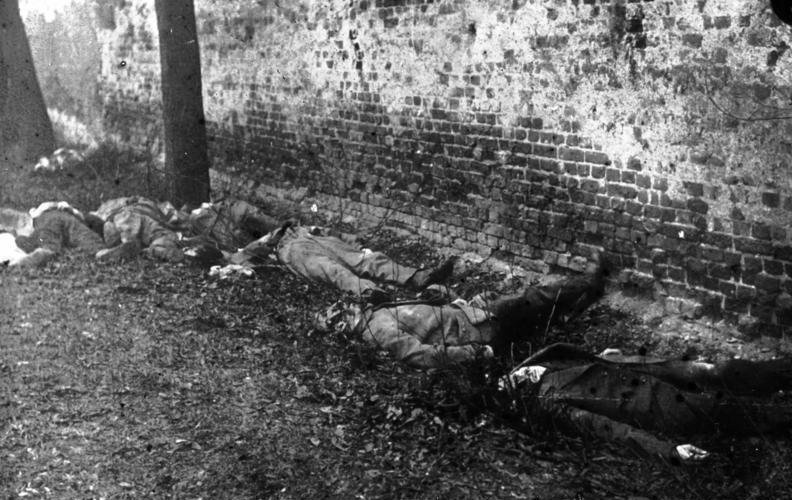
Von Regierungstruppen im März 1919 in Berlin standrechtlich erschossene Aufständische

Nach den Weihnachtsunruhen glaubten die Spartakusführer nicht mehr, die sozialistische Revolution mit SPD und USPD verwirklichen zu können. Um die Unzufriedenheit ihrer Anhänger und vieler Arbeiter mit dem bisherigen Revolutionsverlauf aufzufangen, beriefen sie zum Jahreswechsel einen Reichskongress zur Gründung einer eigenen Partei ein. Rosa Luxemburg trug das von ihr verfasste Spartakusprogramm vom 10. Dezember 1918 am 31. Dezember vor. Es wurde mit wenigen Änderungen als Parteiprogramm angenommen und hielt fest, dass die neue Partei die Regierung nie ohne klaren mehrheitlichen Volkswillen übernehmen werde. Am 1. Januar 1919 gründeten die angereisten Spartakisten zusammen mit anderen linkssozialistischen Gruppen aus dem ganzen Reich die KPD. Rosa Luxemburg forderte nochmals deren Teilnahme an den geplanten Parlamentswahlen, wurde aber überstimmt. Die Mehrheit hoffte weiter, die Macht durch fortgesetzte Agitation in den Betrieben und den Druck der „Straße“ erringen zu können. Die „Revolutionären Obleute“ entschieden sich jedoch nach Verhandlungen mit den Spartakisten für den Verbleib in der USPD.
Die entscheidende Niederlage der Linken erfolgte in den ersten Tagen des neuen Jahres 1919. Wie im November entstand fast spontan eine zweite Revolutionswelle, die diesmal aber gewaltsam unterdrückt wurde. Sie wurde ausgelöst, als die Regierung am 4. Januar das USPD-Mitglied Emil Eichhorn als Polizeipräsidenten von Berlin entließ. Eichhorn hatte sich in der Weihnachtskrise geweigert, gegen demonstrierende Arbeiter vorzugehen. USPD, Revolutionäre Obleute sowie die KPD-Führer Karl Liebknecht und Wilhelm Pieck nahmen seine Entlassung zum Anlass, für den nächsten Tag zu einer Protestaktion aufzurufen.
Was als Demonstration geplant war, entwickelte sich zu einem Massenaufmarsch, mit dem die Veranstalter selbst nicht gerechnet hatten. Wie am 9. November 1918 strömten am 5. Januar 1919, einem Sonntag, Hunderttausende ins Zentrum Berlins, darunter viele Bewaffnete. Am Nachmittag besetzten sie die Berliner Bahnhöfe sowie das Berliner Zeitungsviertel mit den Redaktionsgebäuden der bürgerlichen Presse und des Vorwärts. Einige der betroffenen Zeitungen hatten in den Tagen zuvor nicht nur zur Aufstellung weiterer Freikorps, sondern auch zum Mord an den Spartakisten aufgerufen. Die Demonstranten waren im Wesentlichen dieselben wie zwei Monate zuvor. Sie forderten jetzt die Einlösung dessen, was sie sich damals erhofft hatten. Die Forderungen kamen aus der Arbeiterschaft selbst und wurden von den verschiedenen Gruppen links von der SPD unterstützt. Die Spartakisten waren daran keineswegs führend beteiligt. Auch der nun folgende so genannte Spartakusaufstand ging nur zum Teil von den KPD-Anhängern aus. Diese blieben unter den Aufständischen sogar in der Minderheit.
Die im Polizeipräsidium versammelten Initiatoren der Demonstrationen wählten einen 53-köpfigen „Provisorischen Revolutionsausschuss“, der aber mit seiner Macht nichts anzufangen und dem Aufstand keine klare Richtung zu geben wusste. Liebknecht, neben Georg Ledebour und Paul Scholze einer der drei Vorsitzenden, forderte den Sturz der Regierung und schloss sich der Mehrheitsmeinung im Ausschuss an, die den bewaffneten Kampf propagierte. Rosa Luxemburg hielt, wie die Mehrheit der KPD-Führer, einen Aufstand zu diesem Zeitpunkt für eine Katastrophe und sprach sich ausdrücklich dagegen aus.
Am 4. Januar hatte Ebert Gustav Noske zum Volksbeauftragten für Heer und Marine ernannt. Am 6. Januar übernahm Noske den Oberbefehl über diese Truppen mit den Worten: „Meinetwegen, einer muss der Bluthund werden. Ich scheue die Verantwortung nicht.“ Am selben Montag rief der Revolutionsausschuss zu einer erneuten Massendemonstration auf. Diesem Aufruf folgten noch mehr Menschen. Sie trugen erneut Plakate mit der Aufschrift „Brüder, nicht schießen!“ und verharrten wartend auf einem Versammlungsplatz. Ein Teil der Revolutionären Obleute begann, sich zu bewaffnen und zum Sturz der Regierung Ebert aufzurufen. Doch die Bemühungen der KPD-Aktivisten, die Truppen auf ihre Seite zu ziehen, blieben weitgehend erfolglos. Vielmehr zeigte sich, dass selbst Einheiten wie die Volksmarinedivision nicht bereit waren, den bewaffneten Aufstand aktiv zu unterstützen. Sie erklärte sich für neutral. Die übrigen in Berlin stationierten Regimenter standen weiterhin mehrheitlich zur Regierung.
Während weitere Truppen in seinem Auftrag auf Berlin vorrückten, akzeptierte Ebert ein Angebot der USPD, zwischen ihm und dem Revolutionsausschuss zu vermitteln. Nachdem die Truppenbewegungen und ein SPD-Flugblatt mit dem Titel „Die Stunde der Abrechnung naht“ bekannt worden waren, brach der Ausschuss am 8. Januar weitere Verhandlungen ab. Daraufhin befahl Ebert den in Berlin stationierten Truppen, gegen die Besetzer vorzugehen. Vom 9. Januar an schlugen sie deren improvisierten Aufstandsversuch gewaltsam nieder. Am 12. Januar rückten zudem die seit Anfang Dezember aufgestellten republikfeindlichen Freikorps in die Stadt ein. Nachdem sie mehrere Gebäude brutal geräumt und die Besetzer standrechtlich erschossen hatten, ergaben sich die übrigen rasch. Ein Teil von ihnen wurde dennoch ebenso erschossen. Diesem Vorgehen fielen in Berlin 156 Menschen zum Opfer.

### Ermordung von Karl Liebknecht und Rosa Luxemburg

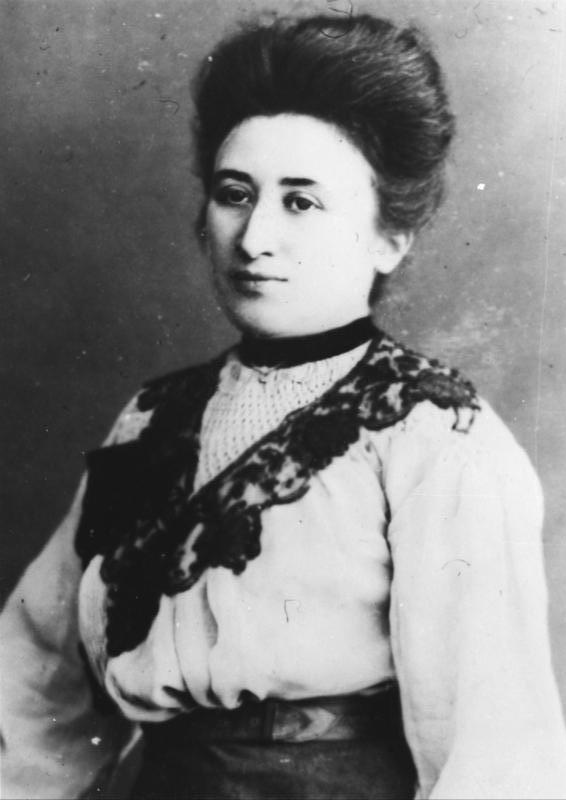
Rosa Luxemburg im Jahr 1915

Die angeblichen Drahtzieher des Januaraufstands mussten untertauchen, weigerten sich aber trotz dringender Bitten ihrer Genossen, Berlin zu verlassen. Am Abend des 15. Januar 1919 wurden Rosa Luxemburg und Karl Liebknecht in einer Wohnung in Berlin-Wilmersdorf verhaftet und an Hauptmann Waldemar Pabst, den Anführer der Garde-Kavallerie-Schützen-Division, im Hotel Eden übergeben. Er ließ sie verhören, wobei sie misshandelt wurden, und plante mit seinen Offizieren ihre Ermordung. Gegen Mitternacht wurden beide nacheinander mit einem PKW aus dem Hotel abtransportiert. Am Hotelausgang schlug der Soldat Otto Wilhelm Runge beide zuvor fast bewusstlos. Unterwegs erschoss der Marineoffizier Horst von Pflugk-Harttung Karl Liebknecht und der Leutnant Hermann Souchon Rosa Luxemburg. Kurt Vogel, ebenfalls ein Offizier der Schützendivision, ließ Liebknechts Leiche einer Polizeiwache übergeben und die von Rosa Luxemburg in den Landwehrkanal werfen, wo sie erst am 31. Mai 1919 gefunden wurde. Pabst stellte die Taten in einer Presseerklärung als Lynchmorde unbekannter Täter dar.
Paul Jorns, ein von der Schützendivision selbst ausgewählter Militärrichter, sprach im Juni 1919 Harttung frei und verurteilte Runge zu zwei, Vogel zu zweieinhalb Jahren Haft. Pabst und Souchon dagegen wurden weder verfolgt noch angeklagt. Noske ließ die Revisionsverfahren gegen Runge und Vogel einstellen. Nach 1933 entschädigten die Nationalsozialisten Runge für Haft und Strafverfolgung und überführten die Gardekavallerie in die SA. Souchons Beteiligung an dem Mord wurde erst 1968 bekannt und 1992 nachgewiesen. Der Neffe von Wilhelm Souchon, dem Gouverneur von Kiel während des Matrosenaufstands, hat die Tat stets geleugnet und wurde nie bestraft. Pabst gab nach dem Zweiten Weltkrieg an, Noske habe seinen Mordbefehl telefonisch gebilligt. In seinem später entdeckten Tagebuch hatte er 1969 notiert, die SPD-Führung habe ihn gedeckt und seine Strafverfolgung vereitelt.
Die Freikorps wurden nach der Niederschlagung des Januaraufstands zu einem bleibenden Machtfaktor. Schwerer wog auf lange Sicht, dass die Morde vom 15. Januar sowie deren mangelnde Aufklärung und Verfolgung den Bruch zwischen SPD auf der einen sowie USPD und KPD auf der anderen Seite verschärften. SPD und KPD konnten sich in der Weimarer Republik nie mehr auf ein gemeinsames Handeln verständigen, zumal die KPD nach der Ermordung ihrer Gründer in Abhängigkeit von der Komintern und ihren ideologischen Vorgaben geriet. Die seit 1919 bestehende Spaltung der Linken trug wesentlich zum späteren Aufstieg des Nationalsozialismus bei.

### Weitere Aufstände und Generalstreiks

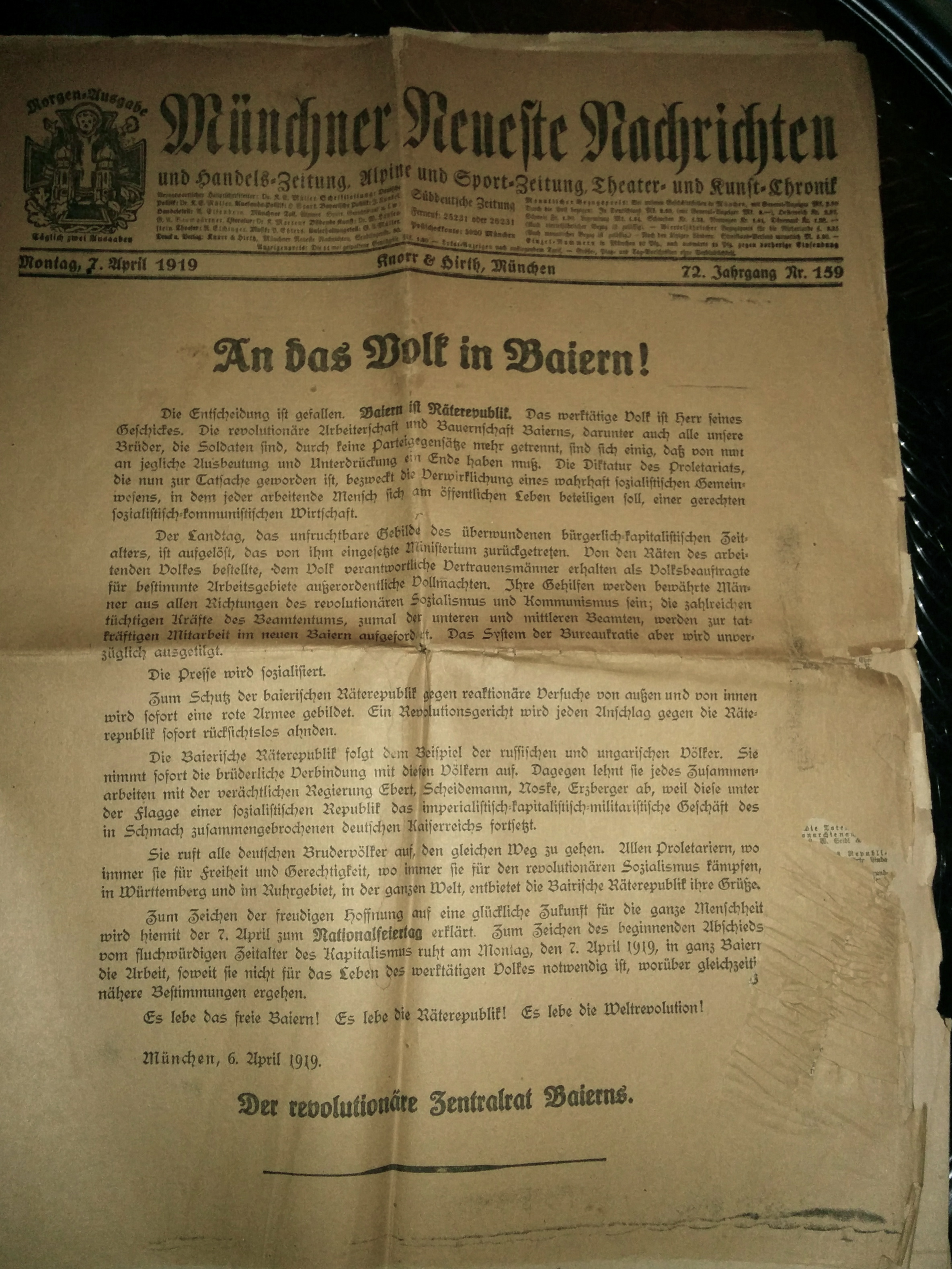
Titelseite der Münchner Neuesten Nachrichten vom 7. April 1919 mit der Deklaration der bayerischen Räterepublik

In den ersten Monaten des Jahres 1919 folgten in mehreren deutschen Regionen weitere Aufstände, Generalstreiks und Versuche, eine Räterepublik zu gründen.
Noske entschied Ende Januar, gegen die Bremer Räterepublik gewaltsam vorzugehen. Trotz eines Verhandlungsangebots der Gegenseite befahl er den Freikorpsverbänden, in die Stadt einzumarschieren. Bei den folgenden Kämpfen kamen etwa 400 Menschen ums Leben. Als Reaktion darauf kam es in Berlin, Sachsen, Oberschlesien, im Rheinland und im Ruhrgebiet zu Massenstreiks. Einige davon zielten darauf ab, die Revolution weiterzutreiben, etwa mit der Sozialisierungsbewegung im Ruhrgebiet. In Berlin begann am 4. März ein Generalstreik, zu dem die Arbeiterräte aufgerufen hatten, um die Anerkennung und dauerhafte Etablierung der Räte, eine demokratische Militärreform und Sozialisierungen durchzusetzen. Rund eine Million Beschäftigte beteiligten sich daran und brachten das Wirtschaftsleben und den Verkehr fast vollständig zum Erliegen. Als Militär intervenierte, wurde die Ausdehnung des Streiks auf die Versorgungsbetriebe beschlossen. Daran zerbrach die bis dahin weitgehend geschlossene Streikfront, und es kam gegen den Willen der Streikleitung erneut zu Straßenkämpfen. Auf Ersuchen der preußischen Regierung, die mittlerweile den Belagerungszustand erklärt hatte, setzte Noske Truppen gegen die Streikenden und die Volksmarinedivision ein. Sie töteten bis zum 16. März mindestens 1.200 Menschen, darunter viele Unbewaffnete, völlig Unbeteiligte und 29 Angehörige der Volksmarinedivision. Letztere wurden willkürlich exekutiert, da Noske befohlen hatte, jeden standrechtlich zu erschießen, der mit einer Waffe angetroffen werde.
Auch in Hamburg und Sachsen-Gotha kam es zu bürgerkriegsähnlichen Situationen. Die Münchner Räterepublik hielt sich bis zum 2. Mai 1919, als preußische, württembergische und Freikorps-Truppen sie mit ähnlichen Gewaltexzessen wie in Berlin und Bremen beendeten.
Nach heutigem Forschungsstand lag die Errichtung eines bolschewistischen Rätesystems in Deutschland seit Beginn der Revolution nie im Bereich des Wahrscheinlichen, zumal die demokratisch eingestellten SPD- und USPD-Anhänger, aus denen sich die Räte mehrheitlich zusammensetzten, eine Diktatur ohnehin ablehnten. Dennoch glaubte sich die Regierung Ebert von einem Umsturzversuch der radikalen Linken bedroht und ging das Bündnis mit der Obersten Heeresleitung und den Freikorps ein. Deren brutales Vorgehen während der verschiedenen Aufstände hat viele linke Demokraten der SPD entfremdet. Sie betrachteten das Verhalten Eberts, Noskes und anderer SPD-Führer während der Revolution als Verrat an ihren eigenen Anhängern.

### Nationalversammlung und neue Reichsverfassung

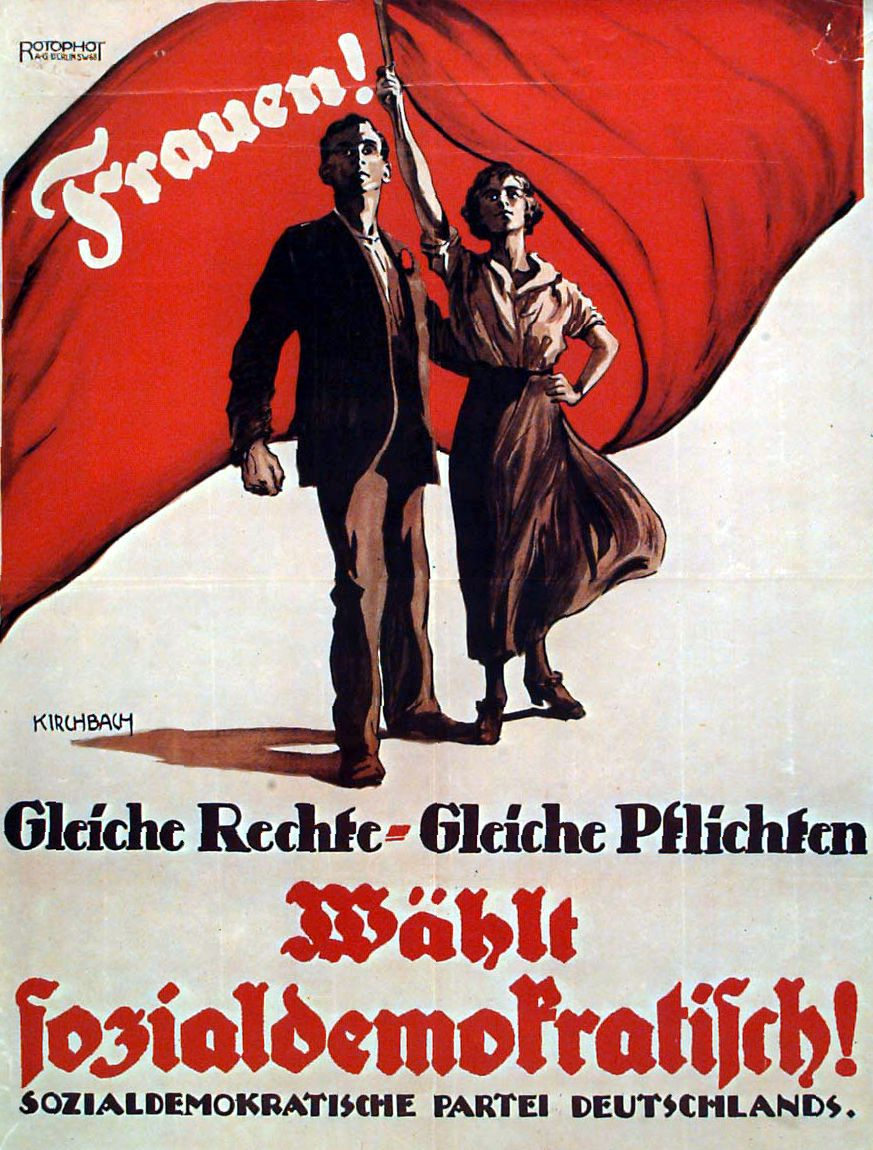
Gottfried Kirchbach: Wahlkampfplakat der SPD 1919

Am 19. Januar 1919 fanden die Wahlen zur verfassunggebenden Nationalversammlung statt, die ersten in Deutschland, für die auch das Frauenwahlrecht galt. Dabei zeigte sich, dass der Übergang von der Monarchie zur parlamentarischen Republik von einer überwältigenden Mehrheit der Deutschen getragen wurde. Die SPD ging mit 37,4 Prozent der Stimmen als mit Abstand stärkste Partei aus den Wahlen hervor und stellte 165 der 423 Abgeordneten. Die USPD kam nur auf 7,6 Prozent und 22 Abgeordnete. Sie gewann nach dem Kapp-Lüttwitz-Putsch 1920 zwar vorübergehend noch einmal an Bedeutung, löste sich aber 1922 auf. Zweitstärkste Kraft wurde mit 19,7 Prozent der Stimmen die Zentrumspartei, die mit 91 Abgeordneten in die Nationalversammlung einzog. Die liberale DDP errang 18,5 Prozent und 75 Sitze. Die nationalliberale DVP kam mit 4,4 Prozent auf 19 und die konservativ-nationalistische DNVP mit 10,3 Prozent auf 44 Mandate. Die KPD hatte, entgegen dem Rat Rosa Luxemburgs, nicht an den Wahlen teilgenommen.
Um den revolutionären Nachwirren in Berlin zu entgehen, trat die Nationalversammlung am 6. Februar in Weimar zusammen. Sie richtete eine vorläufige Verfassungsordnung ein und wählte am 11. Februar Friedrich Ebert zum Reichspräsidenten. Dieser ernannte am 13. Februar eine Regierung unter Philipp Scheidemann als Reichsministerpräsident. Sie wurde von der sogenannten Weimarer Koalition aus SPD, Zentrum und DDP gestützt. Damit hatte Deutschland wieder eine legitime, nachrevolutionäre Regierung.
Die neue Weimarer Verfassung, die das Deutsche Reich zu einer demokratischen Republik machte, wurde mit den Stimmen von SPD, Zentrum und DDP verabschiedet und am 11. August 1919 vom Reichspräsidenten unterzeichnet. Sie stand in der liberalen und demokratischen Tradition des 19. Jahrhunderts und übernahm Gedanken aus der Paulskirchenverfassung des Jahres 1849. Jedoch blieben zentrale Forderungen der Novemberrevolutionäre wegen der Mehrheitsverhältnisse in der Nationalversammlung unerfüllt: Die Sozialisierung der Montanindustrie und die Demokratisierung des Offizierskorps, die schon der Kieler Arbeiter- und Soldatenrat gefordert und der Reichsrätekongress eingeleitet hatte, blieben ebenso aus wie die Enteignung von Großbanken, Großindustrie und adeligem Großgrundbesitz. Anstellung und Rentenansprüche von kaiserlichen Beamten und Soldaten wurden ausdrücklich geschützt.
Die Weimarer Verfassung enthielt einerseits mehr Möglichkeiten direkter Demokratie als das Grundgesetz der Bundesrepublik Deutschland, z. B. Volksbegehren und Volksentscheid; andererseits räumte der Notverordnungs-Artikel 48 dem Reichspräsidenten weitreichende Vollmachten ein, auch gegen die Reichstagsmehrheit zu regieren und notfalls das Militär im Innern einzusetzen. Dieser Artikel erwies sich 1932/33 als ein entscheidendes Mittel zur Zerstörung der Demokratie.

## Rezeption
Die Novemberrevolution ist eines der wichtigsten Ereignisse der jüngeren deutschen Geschichte, im historischen Gedächtnis der Deutschen aber kaum verankert. Das Scheitern der aus ihr hervorgegangenen Weimarer Republik und die darauf folgende Zeit des Nationalsozialismus haben den Blick auf die Ereignisse an der Jahreswende 1918/19 lange Zeit verstellt. Ihre Deutung wird bis heute mehr von Legenden als von Tatsachen bestimmt.
So nährten sowohl die radikale Rechte als auch die radikale Linke – unter jeweils umgekehrten Vorzeichen – die Vorstellung, es habe damals einen kommunistischen Aufstand gegeben mit dem Ziel, Deutschland in eine Räterepublik nach sowjetrussischem Vorbild zu verwandeln. Auch die Parteien der demokratischen Mitte, besonders die SPD, hatten lange Zeit wenig Interesse an einer gerechten Beurteilung der Ereignisse, die Deutschland zur Republik machten. Denn bei genauerer Betrachtung erweisen sie sich als eine von Sozialdemokraten getragene Revolution, die von den sozialdemokratischen Parteiführern gestoppt wurde. Dass die Weimarer Republik sich als schwache Demokratie erwies und schon 14 Jahre später wieder unterging, hat auch mit diesem und anderen Geburtsfehlern während der Novemberrevolution zu tun.
Von großer Bedeutung war die Tatsache, dass die kaiserliche Regierung und die Oberste Heeresleitung sich frühzeitig der Verantwortung entzogen und die Bewältigung der von ihnen verschuldeten Niederlage im Ersten Weltkrieg den Mehrheitsparteien des Reichstags aufbürdeten. Welches Kalkül dahinter steckte, belegt ein Zitat aus der Autobiografie des Ludendorff-Nachfolgers Groener:

„Mir konnte es nur lieb sein, wenn bei diesen unglückseligen Waffenstillstands-Verhandlungen, von denen nichts Gutes zu erwarten war, das Heer und die Heeresleitung so unbelastet wie möglich blieb.“

Die Republik war vom Zeitpunkt ihrer Geburt an mit dem Makel der Kriegsniederlage behaftet. Ein Großteil des Bürgertums und der alten Eliten aus Großindustrie, Großlandwirtschaft, Militär, Justiz und Verwaltung akzeptierten die neue Staatsform nie, sondern sahen in der demokratischen Republik ein Gebilde, das bei erster Gelegenheit wieder beseitigt werden sollte. So musste das Preußische Innenministerium am 27. März 1920 eigens einen Erlass herausgeben, der vorgab, die Symbole der Monarchie – einschließlich der Kaiserbilder – aus dem öffentlichen Raum zu entfernen. Auf der Linken dagegen trieb das Verhalten der SPD-Führung während der Revolution viele ihrer einstigen Anhänger den Kommunisten zu. Die gebremste Novemberrevolution führte nach Ansicht von Kurt Sontheimer dazu, dass die Weimarer Republik eine „Demokratie ohne Demokraten“ blieb.
Die historische Forschung fand – von wenigen Ausnahmen abgesehen – erst seit den 1960er Jahren zu einer ausgewogenen Beurteilung der Novemberrevolution.

### Urteile von Zeitzeugen
Die Zeitgenossen beurteilten die Novemberrevolution je nach politischer Überzeugung höchst unterschiedlich. Dies verdeutlichen Äußerungen, die zum Teil während oder unmittelbar nach den Ereignissen des Novembers 1918, zum Teil aus der Rückschau erfolgten.
Eher unaufgeregt und mit einer gewissen Erleichterung registrierte der evangelische Theologe und Philosoph Ernst Troeltsch, wie das Gros der Berliner Bürger den 10. November wahrnahm:

„Am nächsten Sonntagmorgen nach banger Nacht ward das Bild aus den Morgenzeitungen klar: der Kaiser in Holland, die Revolution in den meisten Zentren siegreich. […] Kein Mann tot für Kaiser und Reich! Die Beamtenschaft in den Dienst der neuen Regierung getreten. Die Fortdauer aller Verpflichtungen gesichert und kein Sturm auf die Banken!“

Der liberale Publizist Theodor Wolff zeigte sich in einem Artikel, der an eben jenem 10. November im Berliner Tageblatt erschien, überaus optimistisch, was den Erfolg der Revolution anging:

„Die größte aller Revolutionen hat wie ein plötzlich losbrechender Sturmwind das kaiserliche Regime mit allem, was oben und unten dazu gehörte, gestürzt. Man kann sie die größte aller Revolutionen nennen, weil niemals eine so fest gebaute, mit soliden Mauern umgebene Bastille so in einem Anlauf genommen wurde […]. Gestern früh war, in Berlin wenigstens, das alles noch da. Gestern Nachmittag existierte nichts mehr davon […] Jedem Volke, das sich zu wahrer Freiheit erhebt, muss dieses Musterbild vor Augen stehen. Symbole des alten Geistes sind bei uns aneinandergereiht wie die Marmorstatuen in der Siegesallee. Ein reifes, verständiges Volk schafft sie ohne etwas zu zerbrechen fort.“

Völlig entgegengesetzt nahm wiederum die äußerste Rechte die Ereignisse wahr. In völliger Verkennung oder bewusster Umdeutung der Handlungsweise Ludendorffs schrieb der Journalist Paul Baecker in der konservativen Deutschen Tageszeitung am 10. November einen Beitrag, der bereits wesentliche Elemente der Dolchstoßlegende enthielt:

„Das Werk, das unsere Väter mit ihrem kostbaren Blute erkämpft – weggewischt durch Verrat aus den Reihen des eigenen Volkes! Deutschland, das noch gestern unbesiegt war, von Männern, die den deutschen Namen tragen, seinen Feinden preisgegeben, durch Felonie aus den eigenen Reihen niedergebrochen in Schuld und Schande!
 Die deutschen Sozialisten wussten, daß der Friede ohnehin im Werden sei und daß es nur noch gelte, Wochen, vielleicht nur Tage lang dem Feinde eine geschlossene, feste Front zu zeigen, um ihm erträgliche Bedingungen abzuringen. In dieser Lage haben sie die weiße Fahne gehisst.
 Das ist eine Schuld, die nie vergeben werden kann und nie vergeben werden wird. Das ist ein Verrat, nicht etwa nur an der Monarchie und am Heere, sondern am deutschen Volke selber, das seine Folgen durch Jahrhunderte des Niedergangs und der des Elends zu tragen haben wird.“

Im Gegensatz dazu hielt Harry Graf Kessler die Revolution bereits im September 1919 für gescheitert:.

„Mein Eindruck ist jetzt auch, daß die Revolution vorläufig zu Ende ist. Was gegenwärtig marschiert, ist die Gegenrevolution, hinter der die Monarchie schon deutlich wieder auftaucht. Die vollständige Unfähigkeit des sozialdemokratischen Regierungspersonals, die weit überlegene Erfahrung und Schlauheit der konservativen Beamten […], die Schwierigkeit, in einem ruinierten Lande Sozialismus zu machen, die physische Ermattung des ausgehungerten Proletariats haben die Revolution auf einen toten Punkt gebracht, und da nichts dauernd stillstehen kann, so kommt jetzt die rückläufige Bewegung, die Gegenrevolution. Das wird Deutschlands wirkliche Niederlage.“

Was Kessler Unfähigkeit nannte, das betrachtete der Publizist Kurt Tucholsky in einem Artikel zum 10. Jahrestag der Revolution wiederum als Verrat durch die führenden Mehrheitssozialdemokraten. Völlig konträr zur extremen Rechten meinte er damit jedoch nicht Verrat an Deutschland, sondern an der Revolution. In „November-Umsturz“ schrieb er 1928:

„Die deutsche Revolution hat im Jahre 1918 im Saale stattgefunden.

Das, was sich damals abgespielt hat, ist keine Revolution gewesen: keine geistige Vorbereitung war da, keine Führer standen sprungbereit im Dunkel; keine revolutionären Ziele sind vorhanden gewesen. Die Mutter dieser Revolution war die Sehnsucht der Soldaten, zu Weihnachten nach Hause zu kommen. Und Müdigkeit, Ekel und Müdigkeit.

Die Möglichkeiten, die trotzdem auf der Straße gelegen haben, sind von Ebert und den Seinen verraten worden. Fritz Ebert, den man nicht dadurch zu einer Persönlichkeit steigern kann, daß man ihn Friedrich nennt, ist so lange gegen die Errichtung einer Republik gewesen, als er nicht merkte, daß hier ein Posten als Vorsitzender zu holen war; der Genosse Scheidemann è tutti quanti sind verhinderte Regierungsräte gewesen. (…)

Folgende Möglichkeiten sind damals ausgelassen worden:
Zerschlagung der Bundesstaaten;
Aufteilung des Großgrundbesitzes;
Revolutionäre Sozialisierung der Industrie;
Personalreform der Verwaltung und der Justiz.
Eine republikanische Verfassung, die in jedem Satz den nächsten aufhebt, eine Revolution, die von wohlerworbenen Rechten des Beamten des alten Regimes spricht, sind wert, daß sie ausgelacht werden.

Die deutsche Revolution steht noch aus.“

Ähnlich äußerte sich der Liberale Walter Rathenau. Er nannte die Novemberrevolution eine „Enttäuschung“, ein „Zufallsgeschenk“, ein „Verzweiflungsprodukt“, eine „Revolution aus Versehen“. Sie verdiene diesen Namen nicht, da sie „die eigentlichen Missstände nicht beseitigt“ habe, sondern „in einen entwürdigenden Interessenkampf ausgeartet“ sei. Weiter:

„Nicht wurde eine Kette gesprengt durch das Schwellen eines Geistes und Willens, sondern ein Schloss ist durchgerostet. Die Kette fiel ab, und die Befreiten standen verblüfft, hilflos, verlegen, und mussten sich wider Willen rüsten. Am schnellsten rührten sich, die ihren Vorteil erkannten.“

Gegen die Auffassungen Tucholskys und Rathenaus wiederum wandte sich der Publizist Sebastian Haffner, der die Revolution in Berlin als Kind miterlebt hatte. Fünfzig Jahre später urteilte er über die Legenden, die sich insbesondere im Bürgertum um die Ereignisse des Novembers 1918 gebildet hatten:

„Eine wirkliche Revolution, so kann man immer noch vielfach hören, habe in Deutschland 1918 gar nicht stattgefunden. Alles was sich wirklich abgespielt hat, war ein Zusammenbruch. Nur die momentane Schwäche der Ordnungsgewalten im Augenblick der Niederlage ließ eine Matrosenmeuterei als Revolution erscheinen.
Wie falsch und blind das ist, das sieht man auf einen Blick, wenn man 1918 mit 1945 vergleicht. Da allerdings gab es wirklich nur einen Zusammenbruch.
Gewiß gab 1918 eine Matrosenmeuterei den Anstoß zur Revolution, aber eben nur den Anstoß. Das Außerordentliche war eben dies: daß eine bloße Matrosenmeuterei in der ersten Novemberwoche 1918 ein Erdbeben auslöste, das ganz Deutschland erschütterte; daß das gesamte Heimatheer, die gesamte städtische Arbeiterschaft, in Bayern überdies noch ein Teil der Landbevölkerung sich erhob. Diese Erhebung aber war keine bloße Meuterei mehr, sie war eine echte Revolution. […]
Wie jede Revolution stürzte auch diese eine alte Ordnung und setzte an ihre Stelle die Anfänge einer neuen. Sie war nicht nur zerstörerisch, sie war auch schöpferisch. […]
Als revolutionäre Massenleistung steht der deutsche November 1918 weder hinter dem französischen Juli 1789 noch hinter dem russischen März 1917 zurück.“

### Historische Forschung
Während der NS-Zeit konnten die in den 1930er und 1940er Jahren im Ausland und von Emigranten veröffentlichten Arbeiten zur Weimarer Republik und zur Novemberrevolution in Deutschland nicht rezipiert werden. Dies gilt etwa für die 1935 erstmals erschienene Geschichte der Weimarer Republik von Arthur Rosenberg. Aus seiner Sicht war die politische Situation zu Beginn der Revolution noch offen: Die gemäßigt sozialistisch und demokratisch gesinnte Arbeiterschaft habe durchaus die Chance gehabt, zum eigentlichen sozialen Träger der Republik zu werden und die konservativen Kräfte zurückzudrängen. Gescheitert sei dies zum einen an den Fehlentscheidungen der SPD-Führer, zum anderen an der vom äußersten linken Flügel der Arbeiterbewegung betriebenen Revolutionsstrategie.

#### Traditionelle Sichtweisen bürgerlicher und marxistischer Historiker
Nach 1945 konzentrierte sich die westdeutsche Forschung zur Geschichte der Weimarer Republik vor allem auf deren Ende. So ignorierte Theodor Eschenburg 1951 noch weitgehend den revolutionären Beginn der Republik. Auch Karl Dietrich Bracher stellte die Novemberrevolution 1955 in eine Perspektive mit dem Ende der Republik. Wie wenig die Revolution nach 1945 in damaligen Gesamtdarstellungen beachtet wurde, zeigt z. B. Erich Eyck: Er widmete den Ereignissen in seiner zweibändigen Geschichte der Weimarer Republik nur knapp 20 Seiten. Ähnliches gilt auch für Karl Dietrich Erdmanns Beitrag zur 8. Auflage des Gebhardtschen Handbuchs zur Deutschen Geschichte. Dennoch dominierte die Sicht dieses Autors die Interpretation der Novemberereignisse nach 1945. Danach sei es 1918/19 um die Wahl zwischen der „sozialen Revolution im Bund mit den auf die proletarische Diktatur hindrängenden Kräfte oder die parlamentarische Republik im Bund mit konservativen Elementen wie dem deutschen Offizierskorps“ gegangen. Die drohende „Rätediktatur“ habe die Mehrheitssozialdemokratie also gezwungen, ein Bündnis mit den alten Eliten einzugehen. Die Schuld für das Scheitern von Weimar habe damit letztlich bei der äußersten Linken gelegen. Folgt man dieser Sichtweise, waren die Ereignisse von 1918/19 ein erfolgreicher Abwehrkampf der Demokratie gegen den Bolschewismus.
Diese Interpretation ging von der Annahme aus, dass die äußerste Linke vergleichsweise stark gewesen sei und tatsächlich eine Bedrohung für eine demokratische Entwicklung dargestellt habe. Kolb hält es für eine Ironie der Geschichte, dass sich viele konservative und liberale Historiker in diesem Punkt mit der marxistischen Geschichtsschreibung einig waren, die vor allem dem Spartakusbund ein erhebliches revolutionäres Potenzial zuwies. Diese übereinstimmende Einschätzung der extremen Linken führte aber zu völlig gegensätzlichen Bewertungen der Rolle der Mehrheits-SPD: Sprachen die meisten Historiker in der Bundesrepublik Deutschland der Nachkriegszeit sie vom Odium der Novemberverbrecher frei, warf ihnen die DDR-Historiografie „Verrat an der Arbeiterklasse“ und der USPD-Führung Unfähigkeit vor. Ihre Interpretation folgte im Wesentlichen der traditionellen Haltung der KPD nach 1919 und den Thesen des Zentralkomitees der SED von 1958. Danach blieb die Novemberrevolution „ihrem Charakter nach eine bürgerlich-demokratische Revolution, die in gewissem Umfang mit proletarischen Mitteln und Methoden durchgeführt wurde.“ Dass es in Deutschland trotz der „vorhandenen objektiven Bedingungen“ nicht zu einer Revolution der Arbeiterklasse gekommen sei, wurde auf den „subjektiven Faktor“ und insbesondere das Fehlen einer „marxistisch-leninistischen Kampfpartei“ zurückgeführt. Die Gründung der KPD erklärte man folgerichtig zum entscheidenden Wendepunkt der deutschen Geschichte. Abweichend von der offiziellen Parteilinie vertrat jedoch Rudolf Lindau die These, es habe sich um eine in der Tendenz sozialistische Revolution gehandelt. Trotz aller ideologischen Voreingenommenheit hat die Forschung in der DDR die Detailkenntnisse im Bereich der Novemberrevolution erweitert.

#### Neubewertungen seit den 1960er Jahren
Seit Beginn der 1960er Jahre verlagerte sich der Schwerpunkt der westdeutschen Forschung zur Weimarer Republik hin zu deren revolutionären Anfängen. Dahinter stand die Erkenntnis, dass für ihr Scheitern die Entscheidungen und Entwicklungen während der Novemberrevolution eine zentrale Rolle gespielt haben. In den Vordergrund des Interesses rückten vor allem die Arbeiter- und Soldatenräte, deren Erscheinungsbild als angeblich linksextremer Bewegung nun weitgehend revidiert wurde.
Autoren wie Ulrich Kluge, Eberhard Kolb, Reinhard Rürup und andere argumentierten, die soziale Basis für eine demokratische Umgestaltung der Gesellschaft sei in den ersten Wochen der Revolution viel breiter gewesen als bis dahin angenommen. Zudem sei das Potenzial der extremen Linken objektiv schwächer gewesen, als etwa die mehrheitssozialistische Führung vermutet habe. Da der „Bolschewismus“ keine reale Gefahr dargestellt habe, sei auch der Handlungsspielraum des Rats der Volksbeauftragten – gestützt auch auf die noch reformorientierten Räte – zur konsequenten Demokratisierung von Verwaltung, Militär und Gesellschaft relativ groß gewesen. Die Führung der MSPD habe diesen Schritt jedoch nicht getan, weil sie einerseits auf die Loyalität der alten Eliten vertraut, der spontanen Massenbewegung der ersten Revolutionswochen dagegen misstraut habe. Die Folge seien Resignation und die Radikalisierung der Rätebewegung gewesen. Die Veröffentlichung der Protokolle des Rats der Volksbeauftragten untermauerten diese Thesen. Die Geschichte der Revolution erschien nun zunehmend als Geschichte ihrer allmählichen Zurücknahme.
Diese Neuinterpretation hat in der Forschung relativ rasch Anhänger gefunden. Weitgehend unstrittig sind bis heute die mit Quellen leicht zu belegenden Forschungen zur Zusammensetzung der Arbeiter- und Soldatenräte. Dagegen wurden die darauf basierenden Interpretationen des Revolutionsgeschehens schon seit dem Ende der 1970er Jahre kritisiert und teilweise modifiziert. Die Kritik richtete sich gegen zum Teil idealisierte Darstellungen der Arbeiter- und Soldatenräte, wie sie speziell innerhalb der 1968er-Bewegung üblich waren. Besonders weit ging in dieser Hinsicht Peter von Oertzen, der eine auf die Räte gestützte soziale Demokratie als positive Alternative zur bürgerlichen Republik beschrieb.
Dagegen betrachtete Wolfgang J. Mommsen die Räte nicht als einheitlich zielgerichtete Demokratiebewegung, sondern als eine heterogene Gruppe mit einer Vielzahl unterschiedlicher Motivationen und Ziele. Beispielsweise waren die meisten Bauern- und Landarbeiterräte antisozialistisch. Sie und die Bürgerräte, die sich den Arbeiter- und Soldatenräten häufig anschlossen, fanden bis heute wenig Beachtung. Jesse und Köhler sprachen sogar von der „Konstruktion einer [demokratischen] Rätebewegung“. Allerdings schlossen auch diese Autoren einen „Rückfall in die Positionen der fünfziger Jahre“ aus: Weder waren die Räte überwiegend kommunistisch orientiert, noch lässt sich die Politik der Mehrheitssozialdemokraten als in jeder Hinsicht glücklich und rühmenswert kennzeichnen.
Nach Kolb und Kluge waren die Chancen, die Republik auf eine breitere Basis zu stellen, während der Novemberrevolution deutlich größer als die angeblichen Gefahren von Seiten der radikalen Linken. Stattdessen habe das Bündnis der Mehrheitssozialdemokraten mit den alten Eliten für die Weimarer Republik zumindest auf mittlere Sicht ein erhebliches Strukturproblem dargestellt.
Auch Heinrich August Winkler zufolge bestand zwischen dem 9. November 1918 und dem 19. Januar 1919 die größte reale Chance, die „Erblast des Obrigkeitsstaates“ zu verringern und eine breite gesellschaftliche Zustimmung für die erstrebte parlamentarische Demokratie zu schaffen. Um ein Chaos zu vermeiden, seien die Sozialdemokraten um eine „beschränkte Zusammenarbeit mit den Trägern des alten Regimes“ zwar nicht herumgekommen, hätten diese aber erheblich intensiver gestaltet als nötig: Die Sozialdemokraten hätten bei stärkerem politischem Gestaltungswillen mehr verändern können und weniger bewahren müssen…Die sozialen Grundlagen der Republik zu sichern, bevor sich ihre Gegner sammeln konnten: Dafür sprachen in der Tat historische Erfahrung und politische Vernunft. Ebert und die SPD-Vertreter in der provisorischen Reichsregierung hätten den Sachverstand der alten Eliten nutzen wollen und auf deren Loyalität gehofft. Darum sei besonders die von den Räten begonnene Sozialisierung des Steinkohlenbergbaus sowie die Demokratisierung des Militärs und der Beamtenschaft nicht fortgesetzt, sondern verhindert worden. Winkler stimmt der Selbstkritik Rudolf Hilferdings vom September 1933 zu, der darin entscheidende Fehler der SPD gesehen hatte, die Hitlers Aufstieg ermöglicht hätten.
Diese Einschätzung aus dem Jahr 1990 modifizierte Winkler zehn Jahre später in Der lange Weg nach Westen. Danach wäre die Geschichte wohl auch dann nicht radikal anders verlaufen, wenn die Sozialdemokraten weniger als Konkursverwalter eines Obrigkeitsstaats denn als Gründerväter einer Demokratie agiert hätten: Die Übergangsregierung konnte nicht ganze Gesellschaftsklassen auswechseln. Hätte sie es versucht, wäre daraus der Bürgerkrieg erwachsen, der den Sozialdemokraten aus guten Gründen als das größte aller Übel erschien und der mit Sicherheit kein Mittel war, eine Demokratie hervorzubringen. Ebert habe das klarer erkannt als die radikalen Linken wie Rosa Luxemburg, für die Bürgerkrieg nur ein anderer Name für Klassenkampf gewesen sei.

#### Neue Ansätze aus jüngster Zeit
Seit etwa 2008 setzt die lange vernachlässigte Revolutionsforschung vermehrt neue Akzente. Von Alexander Gallus herausgegebene Arbeiten greifen neue Forschungsansätze zur Gender- und Kulturgeschichte auf und erweitern damit den bisher üblichen, auf Politik- und Organisationsgeschichte gerichteten Blickwinkel. Weitere neuere Publikationen stellen die Vorgänge im November 1918 in einen größeren zeitlichen und geografischen Kontext und vermeiden deshalb den Ausdruck „Novemberrevolution“.
In seiner umfangreichen Darstellung der zweiten Revolutionsphase in Berlin betont Axel Weipert, dass auch 1919 und 1920 noch eine breitgefächerte, revolutionäre Rätebewegung aktiv gewesen sei. Diese habe neben den Arbeiterräten auch Schüler- und Erwerbslosenräte, die Berliner Betriebsrätezentrale und andere Gruppierungen umfasst und sich stark in den Generalstreiks des Frühjahrs 1919 und im Kampf um das Betriebsrätegesetz engagiert. Sie habe zeitweise erheblichen Einfluss auf Gewerkschaften und linke Parteien ausgeübt und sich auch nach dem Kapp-Putsch um den Neuaufbau revolutionärer, basisdemokratischer Räte bemüht. Über Richard Müller, den Vorsitzenden des Vollzugsrats des Arbeiter- und Soldatenrates Groß-Berlin und damit eine zentrale Figur der Rätebewegung, liegt seit 2008 eine Biografie von Ralf Hoffrogge vor.
In jüngster Zeit wird die Novemberrevolution vermehrt als Gewaltgeschichte erforscht. 2017 legte der irische Historiker Mark Jones seine Studie Am Anfang war Gewalt vor, in der er die deutliche Polarisierung nachzeichnet, die von November 1918 und Frühjahr 1919 wahrnehmbar wurde und in der durch Gerüchte, Ängste, Feindbilder und Autosuggestionen eine Atmosphäre entstand, in der das Handeln der mehrheitssozialdemokratisch geführten Regierung von immer skrupelloseren Politikern und Militärs bestimmt wurde. Der Historiker Andreas Braune bemerkt in diesem Zusammenhang, dass anders als bei anderen Revolutionen die Eskalation der Gewalt nicht zwischen Revolutionären und Vertretern des Ancien Régime stattfand, sondern zwischen den Revolutionären selbst. Die Ankündigungen der Spartakisten bzw. Kommunisten und anderer Linksradikaler, die Revolution, wenn es sein musste, auch mit Gewalt vorwärtszutreiben und Wahlen zu demokratischen Repräsentativkörperschaften zu verhindern, habe die Gewaltspirale in Gang gesetzt. In bürgerlichen, aber auch in mehrheitssozialdemokratischen Kreisen sei deswegen die Bereitschaft groß gewesen, die Gewalt der Linksradikalen gewaltsam zu unterbinden, wozu eine verbreitete Furcht vor dem Bolschewismus und ein „Anti-Chaos-Reflex“ beigetragen habe. Um ihre Durchsetzungsfähigkeit und Ordnungsfähigkeit zu demonstrieren, hätten die neuen Machthaber um Friedrich Ebert gemeinsam mit den Gewaltakteueren des Kaiserreichs agiert.

„Der Preis hierfür war hoch, da dies der Reichswehr die Abwehr aller Reformbemühungen und die Säuberung von republikanischen Offizieren erleichterte, die schon vor dem Kapp-Lüttwitz-Putsch weitgehend abgeschlossen war.“

### Darstellungen
Überblick
- Reinhard Rürup: Revolution und Demokratiegründung. Studien zur deutschen Geschichte 1918/19. Herausgegeben von Peter Brandt und Detlef Lehnert, Wallstein Verlag, Göttingen 2020, ISBN 978-3-8353-3363-5.
- Robert Gerwarth: Die größte aller Revolutionen. November 1918 und der Aufbruch in eine neue Zeit. Siedler, München 2018, ISBN 978-3-8275-0036-6.
- Bernd Langer: Deutschland 1918/19: Die Flamme der Revolution. Unrast, Münster 2018, ISBN 978-3-89771-234-8.
- Gerhard Hirschfeld, Gerd Krumeich, Irina Renz (Hrsg.): 1918: Die Deutschen zwischen Weltkrieg und Revolution. Christoph Links, Berlin 2018, ISBN 978-3-86153-990-2.
- Bernd Hüttner, Axel Weipert  (Hrsg.)  Emanzipation und Enttäuschung – Perspektiven auf die Novemberrevolution 1918/19, Rosa-Luxemburg-Stiftung, Berlin  2018 Online
- Mark Jones: Am Anfang war Gewalt. Die deutsche Revolution 1918/1919 und der Beginn der Weimarer Republik. Propyläen, Berlin 2017, ISBN 978-3-549-07487-9.
- Klaus Weinhauer, Anthony McElligott, Kirsten Heinsohn (Hrsg.): Germany 1916–1923. A Revolution in Context. Transcript, Bielefeld 2015, ISBN  978-3-8376-2734-3.
- Karl Christian Führer, Jürgen Mittag, Axel Schildt, Klaus Tenfelde (Hrsg.): Revolution und Arbeiterbewegung in Deutschland 1918–1920. Klartext, Essen 2013, ISBN 978-3-8375-0323-4.
- Wolfgang Niess: Die Revolution von 1918/19 in der deutschen Geschichtsschreibung. Deutungen von der Weimarer Republik bis ins 21. Jahrhundert. De Gruyter, Berlin 2013, ISBN 978-3-11-028546-8.
- Wolfgang Niess: Die Revolution von 1918/19 – Der wahre Beginn unserer Demokratie. Europa-Verlag, München 2017, ISBN 978-3-95890-074-5.
- Alexander Gallus (Hrsg.): Die vergessene Revolution von 1918/19. Göttingen 2010, ISBN 978-3-8389-0068-1.
- Ulla Plener (Hrsg.): Die Novemberrevolution 1918/1919 in Deutschland. Für bürgerliche und sozialistische Demokratie. Allgemeine, regionale und biographische Aspekte. Karl Dietz, Berlin 2009, ISBN 978-3-320-02205-1.
- Volker Ullrich: Die Revolution von 1918/19. München 2009, ISBN 978-3-406-56254-9.
- Pierre Broué: Die Deutsche Revolution 1918–1923. In: Der Funke e. V. (Hrsg.): Aufstand der Vernunft. Nr. 3, Wien 2005.
- Hans-Joachim Bieber: Bürgertum in der Revolution. Bürgerräte und Bürgerstreiks in Deutschland 1918–1920. Christians Verlag, Hamburg 1992, ISBN 3-7672-1148-3.
- Ulrich Kluge: Die deutsche Revolution 1918/1919. Frankfurt am Main 1985, ISBN 3-518-11262-7.
- Heinrich August Winkler: Arbeiter und Arbeiterbewegung in der Weimarer Republik. Band 1: Von der Revolution zur Stabilisierung 1918–1924. Dietz, Bonn 1984.
- Ernst Rudolf Huber: Deutsche Verfassungsgeschichte seit 1789, Band V: Weltkrieg, Revolution und Reichserneuerung: 1914–1919. Stuttgart 1978, ISBN 3-17-001055-7, § 40 (S. 706 ff.)
- Heinrich Muth: Die Entstehung der Bauern- und Landarbeiterräte im November 1918 und die Politik des Bundes der Landwirte. In: Vierteljahrshefte für Zeitgeschichte. 21. Jg., Heft 1, Stuttgart 1973, S. 1–38.

Regional
- Peter Kuckuk, Ulrich Schröder: Bremen in der Deutschen Revolution 1918–1919. Revolution, Räterepublik, Restauration. 2., überarbeitete und erweiterte Auflage, Edition Falkenberg, Bremen 2017, ISBN 978-3-95494-115-5.
- Helmut Lensing: Der Staatsumschwung von 1918/19 in einer katholisch-agrarischen Region. Die Revolution in den emsländischen Landkreisen Aschendorf und Hümmling. In: Emsländische Geschichte 24, Haselünne 2017, S. 302–353.
- Axel Weipert: Die Zweite Revolution. Rätebewegung in Berlin 1919/1920. Berlin 2015, ISBN 978-3-95410-062-0.
- Dietrich Kuessner, Maik Ohnezeit, Wulf Otte: Von der Monarchie zur Demokratie. Anmerkungen zur Novemberrevolution 1918/19 in Braunschweig und im Reich. Krebs, Wendeburg 2008, ISBN 978-3-932030-46-8.
- Holger Frerichs: Von der Monarchie zur Republik – Der politische Umbruch in Varel, der Wehde und in Jade. Schweiburg 1918/19. Varel 2001, ISBN 3-934606-08-3.
- Peter Brandt, Reinhard Rürup: Volksbewegung und demokratische Neuordnung in Baden 1918/19. Zur Vorgeschichte und Geschichte der Revolution. Thorbecke Jan Verlag, Sigmaringen 1991, ISBN 3-7995-4146-2.
- Michael Riekenberg: Die Novemberrevolution in der Stadt Hildesheim: eine lokalhistorische Studie. Bernward, 1982, ISBN 3-87065-214-4.
- Günter Cordes: Das Revolutionsjahr 1918/19 in Württemberg und die Ereignisse in Ludwigsburg. In: Ludwigsburger Geschichtsblätter 32, 1980, ISSN 0179-1842, S. 117–138.
- Peter Berger: Brunonia mit rotem Halstuch. Novemberrevolution in Braunschweig 1918/19. Hannover 1979.
- Wolfgang Günther: Die Revolution von 1918/19 in Oldenburg. Oldenburg 1979, ISBN 3-87358-114-0.
- Eberhard Kolb, Klaus Schönhoven: Regionale und Lokale Räteorganisationen in Württemberg 1918/19. Düsseldorf 1976, ISBN 3-7700-5084-3.
- Rudolf Stumberger: Das Raubtier und der rote Matrose. Fake News, Orte und Ideologien der Revolution und Räterepublik in München 1918/19. Alibri Verlag, Aschaffenburg 2018, ISBN 978-3-86569-289-4.
- Klaus Schönhoven: Die württembergischen Soldatenräte in der Revolution von 1918/19. In: Zeitschrift für Württembergische Landesgeschichte 33, 1974, ISSN 0044-3786, S. 236–257.
- Gustav Füllner: Das Ende der Spartakisten-Herrschaft in Braunschweig. Einsatz der Regierungstruppen unter General Maerker vor 50 Jahren. In: Braunschweigisches Jahrbuch, 50, 1969, S. 199–216.
- Volker Ullrich: Weltkrieg und Novemberrevolution – Hamburger Arbeiterbewegung 1914–1918. In: Jörg Berlin (Hrsg.): Das andere Hamburg. Köln 1981, ISBN 978-3-7609-0654-6, S. 181–208.
- Wolfram Wette: Der Feind im Innern. In: Die Zeit, Nr. 24/2003 (zum Einsatz des Militärs u. a. in der Novemberrevolution)